# Histoire de la transition démocratique espagnole
L'histoire de la transition démocratique espagnole commence le 20 novembre 1975, jour de l'annonce officielle de la mort du général Francisco Franco, où le « Conseil de régence » assuma temporairement les fonctions du chef de l'État. Deux jours plus tard, Juan Carlos Ier de Bourbon, désigné six ans plus tôt par Franco comme son successeur, serait proclamé roi devant les Cortes et le Conseil du Royaume. Au cours de cette période, le pays connaît une transition depuis un régime dictatorial vers un régime constitutionnel de démocratie représentative parlementaire. Elle constitue la première étape du règne de Juan Carlos Ier (es) et fait partie de la « troisième vague de démocratisation » — théorisée par le politologue américain Samuel P. Huntington dans son ouvrage The Third Wave: Democratization in the Late Twentieth Century —, qui débute en avril 1974 avec la « révolution des Œillets » au Portugal et culmine avec la chute des régimes communistes en Europe centrale et orientale en 1989. D'autre part, après la brève expérience de la Seconde République, la Transition constitue le deuxième processus de démocratisation de l'histoire de l'Espagne au cours du XXe siècle.

## Présentation générale
Dans un premier temps, le roi confirma dans ses fonctions le président du gouvernement du régime franquiste, Carlos Arias Navarro. Cependant, la difficulté à mener à bien des réformes politiques sous son mandat devint rapidement évidente et causa un éloignement progressif entre le politicien et le monarque. Finalement, le roi exigea sa démission le 19 juillet 1976 et l'obtint. Il le remplaça par Adolfo Suárez, qu'il chargea d'entamer des échanges avec les dirigeants des principaux partis politiques de l'opposition démocratique et des principales organisations sociales, plus ou moins légales ou tolérées, en vue d'établir un régime démocratique en Espagne.
La voie utilisée fut celle proposée par Torcuato Fernández Miranda, président par désignation royale des Cortes franquistes : l'approbation d'une huitième Loi fondamentale, la Loi pour la réforme politique, rédigée par Fernández Miranda lui-même. Non sans tensions, elle fut finalement entérinée par les Cortes et soumise à référendum le 15 décembre 1976 puis promulguée le 4 janvier 1977. Cette norme signifiait l'abrogation tacite du système politique franquiste en seulement cinq articles et un appel à des élections démocratiques.
Les élections, les premières depuis celles de février 1936, eurent lieu le 15 juin 1977. La coalition de l'Union du centre démocratique (UCD), dirigée par Suárez, fut la liste la plus votée, sans toutefois obtenir la majorité absolue, et fut chargée de former un gouvernement. Le processus de construction de la démocratie en Espagne et d’élaboration d’une nouvelle constitution commença alors. Le 6 décembre 1978, la Constitution fut ratifiée par référendum avec le soutien de 87,78 % des voix, soit 58,97 % des électeurs inscrits, et entra en vigueur le 29 décembre. Adolfo Suárez reconnut ultérieurement, dans une interview avec la journaliste Victoria Prego, qu'il n'y avait pas eu de référendum sur la forme de l'État (monarchie ou république) car les sondages d'opinion réalisés par le gouvernement de l'époque prédisaient une victoire de l'option républicaine.
Au début de 1981, Adolfo Suárez démissionnera en raison de l'éloignement du monarque et de pressions internes dans son propre parti. Lors du vote au Congrès des députés pour élire Leopoldo Calvo-Sotelo (UCD) comme son successeur, eut lieu une tentative de coup d'État — connue sous le nom de 23-F —dirigée, entre autres, par le lieutenant-colonel de la Garde civile Antonio Tejero, le général Alfonso Armada et lieutenant-général Jaime Milans del Bosch.
Les tensions internes au sein de l'UCD minèrent peu à peu le soutien des citoyens tout au long de 1981 et 1982, conduisant à sa dissolution en 1983. La faction démocrate-chrétienne finit par rejoindre Alliance populaire, dont elle occupa ainsi le secteur du centre-droit ; les membres les plus proches de la social-démocratie rejoignirent les rangs du Parti socialiste ouvrier espagnol (PSOE). Cependant, l'ancien président Suárez et un groupe de dissidents de l'UCD lancèrent un nouveau projet politique centriste, Centre démocratique et social (CDS), qui eut des représentants au Congrès jusqu'en 1993.
Le PSOE succéda à l'UCD après avoir obtenu la majorité absolue aux élections de 1982, occupant 202 des 350 sièges, ouvrant ainsi la ii législature démocratique. Pour la première fois depuis les élections générales de 1936, un parti de gauche formerait un gouvernement. La plupart des historiens considèrent que cet événement marque la fin de la Transition, mais d'autres prolongent la période jusqu'au 1er janvier 1986, date de l'entrée officielle de l'Espagne dans la Communauté européenne.
La Transition se déroula dans un climat de violence : on décompte plusieurs centaines de meurtres, commis par des groupes terroristes, d'extrême gauche, principalement Euskadi Ta Askatasuna (ETA) et les Groupes de résistance antifasciste du premier octobre (GRAPO), et d'autres d'extrême droite ; d'autres victimes périrent du fait de l'intervention des forces de l'ordre elles-mêmes. Les enquêtes estiment le nombre de morts dans une fourchette comprise entre 500 et 700 personnes (de 1975 au début des années 1980), la grande majorité dans des attentats terroristes, notamment du groupe armé ETA, directement responsable de plus de la moitié des décès. C'est pourquoi l'historiographie récente remet en question la version longtemps dominante d'une transition exemplaire et qui serait survenue dans un climat de paix sociale, même relative,.

## Délimitations

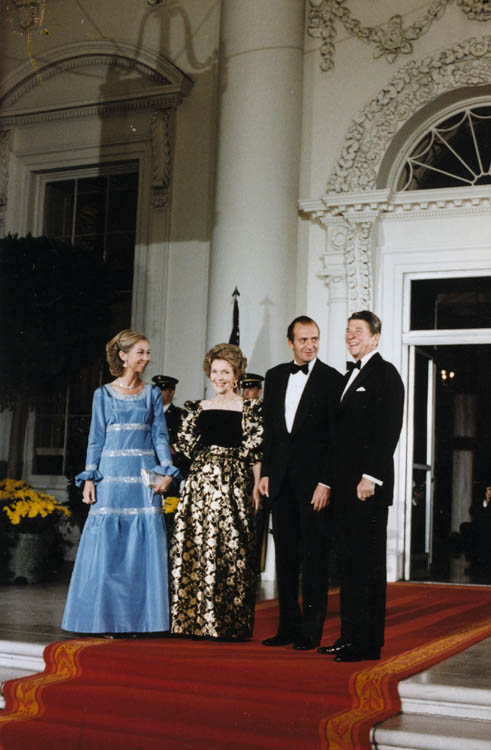
Visite aux États-Unis des rois d'Espagne. Image du dîner de gala du 14 octobre 1981 à la Maison Blanche avec le président américain Ronald Reagan et son épouse.

S’il existe un consensus général dans l'historiographie pour situer le début de la transition au 20 novembre 1975, date de la mort du dictateur Francisco Franco qui fut suivi deux jours plus tard par la proclamation de Juan Carlos Ier comme roi d’Espagne, les avis des spécialistes divergent pour ce qui est de la fin de la période . Certains auteurs la situent dès la célébration des premières élections démocratiques du 15 juin 1977. D'autres l'arrêtent à l'approbation de la Constitution en décembre 1978, date à laquelle ils considèrent que le processus de transition institutionnelle d'un régime dictatorial vers un régime démocratique et constitutionnel est achevé. D'autres prolongent la période un peu plus longtemps, jusqu'à la tenue des premières élections selon la nouvelle loi fondamentale en mars 1979 ou à la tentative de coup d'État manquée de février 1981, entendant que jusqu'alors la menace d'un coup d'État émanant d'une partie de l' Armée était prégnante. Cependant, de nombreux historiens placent la fin de la transition dans les élections qui, en octobre 1982, donnèrent la victoire au Parti socialiste ouvrier espagnol (PSOE), date à laquelle un parti issu de l'opposition au franquisme, et pas du régime lui-même, comme l’avait été l’Union du centre démocratique (UCD), accéda au pouvoir,,,,,. D'autres enfin établissent la fin de cette période en 1986, avec l'entrée de l'Espagne dans la Communauté économique européenne (future Union européenne).

## Contexte: la dictature franquiste entre 1969 et 1975

### Échec du continuisme immobiliste (1969-1973)
Après la promulgation de la Loi organique de l'État en janvier 1967, la position de l'amiral Carrero Blanco, « numéro deux » virtuel de la dictature franquiste, se trouva renforcée lorsqu'il fut nommé neuf mois plus tard vice-président du gouvernement par le Generalísimo Franco. Celui lui permit de mettre en marche la dénommée « Operación Príncipe » (« opération Prince ») qui avait pour objectif d'obtenir de Franco la désignation de son successeur en la personne du fils de Juan de Borbón, Juan Carlos, qui était depuis 1948 sous la « tutelle » du Caudillo. Le 22 juillet 1969, Franco le proposa aux Cortes franquistes comme son successeur à la tête du « Monarchie du Movimiento Nacional, continuatrice pérenne de ses principes et institutions », assumant le titre de prince d'Espagne. Les Cortes l'approuvèrent avec 491 votes favorables, 19 contre et 9 abstentions. Dans son discours de présentation du prince, Franco dit une phrase qui serait longtemps rappelée dans les années suivantes, surtout après sa mort : avec ;a nomination de son successeur tout allait rester « attaché, et bien attaché » (atado y bien atado)

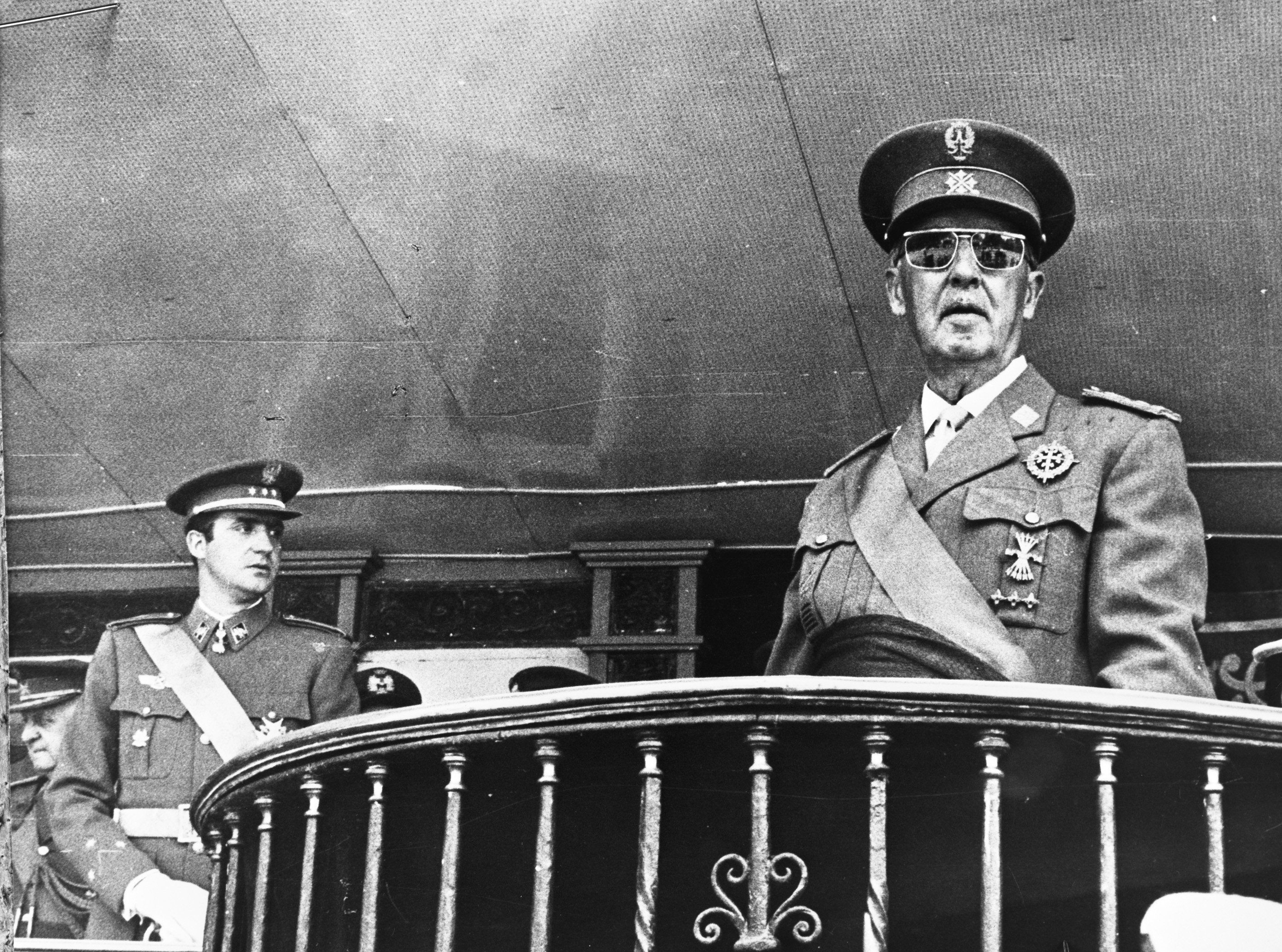
Le général Franco présidant le défilé militaire de la Victoire (Madrid, 5 juin 1969). En arrière-plan se trouve le prince Juan Carlos, que Franco désignera comme son successeur « à titre de roi » le mois suivant.

En octobre 1969, fut formé le « gouvernement monocolore », terme inventé par ses détracteurs car composé presque exclusivement de « technocrates » de l'Opus Dei, de personnes liées ou fidèles à Carrero Blanco ou à Laureano López Rodó, sa « main droite ». Carrero Blanco fut confirmé à la vice-présidence, mais exerçant en réalité les fonctions de président, puisque l'amiral recevrait dorénavant les ministres chaque semaine pour s'entretenir avec eux, et les trois ministres aperturistas — c'est-à-dire ceux favorable à une « ouverture » du régime : Manuel Fraga Iribarne, José Solís Ruiz et Fernando María Castiella — quittèrent le gouvernement.
Pendant les quatre années où le gouvernement « monocolore » fut au pouvoir, la rupture entre les « immobilistes », à la tête desquels l'amiral Carrero Blanco était déjà clairement placé, avec le soutien de Franco lui-même, et les aperturistas s'accentua. Ces derniers, au fur et à mesure que leurs différences avec les « immobilistes » se creusaient, adoptèrent une position de plus en plus résolument « réformiste », lorsqu'ils furent convaincus que la seule issue possible au franquisme était la démocratie, bien qu'« aux contours vagues » et « sous tutelle » du pouvoir, tandis que les « continuistes immobilistes » réaffirmèrent leur refus d'introduire le moindre changement dans le régime franquiste, de sorte qu'on les appela aussi « ultras » ou le « bunker. » Le problème fondamental était, comme le souligne Alfonso Pinilla García, que « la modernisation économique et la transformation sociale vécues dans les années soixante se heurtaient à une structure politique paralysée, fermée à la participation et à la représentation politiques », et que ce choc générait « un conflit croissant dans la rue, les usines, l'université [...] et même au sein de certaines institutions qui, traditionnellement, servaient de soutien à la dictature, comme l'Église. »
Vers le milieu de l’année 1973, l’échec politique du « continuisme immobiliste » de Carrero Blanco et des technocrates fut de plus en plus évident. C'est ce que le ministre de l'Intérieur, Tomás Garicano Goñi, dénonça à Franco lui-même lorsqu'il présenta sa démission en mai 1973. Cependant, Carrero Blanco sortit de cette crise encore plus renforcé, étant nommé président du gouvernement par Franco, une position à laquelle Caudillo n'avait jamais voulu renoncer en 37 ans de dictature. Toutefois, le nouveau gouvernement de Carrero Blanco ne dura que six mois.
Toutefois, le nouveau gouvernement de Carrero Blanco ne dura que six mois. En effet, le matin du 20 décembre 1973, ETA commit un attentat spectaculaire— 75 kg d'explosifs militaires disposés sous l'asphalte, qui firent voler la voiture de l'amiral dans les airs — visant la voiture officielle de l'amiral Carrero Blanco dans une rue du centre de Madrid, provoquant sa mort. La prise en charge rapide du pouvoir par le vice-président Torcuato Fernández Miranda, face à l'état de confusion que suscita chez Franco l'annonce de la nouvelle, empêcha la mise en œuvre des mesures extrêmes défendues par les secteurs « ultras » du régime et l'armée ne fut pas mobilisée — à la fin des funérailles  le cardinal Tarancón qui avait présidé la cérémonie fut victime d'une tentative d'agression —. C'est ainsi que commença la crise politique la plus grave de tout le franquisme, celui que Franco avait désigné pour assurer la survie de son régime après lui ayant été assassiné.

### Crise finale du régime franquiste (1974-1975)
Influencé par son entourage familial, Franco nomma Carlos Arias Navarro président du gouvernement en janvier 1974, ce qui supposait l'exclusion des technocrates de l'Opus Dei. Arias Navarro se tourna vers les « familles » du régime, essayant de maintenir un certain équilibre entre « continuistes » et « réformistes », bien qu'il eût pas de projet politique déterminé.

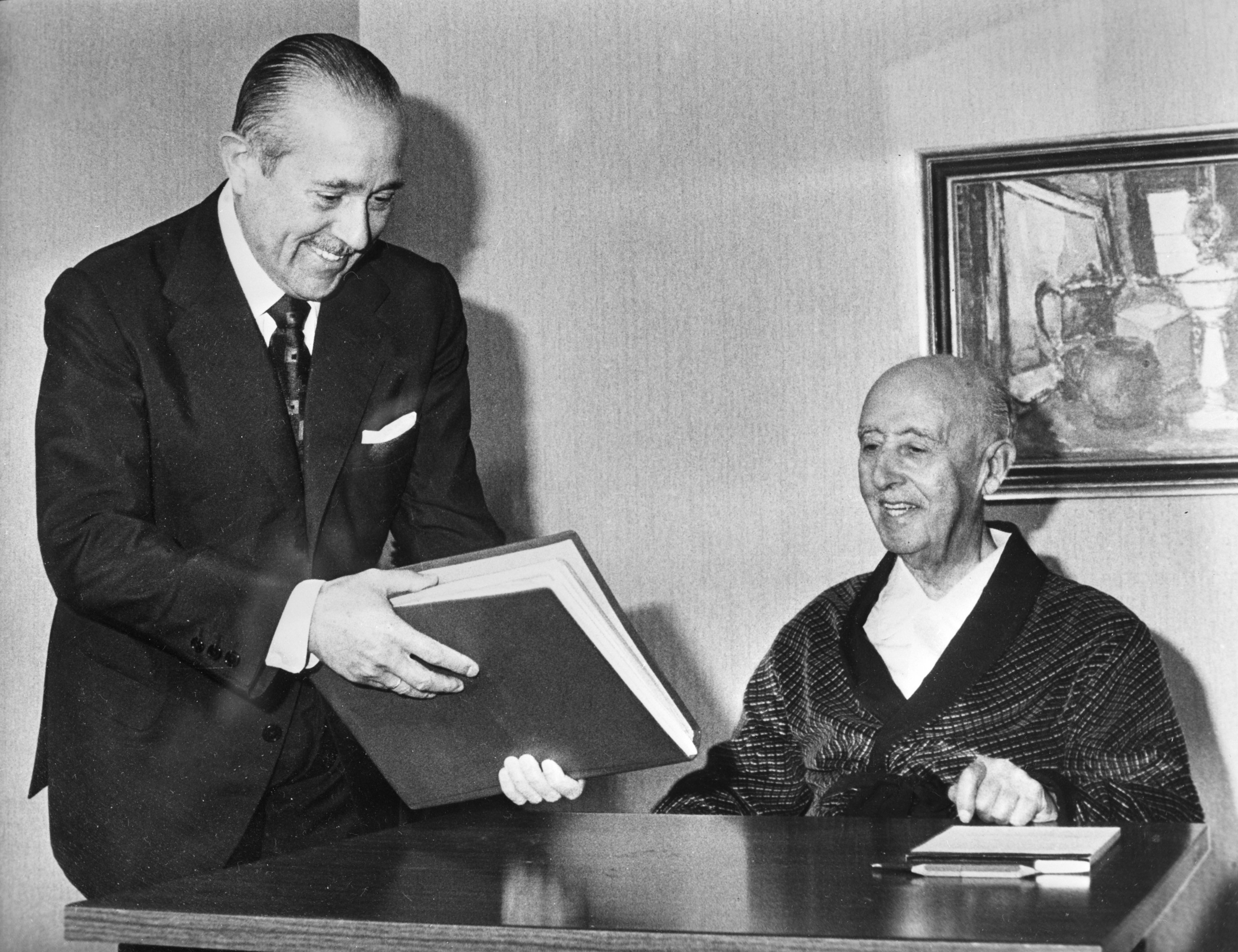
Le président du gouvernement Carlos Arias Navarro rend visite au général Franco lors de sa convalescence à l'hôpital La Paz de Madrid.

Dans un premier temps, il sembla adopter le projet « réformiste » lorsque, dans le discours de présentation du nouveau gouvernement, prononcé devant les Cortes franquistes le 12 février 1974, il fit certaines promesses d'ouverture,. Mais ce nouvel « esprit du 12 février (es) », comme le baptisa la presse, ne dura que quelques semaines: à la fin du mois, l'archevêque de Bilbao Antonio Añoveros Ataún (en) reçut l'ordre de quitter l'Espagne pour avoir souscrit à une pastorale en faveur de la « juste liberté » du peuple basque, et quelques jours plus tard seulement, le 2 mars, l'anarchiste catalan Salvador Puig Antich, condamné pour le meurtre d'un policier, fut exécuté au garrot malgré les manifestations de protestations durement réprimées par la police et des demandes de grâce venues du monde entier,.
L'anachronisme et l'isolement franquisme devinrent évidents lorsque le 25 avril 1974 triompha au Portugal un coup d'État militaire qui mit fin à la dictature de Salazar, la plus ancienne d'Europe. Le sentiment d'assister à l'agonie et la crise finale du régime s'accentua lorsqu'en juillet 1974 le Franco fut hospitalisé pour une thrombophlébite, l'obligeant à céder temporairement ses pouvoirs au prince Juan Carlos, bien qu'il les reprît à peine rétabli, dès début septembre,.
Quelques jours plus tard, une nouveau brutal attentat à la bombe (es) d'ETA causa la mort de 12 personnes — et en blessa plus de 80 — dans une cafétéria de la calle del Correo de Madrid, rue adjacente la Puerta del Sol, au cœur de la capitale espagnole, et que les policiers de la Direction générale de la sécurité située à proximité avaient l'habitude de le fréquenter. Cet évènement raviva le « bunker » qui, soutenu par Franco lui-même, obtint le limogeage du ministre le plus « ouvert », Pío Cabanillas, le 29 octobre, entraînant, fait insolite dans l'histoire du franquisme, la démission par solidarité d'un autre ministre « réformiste », Antonio Barrera d'Irimo, et d'autres hauts responsables de l'administration de la même tendance, dont beaucoup seraient d'éminents protagonistes de la transition démocratique,.
Comme la mort du général Franco approchait, on assista à un renforcement progressif de l'opposition anti-franquiste et à une unification de ses diverses propositions afin de mettre fin à la dictature. Le modèle suivi fut celui de l'Assemblée de Catalogne, créée en novembre 1971 et dont le slogan « Liberté, amnistie et statut d'autonomie » serait adopté par l'ensemble de l'opposition. Ainsi, en juillet 1974, Santiago Carrillo, secrétaire général du Parti communiste espagnol (PCE), présenta à Paris la Junta democrática, premier fruit du processus de convergence de l'opposition au niveau national, et dont le programme était basé sur une rupture (es) avec le franquisme à travers la mobilisation citoyenne,. Cependant, le PCE ne réussit pas à intégrer dans son organisation unitaire les forces d'opposition qui n'étaient pas disposées à accepter l'hégémonie communiste — en premier lieu le PSOE — et qui étaient également en désaccord avec les membres de la Junta sur une question fondamentale : ils étaient prêts à accepter la monarchie de Juan Carlos si elle menait le pays vers un système politique pleinement représentatif. Ces groupes finirent par former leur propre organisme en juin 1975, la Plateforme de convergence démocratique (es),.
Le début de la crise économique en 1974, qui s'aggrava en 1975 avec l'inflation et la hausse du chômage qui en résulta, alimenta la vague de grèves et de mobilisations ouvrières la plus importante de l'histoire du franquisme, qui s'ajouta aux protestations des étudiants et des associations de quartier. Toutefois, si « la mobilisation antifranquiste contribua de façon décisive à la crise de la dictature, [...] elle n'atteignit jamais l'ampleur et l'intensité nécessaires pour provoquer son effondrement. »
En outre, l'activité terroriste s'accrut, tant celle d'ETA — 18 morts en 1974 et 14 l'année suivante — que du FRAP — trois attentats mortels en 1975 —, ce qui intensifia la répression ; en août 1975 était approuvé un décret-loi « pour la prévention et la poursuite des délits de terrorisme et de subversion contre la paix sociale et la sécurité personnelle », qui rétablissait la juridiction militaire, comme durant le premier franquisme, donnant lieu à un emballement répressif spécialement sensible au Pays basque.
En application de la législation antiterroriste, entre le 29 août et le 17 septembre 1975, trois militants d'ETA et huit militants du FRAP furent soumis à différentes cours martiales et condamnés à mort, ce qui provoqua d'importantes réactions populaires et un rejet à l'étranger, ainsi que des demandes de clémence de la part des principaux dirigeants politiques européens, notamment du pape Paul VI. Malgré cela, Franco ne pas commua pas les peines capitales de deux des trois militants de l'ETA et de trois des huit militants du FRAP, et tous cinq furent fusillés (es) le 27 septembre 1975. Cet événement, qualifié de « brutal » par la plus grande partie de la presse européenne, ne fit qu'accentuer le rejet international du franquisme et donna lieu à de nombreuses manifestations anti-franquistes dans plusieurs villes européennes. De même, les ambassadeurs des principaux pays européens quittèrent Madrid, si bien que le régime franquiste connut une nouvelle fois un isolement et une désapprobation très similaires à ceux qu'il avait subis dans l'immédiate après-guerre mondiale.
En réponse, le 1er octobre 1975, le Movimiento Nacional organisa un rassemblement de soutien à Franco (es) sur la Plaza de Oriente à Madrid. Dans son discours, Franco, très faible et presque sans voix, affirma une fois encore qu'il existait une « conspiration maçonnico-gauchiste » « contre l'Espagne. » Douze jours plus tard, le général tombait malade. Le 30 octobre, conscient de la gravité de son état — il avait déjà subi deux infarctus —, il transféra ses pouvoirs au prince Juan Carlos. Le 3 novembre, il subit une opération critique dans une salle d'opération improvisée du même palais du Pardo, avant d'être transféré à l'hôpital La Paz (es) de Madrid, où il subit une nouvelle intervention chirurgicale,.

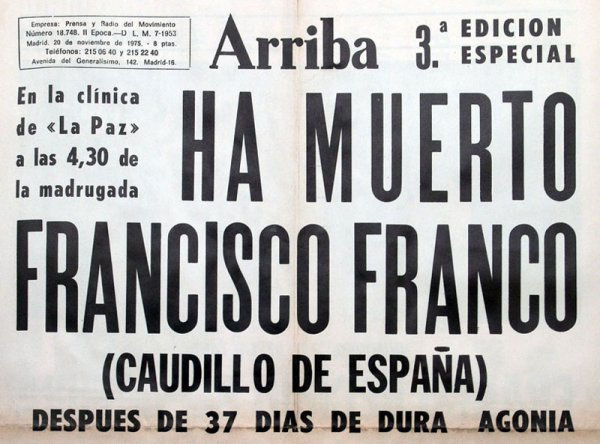
Une du journal franquiste Arriba annonçant la mort de Franco le 20 novembre 1975.

Cependant, le prince Juan Carlos, chef de l'État par intérim, dut faire face à la très grave crise qui couvait dans la colonie du Sahara occidental, conséquence de la Marche verte des civils marocains organisée par le roi du Maroc Hassan II pour contraindre l'Espagne à lui céder le contrôle du territoire sur lequel elle revendiquait sa souveraineté. Le 14 novembre, l' accord tripartite de Madrid fut conclu, par lequel l'Espagne se retira de la colonie et en confia l'administration au Maroc — sa partie septentrionale — et à la Mauritanie — au sud,.
Aux premières heures de la matinée du 20 novembre 1975, le président du gouvernement Carlos Arias Navarro annonça à la télévision la mort de Franco puis lut son dernier message, qu'on dénomma le « testament politique » du dictateur. Une chapelle funéraire fut installée au palais royal de Madrid, où de longues files d'attente se formèrent pour accéder au salon où se trouvait le cercueil ouvert du Caudillo. Aucun chef d'État ou de gouvernement n'assista aux funérailles qui suivirent, à l'exception du dictateur chilien Augusto Pinochet, grand admirateur de Franco.
Franco mourut alors que le régime vivait une profonde crise : l'option continuiste manquait de viabilité et risquait d'entacher la légitimité de l’institution monarchique ; les projets d'ouverture ou de réforme échouaient à la contrer, s'avérant incapable de susciter autour d'elle un amalgame de forces suffisant ; la voie du « rupturisme », soutenue par une mobilisation remarquable, semblait rendre invivables les deux options précédentes mais ne fut pas en mesure de renverser le régime. C'est finalement la voie de la réforme, « ambitieuse et décidée » en dépit des adversités, qui fut suivie.

## Proclamation de Juan CarlosIer

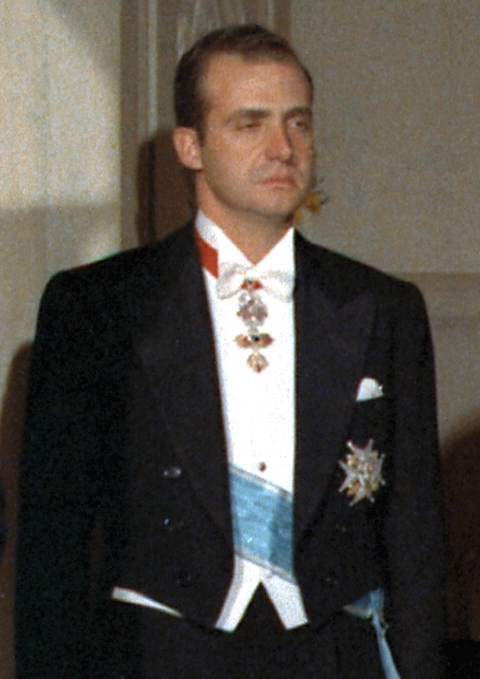
Juan Carlos de Borbón en 1971, alors qu'il était prince d'Espagne, successeur du général Franco nommé par lui deux ans plus tôt.

Après la mort du général Franco le 20 novembre 1975, le Conseil de régence, formé par un lieutenant général, un archevêque et un membre du Movimiento, prit temporairement le pouvoir ; deux jours plus tard, le 22 novembre 1975, le prince d'Espagne Juan Carlos de Borbón, désigné en juillet 1969 par le Caudillo comme son successeur « au titre de roi », fut proclamé sous le titre de Juan Carlos Ier devant les Cortes franquistes et le Conseil du Royaume. Après l'intervention « depuis l'émotion dans le souvenir de Franco » du président des Cortes Alejandro Rodríguez de Valcárcel, Juan Carlos prêta serment sur les Lois fondamentales du Royaume,, puis prononça un discours dans lequel il évita toute référence à la victoire de Franco dans la guerre civile et dans lequel, après avoir exprimé son « respect et sa gratitude » envers Franco, il demandait « que chacun comprenne avec générosité et noblesse que notre avenir sera basé sur un consensus effectif de concorde nationale,,,. »
Avec son discours — « qui est tout un programme », selon Julio Gil Pecharromán (en) — Juan Carlos posait clairement qu'il ne pariait pas sur le pur « continuisme immobiliste » que préconisait le dénommé bunker — qui défendait la perpétuation du franquisme sous la monarchie établie par Franco, selon le modèle établi dans la loi organique de l'État de 1967 —  mais avec son message à l'Armée l'invitant à affronter l'avenir avec « une sereine tranquillité », il suggéra que la réforme se ferait depuis les institutions du régime lui-même,. Les applaudissements les plus enthousiastes n'allèrent cependant pas au nouveau roi mais à la fille du général Franco, présente à la cérémonie,.
L'opposition antifranquiste, pour sa part, accueillit froidement et indifféremment le discours du roi. Le PSOE affirma dans une note qu'« il n'avait surpris personne et qu'il a rempli son engagement envers le régime franquiste. » Ainsi, « la mort du dictateur ne signifiait pas la mort simultanée de la dictature, comme on le prétend parfois ou comme le suggère une chronologie qui met fin au régime franquiste en 1975. La légalité et les institutions de Franco demeuraient intactes et le successeur désigné par le Caudillo « à titre de roi », dans l'acte de proclamation comme chef de l'État [...] jura devant les Cortes « d'appliquer et de faire appliquer les Lois fondamentales du Royaume et de garder loyauté envers les principes qui fondent le Mouvement National. »

Étendard personnel de Juan Carlos de Borbón

Le 27 novembre eut lieu la cérémonie religieuse d'exaltation du nouveau roi à l'église de San Jerónimo el Real. D'éminents chefs d'État ou des représentants de haut niveau de ceux-ci y assistèrent : les présidents français et allemand, respectivement Valéry Giscard d'Estaing et Walter Scheel, le prince Philippe d'Édimbourg et le vice-président des États-Unis, Nelson Rockefeller, entre autres — ce qui n'était pas arrivé lors des funérailles du général Franco, auxquelles avaient uniquement assité le dictateur chilien Pinochet et l'épouse du dictateur philippin, Imelda Marcos, une clair indice que les projets réformistes de Juan Carlos bénéficiaient du soutien des démocraties occidentales —,,.
Il pouvait également compter sur le soutien de l'Église catholique, comme le mit en évidence le cardinal Tarancón dans l'homélie qu'il prononça lors de l'office religieux, où il n'évoqua pas la guerre civile — il fit seulement référence à « la figure exceptionnelle, désormais historique » du général Franco — et exhorta le roi à être le roi de « tous les Espagnols » — sans distinction entre gagnants et perdants —,,,. Il défendit également le pluralisme politique, « basé sur l'amour qui, comme nous l'enseigne le Concile, doit être étendu à ceux qui pensent d'une manière différente de la nôtre. » À ce sujet, Manuel Fraga, ministre franquiste réformiste déclara : « Tarancón est allé trop loin, il se croit le cardinal Cisneros. »
Le 23 novembre 1975, Francisco Franco bénéficia de funérailles grandioses en présence du nouveau roi Juan Carlos Ier et de son épouse Sophie de Grèce,.
Le 25 novembre, le roi avait accordé la grâce à 5 226 prisonniers de droit commun et 429 prisonniers politiques. L' opposition anti-franquiste le considéra comme une « insulte » et le quotidien français Libération intitula un article : « Espagne, 'pardon', 'insulte' ». Ce que l’opposition exigeait, c’était l'amnistie pour tous les prisonniers politiques et exilés, sans exception. À sa sortie de prison, Marcelino Camacho, leader des Commissions ouvrières illégales, condamné dans le « procès 1001 », déclara : « Cette grâce ne libère presque aucun des prisonniers politiques et ne permet pas aux exilés de revenir. Cette grâce non seulement ne ferme pas la perspective d'affrontement, mais la laisse intacte [...] Obtenir l'amnistie est une nécessité pour le pays tout entier, et pas seulement pour les familles des prisonniers. » « La grâce est un geste qui signifie peu (ou rien) pour l'opposition, c'est pourquoi les mobilisations dans la rue reviennent pour demander une amnistie totale », commente l'historien Alfonso Pinilla García.

### Nomination de Torcuato Fernández Miranda et continuité de Carlos Arias Navarro

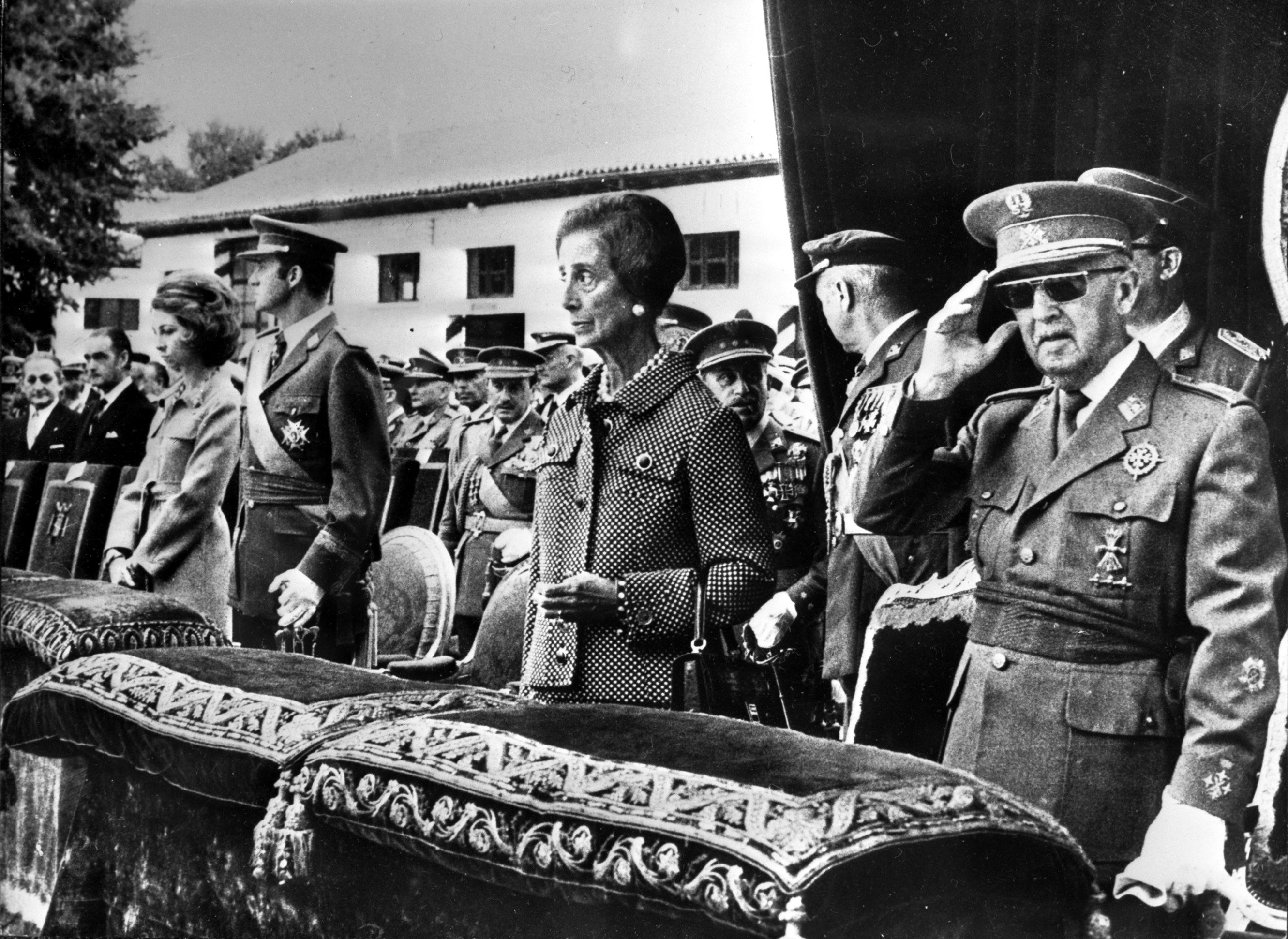
Le général Franco aux côtés de son épouse Carmen Polo et des princes d'Espagne, Juan Carlos de Borbón et Sophie de Grèce, lors d'une cérémonie religieuse à la mort de l'amiral Carrero Blanco. À l'extrême gauche de l'image Torcuato Fernández Miranda, alors président du gouvernement par intérim.

Le 2 décembre 1975, le roi nommait le franquiste aperturista Torcuato Fernández Miranda, son ancien précepteur, nouveau président des Cortes et du Conseil du Royaume — éléments clés du réseau institutionnel légué par la dictature franquiste —, en remplacement de l'« ultra » Alejandro Rodríguez de Valcárcel, dont le mandat avait expiré le 26 novembre,. Le roi dut manœuvrer pour obtenir du Conseil l'inclusion dans la liste restreinte des candidats à la présidence des Cortes de celui qu'il avait choisi pour ce poste (les deux autres proposés étaient Licinio de la Fuente et Emilio Lamo de Espinosa. » «La première bataille que le roi a menée en coulisses s'est soldée par une victoire de la Couronne. Son homme, Torcuato, occupera désormais la présidence des Cortes et du Conseil du Royaume, d'où il va manœuvrer pour favoriser la mise en œuvre de la réforme politique. » Cependant, « Juan Carlos est un roi doté de larges pouvoirs... mais il a trois limites : le Gouvernement, le Conseil du Royaume et les Cortes. Sans l’accord de ces trois institutions, le monarque est lié. Lorsque Franco était chef de l'État, ces limitations n'existaient pas, mais maintenant le bunker surveille de près le monarque et met en application les entraves précédentes pour éviter de possibles changements qui « dénaturalisent » le régime du leader. [...] Le conflit interne est servi. »
Si la nomination de Fernández Miranda fut accueillie avec indifférence par l'opposition antifranquiste — « Je me sens totalement et absolument responsable de tout mon passé, j'y suis fidèle, mais il ne m'attache pas, car le service au pays et au roi sont une entreprise d'espoir et d'avenir », déclara-t-il après son entrée en fonction —, la confirmation de Carlos Arias Navarro à la présidence du gouvernement causa une grande déception. Le journal clandestin du PCE Mundo Obrero (es) affirma qu'il s'agissait d'un « franquisme avec roi » et le prétendant carliste Charles-Hugues de Bourbon-Parme que c'était le gouvernement d'une « monarchie fasciste,,. » Diverses personnalités de l'opposition réunies à Paris, convoquées par le Conseil de l'Europe pour évaluer la situation politique en Espagne, déclarèrent que Juan Carlos « n'a même pas été capable de changer le président du gouvernement hérité de Franco. »

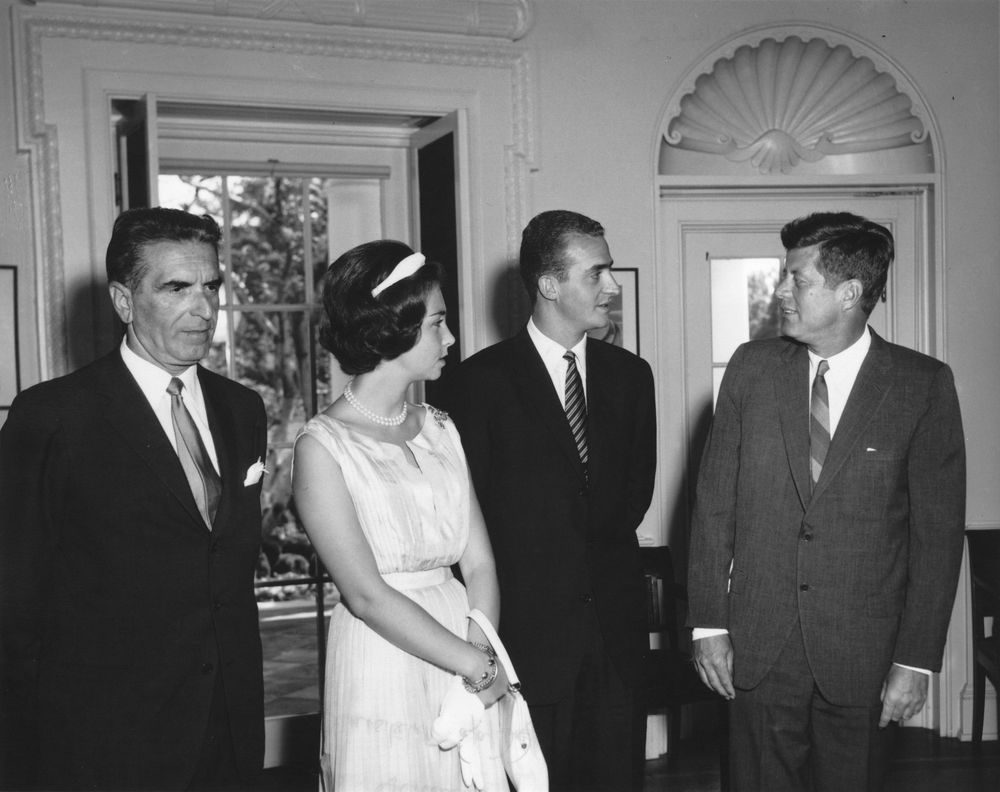
Antonio Garrigues y Díaz Cañabate (à gauche), en sa qualité d'ambassadeur d'Espagne aux États-Unis, accompagnant les princes Juan Carlos et Sofía lors de leur entretien avec le président John F. Kennedy à la Maison Blanche (août 1962). Antonio Garrigues fut l'un des noms imposés par le roi Juan Carlos à Carlos Arias Navarro à inclure dans son gouvernement.

La déception fut partiellement atténuée lorsque à l'annonce de la composition du nouveau gouvernement, où figuraient les figures les plus marquantes du « réformisme » franquiste telles que Manuel Fraga, José María de Areilza et Antonio Garrigues, ainsi que d'autres « réformistes » franquistes issus des « familles » catholiques (Alfonso Osorio) et phalangistes (les « réformateurs bleus », Adolfo Suárez et Rodolfo Martin Villa),. Néanmoins, certains ministres étaient également proches des « ultras » comme le général Fernando de Santiago, l'amiral Pita da Veiga ou José Solís Ruiz. Les membres du gouvernement furent en réalité imposés à Arias Navarro par le roi ; dans le cas de Suárez, il s'agissait d'une suggestion de Fernández Miranda,,. Le nouveau gouvernement était souvent dénommé dans la presse « gouvernement Arias-Fraga-Areilza-Garrigues » ou « Arias-Fraga,. » Selon Xosé Manoel Núñez Seixas, « c'était d'un cabinet hétérogène et contradictoire », avec un « Arias Navarro pusillanime, incapable d'imprimer un cap politique défini à sa gestion. »

## Gouvernement d'Arias Navarro (novembre 1975-juillet 1976): «réforme Arias-Fraga»

### Projet de réforme du gouvernement Arias Navarro

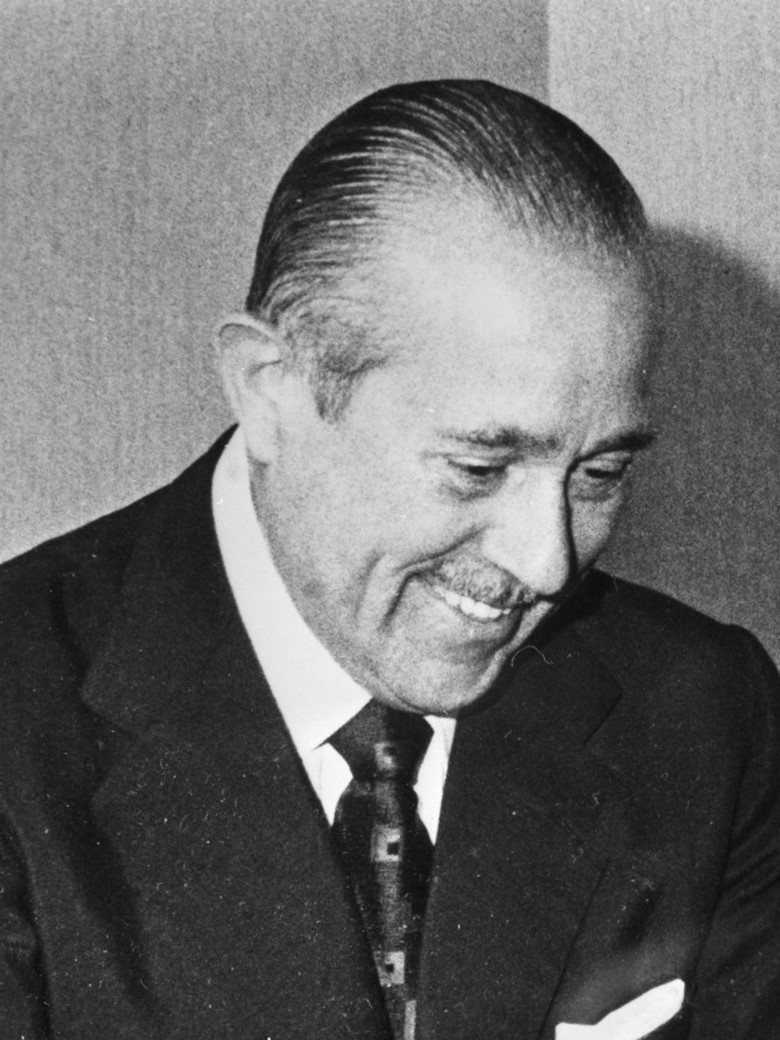
Carlos Arias Navarro, président du gouvernement.

Selon Alfonso Pinilla García, le nouveau gouvernement d'Arias Navarro était « un gouvernement contradictoire, où la pulsion continuiste coexistait — et pas toujours en paix — avec le projet réformiste. Le Président du Gouvernement incarnait cette contradiction, car ces deux tendances habitaient en lui. » Lorsqu'il présenta le nouvel exécutif, le 13 décembre, il déclara qu'il entendait poursuivre le chemin de « perfectionnements et réformes » entrepris par le précédent exécutif, et évoqua une intention de parvenir à « une démocratie espagnole, nouant deux étapes de notre histoire. » Il termina son discours en disant : « Nous sommes appelés, nous nous réunissons, pour préserver et à poursuivre l'œuvre gigantesque de Francisco Franco, en la perfectionnant et en l'adaptant aux exigences de chaque moment,. » Depuis lors, Arias devint comme « l'exécuteur testamentaire de Franco. »
Arias Navarro n'avait pas à sa disposition de plan spécifique pour réformer le régime franquiste — au Conseil national du Movimiento, il déclara que le but de son gouvernement était la continuité du franquisme à travers une « démocratie à l'espagnole » —, ; en outre, il pensait que les changements devaient être limités, comme lorsque le 28 janvier 1976, s'adressant aux procurateurs des Cortes lors de la séance de présentation de son gouvernement, il leur dit : « C'est notre tâche d'actualiser nos lois et nos institutions [...] comme Franco l'aurait désiré!,. » Torcuato Fernández Miranda nota dans son journal : « C'est un discours incohérent car on y devine facilement une difficulté terrible et une contradiction [...] C'est un homme de bunker, ce n'est pas un homme d'État ; C'est un politicien du franquisme. »

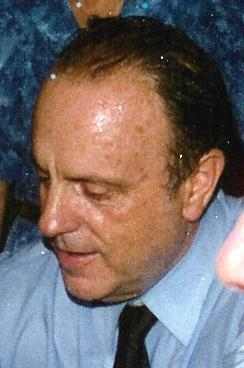
Manuel Fraga Iribarne, ministre le plus important du gouvernement d'Arias Navarro et auteur du projet de réforme du régime franquiste.

Le gouvernement adopta le programme présenté par Fraga Iribarne, rejetant la proposition d'Antonio Garrigues de soumettre à référendum « des bases de révision constitutionnelle » incluant la reconnaissance de la souveraineté nationale — le ministre-secrétaire général du Movimiento (es) Adolfo Suárez l'accusa de vouloir la rupture et non la réforme (es) — — et une proposition ultérieure d'Alfonso Osorio basée sur la convocation d'élections libres qui fut rejetée car elle ouvrait la voie à «un processus constituant » —. Le projet de Fraga, « d'un arrière-goût canoviste et propre du XIXe siècle avec quelques touches du système parlementaire britannique », visait à atteindre une démocratie « libérale » homologable avec celle des autres pays européens occidentaux à partir d'un processus graduel, contrôlé depuis le pouvoir, de changements progressifs des « lois fondamentales » franquistes. C'est pourquoi elle fut également connue sous le nom de « réforme dans la continuité » et sa base de soutien serait ce qu'on appela dès lors le « franquisme sociologique (es) » (que Fraga appellerait la « majorité naturelle »). Dans une déclaration faite au nom du gouvernement le 15 décembre 1975, seulement deux jours après avoir été nommé vice-président et ministre de l'Intérieur, Fraga dit la phrase suivante :

« Le gouvernement estime indispensable la présence et la participation effectives, sans discriminations ni privilèges, des citoyens et des organisations sociales. Seront considérées avec une priorité spéciale l'extension des libertés et droits des citoyens, en particulier le droit d'association et les réformes des institutions représentatives pour élargir leur base, en veillant à ce que l'ensemble de notre ordre juridico-politique tende vers une plus grande homogénéité avec la communauté occidentale. »

Selon Alfonso Pinilla García, « la réforme de Fraga était démocratique, mais elle portait trop de traces d'hier. » Selon Carme Molinero et Pere Ysàs, « elle n'impliquait pas l'établissement d'un régime démocratique », « un changement de régime », mais prétendait introduire « des changements dans le régime » pour doter de « légitimité démocratique » au réseau institutionnel de la dictature. « La trilogie franquiste famille, municipalité et syndicat continua d'être valide pour Manuel Fraga », soulignent Molinero et Ysàs. Le Congrès des députés serait élu en représentation des « familles » et le Sénat, de caractère « organique », serait composé de représentants des provinces, des syndicats et d'autres corporations, et disposerait également des sénateurs « permanents » (une adaptation de « 40 d'Ayete », procurateurs que Franco nommait directement parmi les membres du Conseil national du Movimiento, qui ne disparaissait pas). La réforme maintenait également le Conseil du Royaume. Fraga réitéra qu'il fallait « éviter toute idée de rupture ou simplement de caractère constituant général. » « En des termes plus simples, continuité et loyauté envers le passé seulement sont compatibles avec le changement, avec la réforme, mais seul on ne réforme que ce qui veut être conservé. » Au début de 1976, le régime ne s'acheminait donc pas encore vers une démocratie.
Selon Xosé Manoel Núñez Seixas, la réforme de Fraga « était une imitation du système parlementaire britannique, mais vu depuis la Chambre des lords et non depuis la Chambre des communes, qui libéralisait le système politique, mais ne le démocratisait pas pleinement, et qui n'adoptait pas de façon explicite le principe de la souveraineté nationale résidant dans l'ensemble des citoyens : c'était le roi qui nommait les gouvernements. » Son objectif était, comme Fraga l'avoua au lieutenant-général Fernando de Santiago, de ne courir aucun risque « que la gauche gouverne en Espagne ». Pinilla García commente : « Voilà l'esprit de la réforme franquiste, un changement de régime contrôlé où la dictature se transformerait en une démocratie restreinte, toujours gérée par la classe politique qui avait gouverné la période finale de cette dictature,. » Les principaux banquiers du pays avaient également intérêt à ce que la réforme fût limitée et le 4 mai 1976, ils se réunirent avec les ministres Alfonso Osorio et Adolfo Suárez pour connaître les plans du gouvernement. Le premier leur demanda de l'aider à organiser la droite — le « centre », dans la terminologie d'Osorio — et le second leur assura qu'il n'allait pas permettre que « ces forces politiques qui ont été loyales et ont clairement joué à l'intérieur du système ces quarante dernières années disparaissent » et que ce qui était proposé était « un changement prudent, une réforme sans risque. »
Comme il s'agissait d'un projet de « démocratie restreinte », la « réforme Fraga » fut rejetée par l'opposition antifranquiste,. Elle n’a pas non plus été bien accueillie par le bunker. L'ancien ministre José Utrera Molina déclara : « La réforme qui est défendue semble essentiellement viser le remplacement d'un régime par un nouveau, le simple démantèlement du régime actuel et une altération systématique de son essentialité politique. »

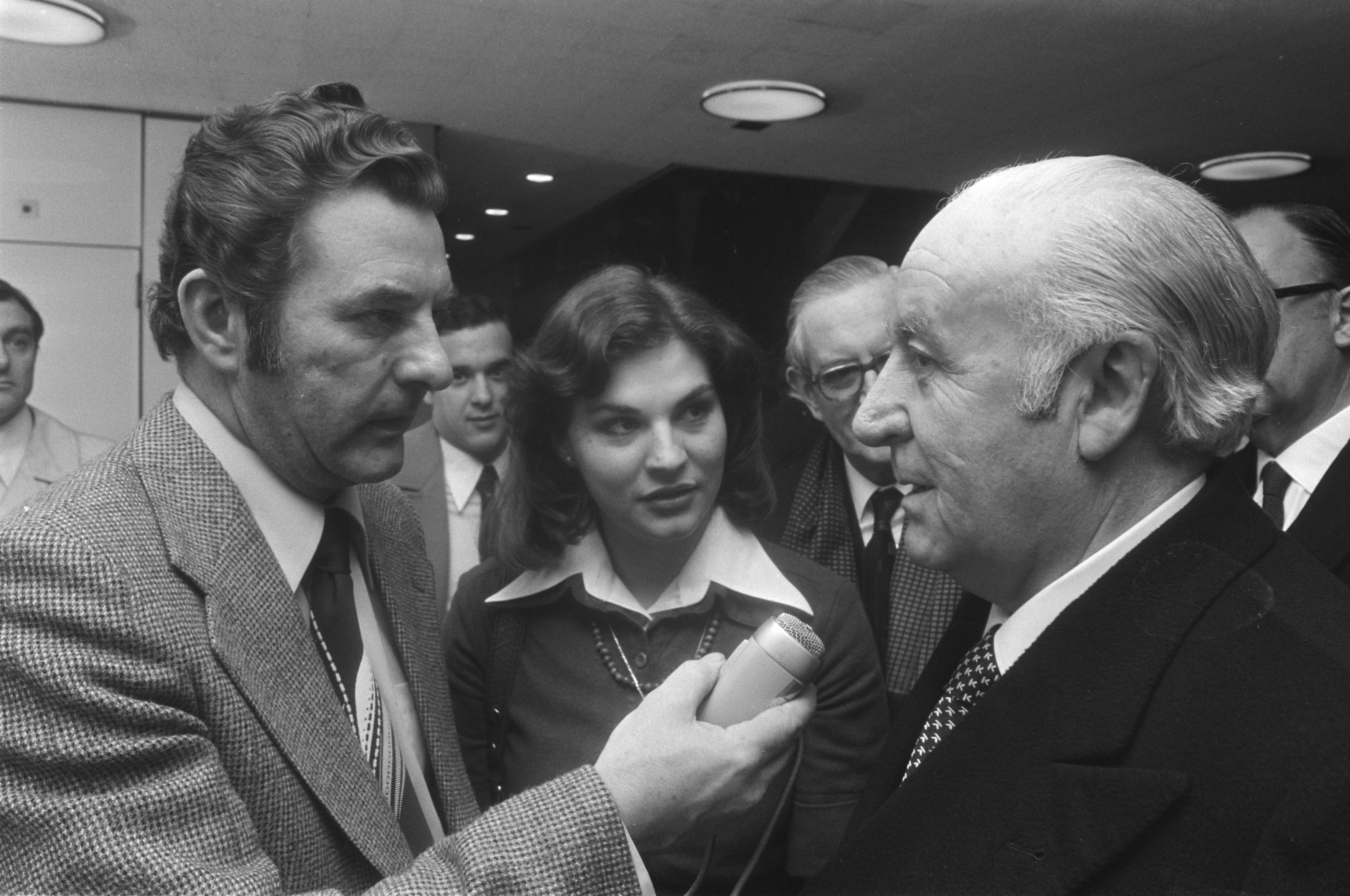
Le ministre des Affaires étrangères José María de Areilza (à droite), interviewé aux Pays-Bas en février 1976.

Au sujet de l'ampleur du projet de réforme, le ministre des Affaires étrangères José María de Areilza fut plus clair dans des déclarations à la BBC — « Toi, avance, nous ferons ce qui est nécessaire pour que cela puisse être mené à terme », répondit le roi à Areilza lorsque celui-ci lui demanda s'il peut affirmer lors de visites dans d'autres pays que la monarchie s'engageait en faveur de la démocratie — :

« La démocratie en Espagne est imparable. Mais nous avons besoin de temps. C'est une folie de penser que nous pouvons réaliser toutes les réformes en trois mois [...] En tout cas, à la mi-1977, nous devons avoir une assemblée composée entièrement de députés élus, qui sera la représentation de la démocratie espagnole [...]. Les forces armées ont déclaré qu'elles ne désirent qu'une seule chose, que les lois constitutionnelles espagnoles soient respectées et que la réforme suive les voies prévues par les lois fondamentales, et c'est exactement ce que nous allons faire. Rien de plus. Tout le reste n'est que spéculations. »

Cependant, ces déclarations contredisaient ce qu'affirmait le président du gouvernement, Arias Navarro. Lors de la présentation devant les Cortes franquistes du programme politique de son gouvernement le 28 janvier 1976, il commença et termina son discours par des références à Franco, « Caudillo incontesté et incontestable de notre peuple. » Il dit aux procurateurs (es) qu'« en tant que membres de la dernière législature de Franco, ils avaient reçu « le grand honneur d'être les exécuteurs testamentaires de sa mémoire et l'exceptionnel privilège de rendre opérationnel le mandat exprimé dans son dernier message, de sorte qu'il ne puisse pas être perdu dans les souvenirs mais qu'il reste au contraire vivant dans notre peuple. » Le 11 février, il déclara : « Ce que je désire, c'est poursuivre le franquisme. Et tant que je serai ici ou que j'agirai dans la vie publique, je ne serai rien d'autre qu'un strict continuateur du franquisme sous tous ses aspects et je lutterai contre les ennemis de l'Espagne qui ont commencé à montrer leur tête et sont une minorité cachée et clandestine dans le pays. » Il affirma également clairement ceux qui seraient exclu de la « démocratie espagnole, » :

« Ni ceux qui utilisent la violence terroriste pour promouvoir leur cause, ni ceux qui promeuvent la dissolution sociale sous toutes les formes de l'anarchisme, ni ceux qui attentent à la sacro-sainte unité de la patrie, sous une forme ou une autre de séparatisme, ni ceux qui aspirent, avec l'aide extérieure et des méthodes sans scrupules, à établir le communisme totalitaire et la dictature d'un parti, quel que soit le masque sous lequel ils se présentent, ne peuvent espérer qu'on leur laisse utiliser les mêmes libertés qu'ils désirent détruire pour toujours. »

Pour que le projet soit couronné de succès, il fallait vaincre deux résistances : en interne, celle du « bunker » immobiliste, qui avait une forte présence au Conseil national du Mouvement et aux Cortes — les deux institutions qui devraient approuver les réformes des lois fondamentales —. en plus de l'Armée et l'Organisation syndicale espagnole franquiste ; et à l'extérieur du régime celui de l'opposition démocratique, avec laquelle il n'était prévu de négocier ou de s'entendre sur aucun point essentiel du processus, qu'on autoriserait néanmoins à participer aux élections à l'exclusion des « totalitaires », c'est-à-dire aux communistes. Sur ce dernier point, son modèle fut la Restauration de Cánovas. Comme le souligne Javier Tusell, Fraga « feignait d'être Cánovas del Castillo sans tenir compte du fait que les circonstances étaient très différentes de celles d'il y a un siècle. » Le problème fondamentalement posé par cette approche était que « sans légalisation communiste, il n’y aura pas de légitimité démocratique, pas de possibilité de rendre crédible un changement vers un régime de libertés. Qui croira à ce changement si le premier parti d’opposition en est exclu ? C'est dans cette contradiction que Fraga est pris. »
Le projet se concrétisa dans la réforme de trois Lois Fondamentales, dont les changements devaient être examinés par une commission mixte gouvernement-Conseil national du Mouvement — proposée par Fernández Miranda y Suárez —,,,, et des lois sur le droit de réunion et d'association, ainsi qu'une modification du Code Pénal. La nouvelle « loi des réunions » fut approuvée par les Cortes franquistes le 25 mai 1976 — elle établissait que les manifestations de rue devaient disposer de l'autorisation du gouvernement. Quelques jours plus tard, le 9 juin, la nouvelle loi sur les associations politiques (es) fut également approuvé,, défendue par le ministre Adolfo Suárez, qui affirma que si l'Espagne était plurielle, les Cortes « ne pouvaient pas se permettre le luxe de l'ignorer » — une intervention qui impressionna notamment Areilza (« il dit ces choses qu'Arias aurait dû dire il y a des mois ») ainsi que le roi,. Avec ce discours de défense des principes démocratiques — « Nous allons élever la catégorie politique de normal ce qui est tout simplement normal dans la rue. Nous allons jeter les bases d'une entente durable dans le respect de la légalité », déclara-t-il, —. Suárez se situa à la gauche de Fraga, ce qui fut un facteur déterminant pour sa nomination comme nouveau président du gouvernement par le roi, en remplacement d'Arias Navarro.
La réforme Arias-Fraga resta lettre morte car deux jours plus tard, le 11 juin, les Cortes rejetèrent la modification du Code pénal qui qualifiait de délit l'affiliation à un parti politique, alors que sa possibilité était un prérequis indispensable pour que les lois sur les réunions et les associations récemment approuvées aient une portée quelconque,. Les procurateurs, dans leur intention d'empêcher la légalisation du Parti communiste, introduisirent un amendement interdisant les organisations politiques favorables à « la mise en œuvre d'un régime totalitaire ». Comme le souligne Javier Tusell, « c'est ainsi qu'est né le paradoxe que ceux qui, dans le passé, avaient été tentés par un certain totalitarisme, se sentaient désormais habilités à opposer leur veto au totalitarisme des autres ». Le même jour, le Conseil national du Movimiento, dominé par les « ultras », rejeta le projet de réforme des lois fondamentales sur les Cortes et de la succession, conçu par Fraga, qui prétendait instaurer de nouvelles Cortes formées de deux Chambres disposant de pouvoirs identiques : une Chambre basse élue au suffrage universel représentant « les familles » du Movimiento Nacional, et un Sénat ou Chambre haute à caractère « organique (es),,. » À la suite de l'échec de la « réforme franquiste », le gouvernement se trouva dans « une impasse ».

### Offensive de l'opposition démocratique: événements de Vitoria et Montejurra

Affiche de la Junta Democrática de 1974, année de sa fondation à Paris.

Au cours des deux dernières années de la dictature, l'opposition antifranquiste avait formé deux organisations unitaires pour la combattre : la Junta democrática, dirigée par le Parti communiste espagnol — le parti antifranquiste le plus établi, qui comptait alors environ 100 000 militants — , et la Plateforme de convergence démocratique (es), qui réunissait des partis antifranquistes « modérés » et du PSOE. La Junta défendait la « rupture démocratique » avec le régime franquiste à travers une mobilisation citoyenne pacifique — qui aboutirait à une « action nationale » ou à une grève générale —, ce qui impliquait le rejet de la succession de Juan Carlos et de la monarchie « franquiste », la formation d'un gouvernement provisoire, la convocation d'un référendum sur la forme du gouvernement — République ou Monarchie — et l'amnistie, qui permettrait la libération des prisonniers pour crimes politiques et le retour des exilés,.
Pour sa part, la Plateforme de convergence démocratique prônait également une « rupture démocratique » avec le régime franquiste mais, souhaitant éviter de mettre en péril la stabilité sociale et politique, elle se montrait favorable à mener des négociations avec le gouvernement franquiste plutôt qu'à la mobilisation sociale. En outre, ses membres étaient prêts à renoncer à l'appel à un référendum sur la forme de gouvernement, ce qui signifiait l'acceptation de la nouvelle monarchie, à condition qu'elle conduise le pays vers l'établissement d'un système pleinement démocratique. Une autre limite qu’ils s’imposèrent fut de ne pas remettre en question le système économico-social en vigueur. Le PSOE soutint cette stratégie car il estimait qu'il n'y avait pas d'autre alternative pour parvenir à la démocratie, étant donné la « faiblesse » de l'opposition anti-franquiste. Ni la Junta ni la Plataforma n'évoquèrent une restauration de la République. « Cela faisait quelque temps déjà que les secteurs les plus importants de l'opposition antifranquiste avaient remplacé le dilemme entre république et monarchie par un autre, aux contours plus diffus, entre démocratie et dictature. »
Le PCE et la Junta Democrática impulsèrent une grande mobilisation contre la monarchie « franquiste ». Il y eut de l'agitation dans les universités, des manifestations lieu aux cris de « Liberté et amnistie », violemment réprimées par la police — comme celle qui eut lieu à Barcelone le dimanche 1er février et qu'un rapport de police qualifia de « la plus importantes de toutes celles qui se sont produites au cours des dernières années [...] Jamais l'opposition au régime n'avait fait une démonstration de force comme celle déployée hier » ; elle se répéta une semaine plus tard, convoquée par l'Assemblée de Catalogne et incluant la revendication du statut d'autonomie —,, et une vague de grèves fut déclenchée, d'une envergure bien supérieure à celles, déjà très significatives, de 1974 et 1975. Les raisons des grèves convoquées par les « commissions ouvrières » illégales étaient fondamentalement économiques — les conséquences du choc pétrolier de 1973 » s'aggravaient — mais avaient aussi des motivations politiques puisque les demandes d'augmentations de salaire ou d'améliorations des conditions de travail étaient accompagnées d'autres revendications comme la liberté syndicale, la reconnaissance du droit de grève, la liberté de réunion et d'association, allant parfois jusqu'à exiger clairement l'amnistie pour les prisonniers politiques et les exilés,.

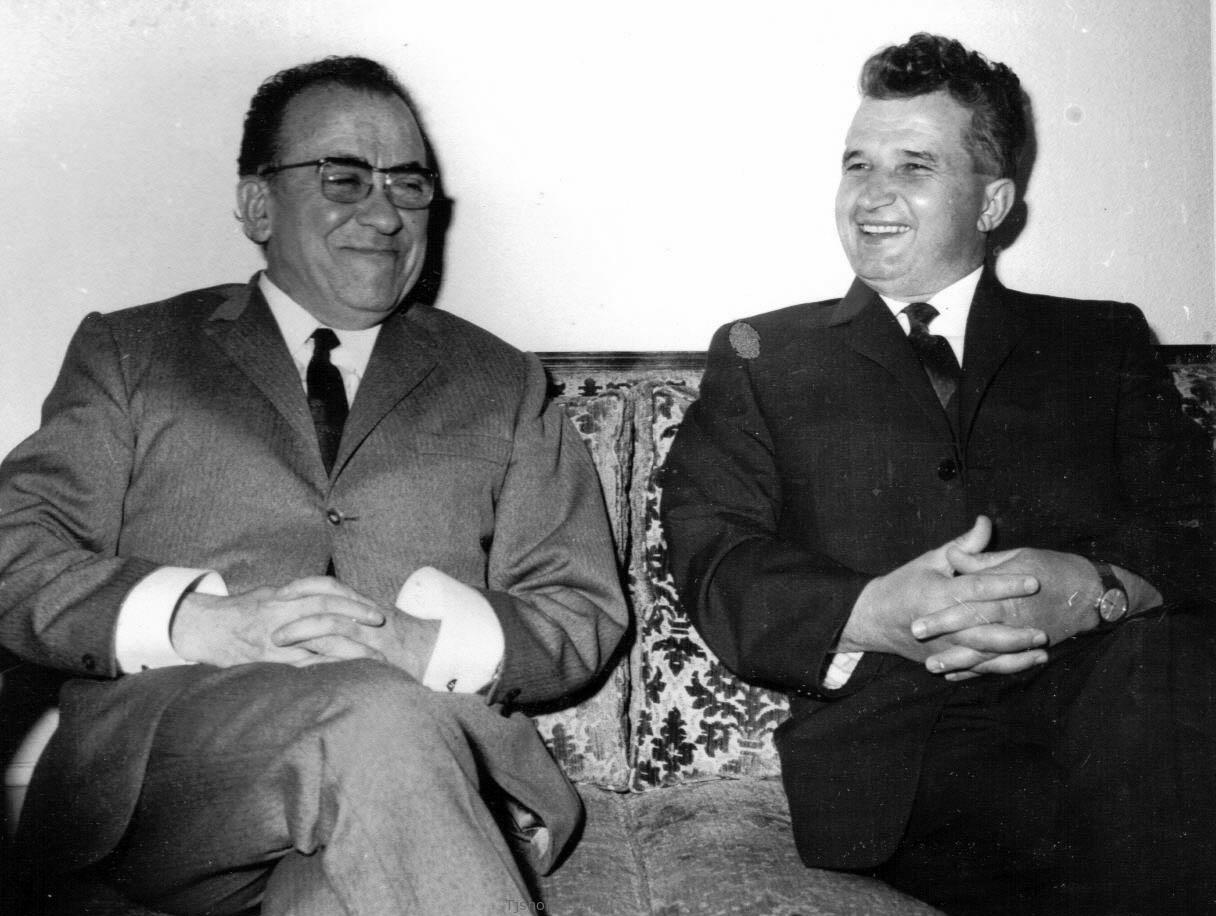
Le dictateur communiste roumain Ceaucescu avec Santiago Carrillo, secrétaire général du Parti communiste espagnol en 1970.

Dans ce contexte, le roi Juan Carlos mandata Manuel Prado y Colón de Carvajal, un homme en qui il avait une confiance absolue, à Bucarest pour qu'il rencontre Ceaucescu dans pour que ce dernier demande à Santiago Carrillo, secrétaire général du PCE et ami personnel du dictateur communiste roumain, de modérer son discours et ses actions contre la monarchie « franquiste ». Manuel Prado dit à Ceaucescu (qui transmettra le message à Carrillo, quoique ce dernier n'en tînt pas compte et entra clandestinement en Espagne le 7 février 1976, s'installant à Madrid, dans le quartier d'El Viso) :

« Le roi veut que Santiago Carrillo sache qu'il s'engage à demander à ces institutions d'envisager la possibilité de légaliser le Parti Communiste. Quand ? Il n'y a pas de délai, peut-être un an, peut-être deux, c'est un processus qui nécessite du temps. En échange, le roi demande à Monsieur Carrillo de cesser ses attaques contre l'institution et ses critiques envers le processus politique que le roi compte mettre en place. Sa Majesté demande modération et tempérance à Santiago Carrillo et lui demande également de la patience. »

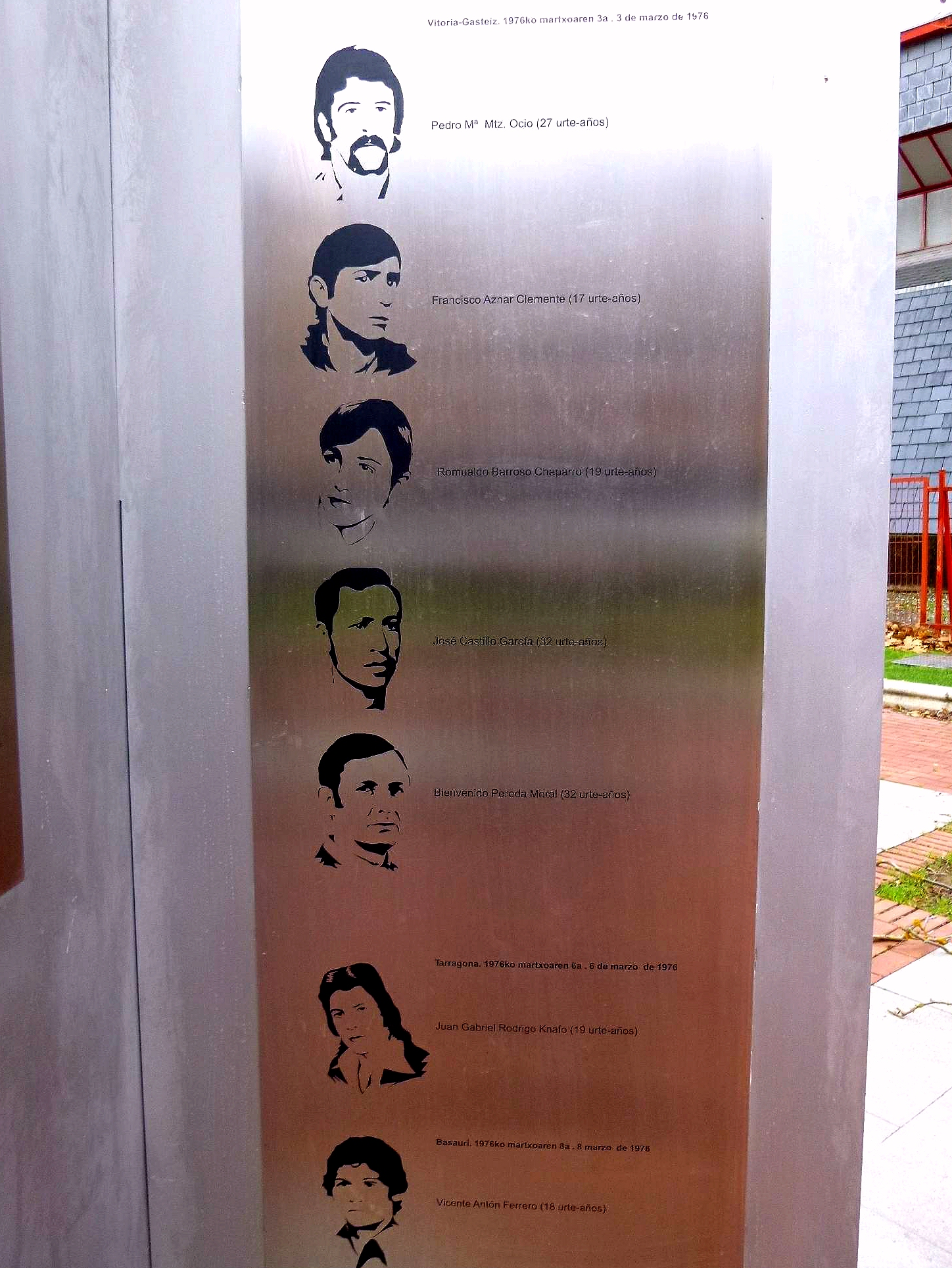
Mémorial érigé à Vitoria een hommage aux victimes des événements de Vitoria.

Le gouvernement répondait aux mobilisations par la répression, en dépit de quelques concessions, comme l'abrogation de 15 articles du décret-loi antiterroriste promulgué en août 1975, qui s'était trouvé mis en œuvre le mois suivant dans les dernières condamnation à mort du régime. Le ministre de l'Intérieur Manuel Fraga compara même la grève générale déclarée à Sabadell les 24 et 25 février 1976 à l'« occupation de Petrograd en 1917,. » Le 24 février, un travailleur mourut à Elda sous les tirs de la police et le 3 mars, les incidents les plus graves eurent lieu à Vitoria, entraînant la mort de cinq ouvriers et près de cinquante blessés, dont douze grièvement, également à cause de balles tirées par des policiers, et une centaine d'autres à cause des passages à tabac infligés par les « gris (es) ». Une grève générale fut immédiatement déclarée au Pays basque et en Navarre en solidarité avec les victimes, avec une énorme répercussion, y compris dans d'autres régions, ce qui, selon David Ruiz, mit « à découvert l'incapacité du gouvernement central à contrôler la situation,,. » Le président Arias Navarro proposa de déclarer l'état d'urgence, mais Adolfo Suárez, alors ministre de l'Intérieur par intérim en l'absence de Fraga, en voyage à l'étranger, s'y opposa et veilla à ce que la mesure ne fût pas appliquée. Il limogea également les policiers responsables de l'opération,.
Pour une bonne partie de l'opposition, les « événements de Vitoria » montrèrent le vrai visage de la « réforme Arias-Fraga » ; les manifestations et grèves s'intensifièrent, avec pour conséquence des affrontements avec les forces de l'ordre public — à Basauri, près de Bilbao, une le travailleur mourut peu de temps après ; ce fut également le cas d'un autre à Tarragone —,. Le président du gouvernement Arias Navarro dressa un bilan très négatif de la situation : « L'université est insurgée, personne ne soutient le gouvernement, la presse est contre sans exception ; Il existe une conspiration militaire latente qui bloque les réformes [...] un nouveau revirement est annoncé [...] il y a un sentiment unanime de la classe ouvrière hostile au gouvernement. »
Quelques jours après les événements de Vitoria, la cour martiale ouvrit ses séances contre huit officiers (un commandant et sept capitaines) accusés d'appartenir à l'Union militaire démocratique (UMD) clandestine et arrêtés l'année précédente. Ils furent condamnés à des peines de prison et expulsés de l'armée, en dépit des demandes de grâce émanant de divers secteurs. Malgré tout, les mobilisations ne furent pas suffisamment suivies pour renverser le gouvernement, qui réussit à maintenir le contrôle dans la rue, et encore moins la « monarchie franquiste. » Il était donc de plus en plus évident que l'option d'une « rupture démocratique » accompagnée d'une « action nationale décisive » n'était pas viable, et son principal partisan, le PCE, décida en mars 1976 de changer de stratégie et de se rallier à la voie de la « rupture concertée » défendue par l'opposition « modérée » et le PSOE, mais sans la mobilisation des citoyens pour exercer une pression continue sur le gouvernement et l'obliger à négocier avec l'opposition,,. « Le rapport de forces réel en Espagne, avec une Armée et des forces de l'ordre pleinement fidèles à l'héritage de Franco et vigilantes devant tout débordement qu'ils jugeassent révolutionnaire, et des élites tardofranquistes aux commandes des postes clés de l'administration centrale et locale, d'importantes organisations sociales, du contrôle de l'opinion publique et du pouvoir économique et financier, rendaient peu viables une rupture révolutionnaire », affirme Núñez Seixas. Cependant, selon ce même historien, « les mobilisations populaires, multiformes et aux objectifs divers, agirent à des moments décisifs comme un élément correcteur, dans la pratique, d'éventuelles involutions dans le processus de réforme. » Molinero et Ysàs vont plus loin et estiment que « l'intense mobilisation sociale des premiers mois de 1976 fut capable d'arracher l'initiative politique au gouvernement. »
Le changement de stratégie du PCE permirent la fusion, le 26 mars, des deux organisations unitaires de l'opposition, la Junta Democrática et la Plateforme de convergence démocratique, donnant lieu à une nouvelle organisation baptisée Coordination démocratique (CD) — populairement connue sous le nom de « Platajunta » —. Dans son premier manifeste, elle rejetait la « réforme Arias-Fraga » et exigeait une amnistie politique immédiate, la pleine liberté d'association et une « rupture ou alternative démocratique moyennant l'ouverture d'une période constituante qui conduise à travers une consultation populaire, basée sur le suffrage universel, à une décision sur la forme de l'État et du gouvernement, ainsi que la défense des droits et libertés politiques pendant cette période. » Ainsi, on passa du premier scénario de rupture avec un soulèvement populaire à l'exigence de la convocation d’élections générales dont pourrait découler un processus constituant,,,.
« La constitution de CD comporta une étape décisive dans la création d'une alternative démocratique et l'inquiétude du gouvernement était logique, d'autant plus lorsque d'autres groupes s'y incorporèrent dans les semaines suivantes. » « La Platajunta était une mauvaise nouvelle pour Manuel Fraga, qui jouait avec la tactique du « diviser pour mieux régner » afin de percer l'unité interne de l'opposition et rendre ainsi plus viable son projet réformiste. » Au lendemain de la constitution de la Platajunta, Fraga fit part à son homologue au gouvernement José María Areilza de son irritation de vérifier « qu'après leur avoir offert [aux membres de l'opposition] un terrain de jeu aux règles généreusement fixées, ils sortent désormais avec le front populaire. La tolérance est terminée ! ; finie l'autorisation de réunions et de conférences ! ». Il ordonna immédiatement la détention de certains membres éminents de l'opposition, comme Antonio García Trevijano, fondateur de la Junta Democrática. Areilza écrivit dans son journal : « Fraga est aussi un de ceux qui croient parfois que Franco est encore vivant et que la société politique espagnole doit être considérée comme quelque chose qui attend que le gouvernement octroie grâcieusement ses réformes démocratiques, au cadeau duquel il faut répondre par un dix de conduite. »
Un exemple de la stragégie du « diviser pour mieux régner » de Fraga est la tolérance dont il fit preuve, peu après la formation de la Platajunta, à l'insu d'Arias Navarro et du Conseil des ministres, envers le syndicat socialiste UGT qui célébrait son 30e congrès en Espagne, camouflé sous le terme de « Journées d'études ». Selon l'historien David Ruiz, cette décision était due au fait que le gouvernement cherchait à renforcer « le syndicat socialiste renaissant et affaibli face au danger que représentent les commissions ouvrières illégales étroitement liées au PCE », comme le démontrerait le fait que « pendant la célébration dudit congrès avec la présence d'invités d'une représentation des syndicats européens, le leader de CC OO, Marcelino Camacho, avait été de nouveau emprisonné avec d'autres hommes politiques à la sortie d'une réunion de la Platajunta tenue dans un hôtel du centre de Madrid,,,. » En réponse aux commentaires faits par d'autres ministres lors de la réunion du gouvernement du 2 avril sur les répercussions négatives que pourraient avoir ces arrestations, Fraga répondit : « Ce sont des communistes et, par conséquent, je ne les lâcherai pas ». Areilza indiqua dans son journal que Fraga l'avait justifié ainsi : « Je dois de temps en temps secouer le parti [communiste] et mettre ses dirigeants en prison. Hier Montero, aujourd'hui Camacho. Tant que ce ton sera maintenu, l’Armée ne s’opposera pas à la réforme. »
Lors du Congrès tenu du 15 au 18 avril, le secrétaire général de l'UGT Nicolás Redondo indiqua clairement que l'UGT maintiendrait son indépendance et ne s'intègrerait pas au syndicat unique antifranquiste défendu par les Commissions ouvrières. Une centaine de procurateurs des Cortes franquistes publièrent un manifeste de protestation connu sous le nom de « Écrit des 126 » contre l'autorisation donnée au congrès camouflé de l'UGT. D'autre part, la « réforme syndicale », promue par le ministre des relations syndicales Rodolfo Martín Villa, incluait l'UGT mais laissait de côté les Commissions ouvrières « communistes. » Ainsi, l'Assemblée générale des CC OO dut être célébrée clandestinement à Barcelone trois mois plus tard.
Au cours des premiers mois de 1976, les attaques d'ETA se poursuivirent et causèrent la mort de six personnes, un garde civil et cinq civils, dont le maire de Galdácano, assassiné le 9 février. Le 5 avril avait lieu l'évasion de 29 prisonniers, dont 27 membres d'ETA, de la prison de Ségovie (es), qui furent arrêtés douze jours. Le 8 avril, on trouva dans un fossé le corps de l'homme d'affaires Ángel Berazadi, enlevé par ETA quelques jours auparavant et assassiné parce que sa famille n'avait pas payé la rançon exigée par le groupe terroriste. Dix jours plus tard, une fusillade eut lieu en Navarre entre la garde civile et un commando de l'ETA, entraînant la mort de cette dernière. Le 3 mai, Manuel Fraga, ministre de l'Intérieur, avertissait : « Les terroristes doivent savoir que s'ils veulent la guerre, ils l'auront. L'État le fera de façon civilisée, mais d'une manière tenace et implacable. » Selon Alfonoso Pinilla García, l'« Armée est de plus en plus inquiète car de nombreux officiers supérieurs estiment que les actions menées n'ont pas la rigueur nécessaire ». En effet, le 8 mars, un grand groupe de généraux s'était réuni au domicile du lieutenant-général Alfonso Pérez Viñeta et avait fait part de ses préoccupations au roi par l'intermédiaire du lieutenant-général Fernando de Santiago, vice-président du gouvernement délégué aux affaires de défense. Ils entendaient « imposer un changement de gouvernement avec des personnes plus proches du franquisme et dotées d'un plus grand sens de l'autorité. » Parallèlement, la Confédération nationale des anciens combattants (es) publia plusieurs manifestes dans lesquels elle proposa un coup d'État militaire « pour rétablir l'ordre. » L'un d'eux affirmait :

« L'édifice de l'État s'érode. On laisse passer l'initiative politique dans les mains de la subversion qui marque le terrain de jeu qui convient le mieux à ses intérêts, tandis que les institutions politiques restent impuissantes, endormies ou démantelées. À l'Université, on n'étudie pas, on crie. Une grande partie des moyens de communication sociaux deviennent les porte-parole de la subversion et marginalisent les attitudes de loyauté politique ou de fidélité aux lois. »

Pour empêcher la célébration de la Journée internationale des travailleurs, les forces de sécurité de l'État descendirent dans la rue le 1er mai et les principaux dirigeants syndicaux furent arrêtés pour empêcher sa célébration. Seuls certains actes furent autorisés, comme l'hommage socialiste à Pablo Iglesias au cimetière civil de Madrid ou un rassemblement communiste à la Casa de Campo, bien que celui-ci fût interrompu par la police lorsque les participants commencent à crier : « la démocratie ne se fera pas sans nous, la démocratie ne se fera pas sans le Parti communiste ». Le 4 mai, l'éditorial du premier numéro du journal El País déclarait : « La réforme politique annoncée ne satisfait pas aux exigences minimales qu'exigent le respect des principes de démocratie et la liberté et ne peut pas non plus obtenir l'adhésion des nouvelles générations d'Espagnols. [...] Bien entendu, messieurs : ce n'est pas cela, ce n'est pas cela ».
Le dimanche 9 mai eurent lieu les événements de Montejurra au cours desquels s'affrontèrent les deux secteurs opposés du carlisme, qui se soldèrent par deux morts et quatre blessés par des coups de feu tirés par des membres de la faction intégriste et philofasciste des partisans de Sixte-Henri de Bourbon-Parme, contre le mouvement antifranquiste et « socialiste autogéré » dirigé par son frère Charles-Hugues, président du Parti carliste, sans que les forces de l'ordre public interviennent, conformément aux instructions qu'ils avaient reçues de Manuel Fraga avant son partir au Venezuela en voyage officiel,,,. L'enquête policière qui suivit, « développée avec une énorme lenteur et de nombreux obstacles », démontra l'implication dans les événements de néofascistes italiens et argentins, ainsi que de certains appareils de l'État et des services secrets espagnols. « Au fil des années, les liens entre cet épisode, appelé Opération Reconquista par ses promoteurs, avec d'autres complots voués à la déstabilisation seraient révélés. » Le Tribunal d'ordre public finit par classer le dossier en janvier 1977, sans poursuivre aucun des responsables (l'auteur de la fusillade avait été identifié et arrêté, tout comme le secrétaire de Sixte-Henri, expulsé du pays sans pouvoir être jugé).
Selon Alfonso Pinilla García, ce « nouvel épisode tragique enterrera le premier gouvernement de la monarchie et son projet de réforme politique déjà éprouvé » et, avec les événements de Vitoria en mars, « ils confirmeront au roi la nécessité d'ouvrir une profonde crise de gouvernement dans lequel, avant tout, devra tomber Carlos Arias Navarro ». « L'image répressive et immobiliste que véhiculait le gouvernement mit fin à toute possibilité d'élargir les soutiens au gouvernement. Depuis mars, l'essai du projet « réformiste » du premier gouvernement de la monarchie était discrédité. L’opposition démocratique rejeta frontalement la réforme qui menait à un système politique loin d’être comparable à une démocratie, du moins à court terme. Dans le même temps, le recours continu à la répression accrut la contestation et la délégitimation de cette proposition. Le résultat de tout cela fut que le « gouvernement de la réforme » perdit le cap avant même d'avoir présenté son projet global. [...] Les mort des cinq travailleurs de Vitoria devinrent un point de non-retour pour le gouvernement Arias-Fraga ».

### Fin du gouvernement d'Arias Navarro
« Le discrédit du gouvernement Arias-Fraga était devenu une difficulté pour la consolidation de la monarchie souhaitée par Juan Carlos de Borbón, et une partie de la classe politique franquiste et du monarque étaient prêts à agir en conséquence . » À propos d'Arias Navarro, Areilza écrivait dans son Diario de un ministro de la monarquía (« Journal d'un ministre de la monarchie », publié en 1977) : « Sa stature de dirigeant était discutable ; son autorité nulle. Il ne connaissait pas en profondeur les problèmes politiques, économiques ou sociaux du pays. Son expérience était essentiellement policière et répressive. "Sa passion les services secrets. »

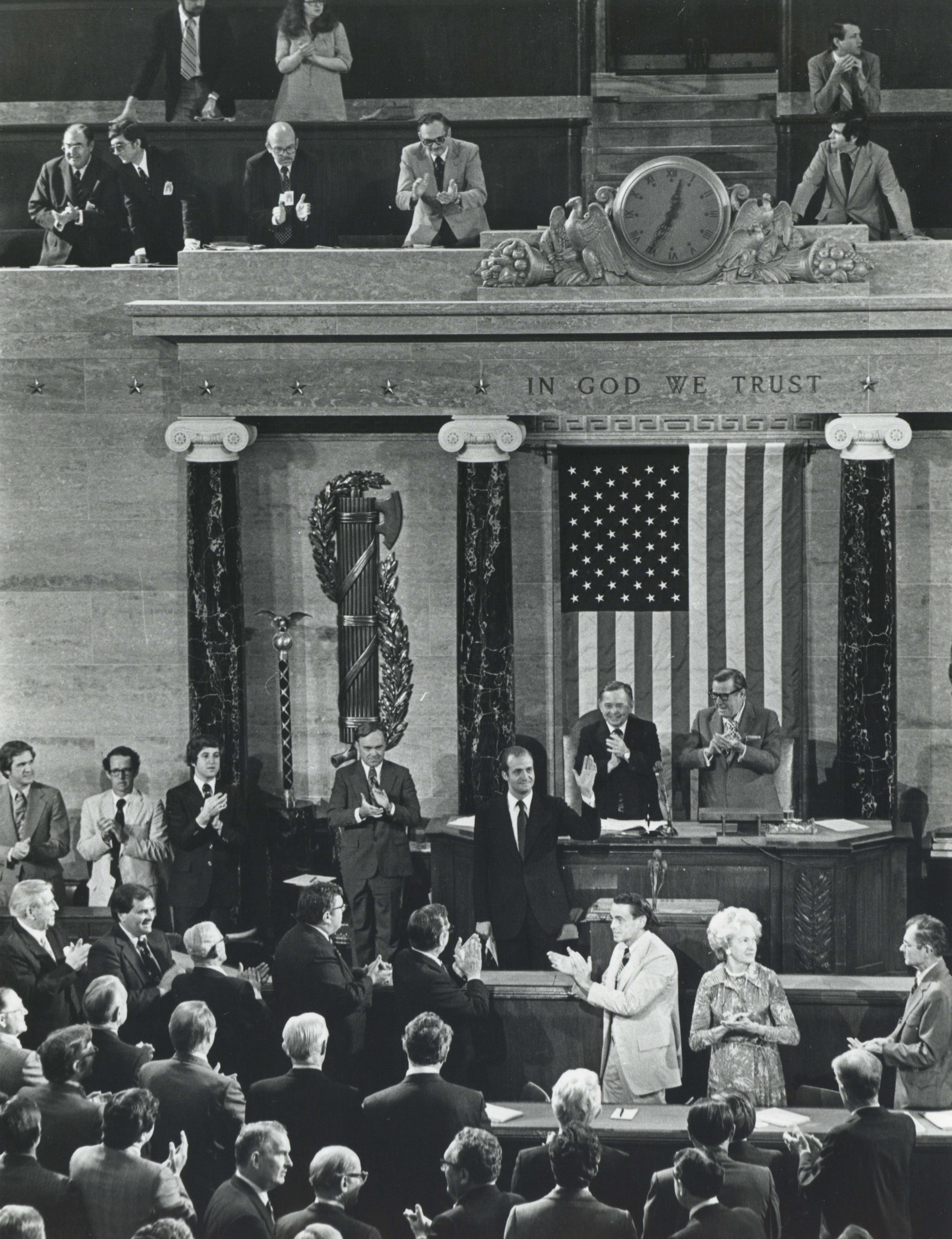
Le roi Juan Carlos applaudi par les membres du Congrès des États-Unis en juin 1977. Il prononça un discours dans lequel il promettait de doter l'Espagne d'une pleine démocratie.

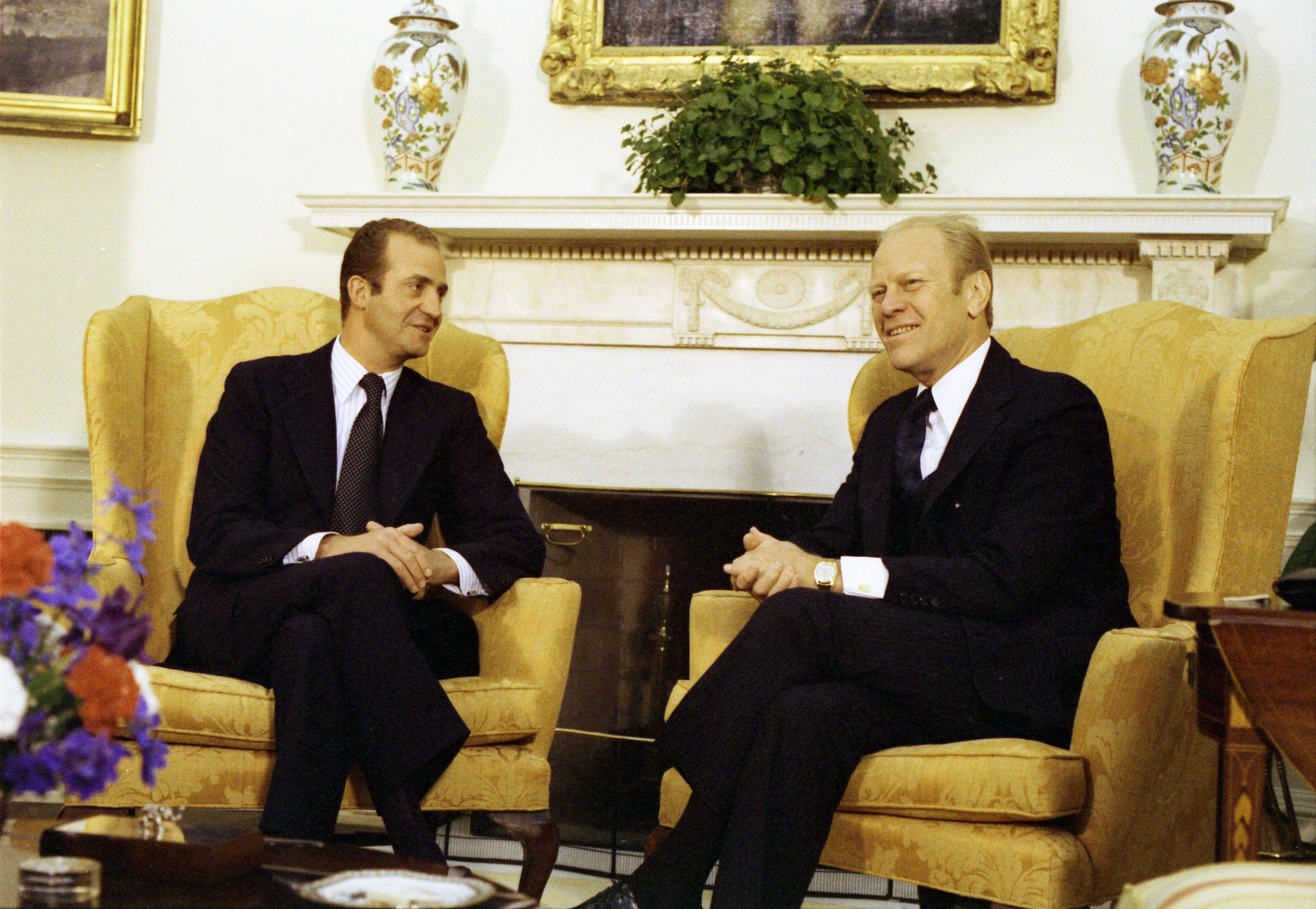
Lors de son séjour aux États-Unis, le roi fut reçu dans le Bureau ovale par le président Gerald Ford.

Début juin 1976, le roi visita les États-Unis et dans son discours (en anglais) devant le Congrès, dont Arias Navarro ignora le contenu exact, il confirma son engagement à doter l'Espagne d'une pleine démocratie,. Juan Carlos déclara : « La monarchie veillera à ce que, selon les principes de la démocratie, la paix sociale et la stabilité politique soient maintenues en Espagne, tout en garantissant l'accès ordonné au pouvoir des différentes alternatives de gouvernement, selon les désirs du peuple espagnol librement exprimés,. » Un mois et demi plus tôt, le magazine Newsweek avait rapporté que le roi avait déclaré à l'un de ses journalistes — ce qui ne fut jamais démenti — qu'« Arias est un désastre incurable,,. » L'article « est une bombe qui a explosé sous le siège d'Arias Navarro », commente Adolfo Pinilla García. Le même historien souligne qu'au début du mois de mars le père de Juan Carlos, Juan de Borbón, s'était rendu à Madrid et avait dit à son fils : « Si tu ne renvoies pas Arias, la réforme sera impossible, la démocratie n'aura pas lieu. Le bunker fera ses affaires et la Couronne disparaîtra. »
Quelques jours après la diffusion de la nouvelle par Newsweek, Arias Navarro fit des déclarations télévisées dans lesquelles il s'en prenait durement à l'opposition démocrate, notamment au PCE : « nous ne tomberons pas dans la naïveté de construire un système de libertés en collaboration avec ceux qui les nient, les méprisent et cherchent leur destruction », tandis que ses relations avec le roi, n'ayant jamais été bonnes, s'étaient détériorées au point qu'Arias avait avoué à l'un de ses plus proches collaborateurs : « Il m'arrive comme avec les enfants ; Je ne le supporte pas plus de dix minutes. » De son côté, Juan Carlos commenta auprès de Torcuato Fernández Miranda : "Je pense que parfois [Arias Navarro] en vient à croire qu'il est plus fort que moi et qu'au fond, il ne m'accepte pas comme roi. »
Le 11 juin, le projet de réforme « Arias-Fraga » échoua lorsque les Cortes franquistes obligèrent le gouvernement à retirer le projet de loi modifiant le Code pénal par lequel l'appartenance à un parti politique n'était plus un délit — contre l'avis de Fraga car « un gouvernement qui ne prend pas de risques, surtout dans les périodes de transition, et bien il a perdu » — et le Conseil national du Mouvement, repris par le bunker, rejeta la modification des Lois Fondamentales proposée par le Gouvernement. Avec l'échec de la réforme de Fraga, la chute d'Arias apparaissait comme inéluctable.
Le 1er juillet, après que le roi déclara à Areilza « cela ne peut pas continuer, sous peine de tout perdre »,, il convoqua le président Arias Navarro au palais de la Zarzuela et il exigea qu'il présente sa démission., ce qu'il fit immédiatement,,,,. Le même jour, Arias réunit le Conseil des ministres, après être passé par le Valle de los Caídos pour visiter le mausolée de Franco.
Deux jours plus tard, samedi 3 juillet, Torcuato Fernández Miranda se réunit avec le Conseil du Royaume pour présenter au roi une liste de trois candidats pour occuper la présidence du Gouvernement. Après de subtiles manœuvres, Fernández Miranda parvint à inscrire sur la liste le nom d'Adolfo Suárez, « le candidat du roi » (et, surtout, le sien, car Fernández Miranda avait convaincu Juan Carlos de placer à la présidence quelqu'un qui se laisserait facilement guider, « mieux qu'un président fermé dans à sa posture initiale »),,,. Les deux autres candidats étaient Federico Silva Muñoz et Gregorio López Bravo,. Le discours que Suárez avait prononcé le 9 juin en défense de la loi sur les associations finit par convaincre Juan Carlos et Fernández Miranda qu'il était le candidat idéal pour remplacer Arias : « énergique, ambitieux, mais élégant, sans ennemis dans le régime, bien vu des forces armées (on se souvient encore de sa bonne gestion lors des événements tragiques de Vitoria ) et jeunes, avec des airs nouveaux. » En sortant de la réunion, Fernández Miranda déclara aux journalistes : « Je suis en mesure d'offrir au roi ce qu'il m'a demandé. » Le même après-midi, Juan Carlos convoqua Suárez au palais de la Zarzuela. Lorsque le roi lui dit qu'il voulait qu'il soit président du gouvernement, Suárez répondit : « Il était temps ! »
La nomination de Suárez causa une énorme confusion et déception au sein de l'opposition démocratique et des milieux diplomatiques, ainsi que dans les rédactions des journaux,,. Ricardo de la Cierva, qui deviendrait ministre de Suárez, écrivit que sa nomination avait été une « immense erreur,,. » D'autre part, la télévision publique espagnole, seule existante à l'époque, souligna que « le nouveau président se distinguait de la classe politique technocratique ou réformiste du régime franquiste, en allusion indirecte à Areilza ou Fraga. »
Selon l'historien David Ruiz, le choix de Suárez était dû au fait que sa carrière politique présentait « le double avantage de ne pas éveiller la suspicion des franquistes les plus influents en raison du caractère discret des fonctions qu'il avait exercées (gouverneur civil de Ségovie, directeur général de TVE, ministre avec un portefeuille sans importance dans le dernier gouvernement d'Arias Navarro) et celui de connaître de près certaines structures de l'administration du régime franquiste, y compris la télévision, depuis laquelle il avait renforcé durant le tardofranquisme la diffusion de l'image favorable du prince Juan Carlos, avec lequel il partagea également le fait d'appartenir à la même génération et certaines passions. »
Pour sa part, l'historien Xosé Manoel Núñez Seixas souligne également que Suárez « possédait quatre qualités remarquables à cette époque. Il était fidèle au monarque, qu'il connaissait depuis la fin des années soixante et jouissait de sa confiance absolue ; Il venait du régime, ce qui le rendait acceptable aux yeux de l'appareil franquiste, et il connaissait parfaitement les tenants et les aboutissants de la structure de l'État et du Mouvement. [...] Il était également conscient du pouvoir de la télévision à une époque où les médias audiovisuels connaissaient une forte expansion d'audience, mais dépendaient entièrement de l'État ; et c'était un grand négociateur en coulisses, habile sur les courtes distances, capable de nouer des complicités avec divers acteurs. »
Suárez serait chargé, avec Torcuato Fernández Miranda, de réaliser la « quadrature du cercle », comme l'appelle Núñez Seixas : « la transition d'un régime dictatorial à une monarchie constitutionnelle sans jamais rompre la légalité ni créer un vide de pouvoir », à travers une auto-dissolution du régime précédent en utilisant les postulats de ses propres lois et principes fondamentaux. L'opération signifiait, selon l'instigateur de la procédure, Fernández Miranda, passer « de la loi à loi à travers la loi. »

## Gouvernement Suárez (juillet 1976-juin 1977): la réforme comme «rupture consentie»

### Projet réformiste: la loi pour la réforme politique

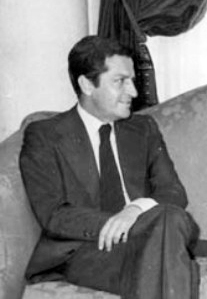
Adolfo Suárez en 1979.

Adolfo Suárez forma un gouvernement de jeunes « réformistes » franquistes, n'incluant aucune personnalité marquante — Fraga, Areilza et Garrigues refusèrent de participer —, mais qui ne manquait pas d'expérience politique — on disait qu'il était un « gouvernement des PNNs », en référence aux « professeurs d'université non numéraires », une manière de disqualifier les ministres figures provisoires de second rang —,. Le secteur le mieux représenté était celui des « réformistes » démocrates-chrétiens du groupe Tácito ou assimilés (Alfonso Osorio, Marcelino Oreja, Landelino Lavilla, Leopoldo Calvo Sotelo, etc.), suivis par les « réformistes bleus » (c'est-à-dire ceux passés par la Phalange), comme Suárez lui-même et Rodolfo Martín Villa ou Fernando Abril Martorell,. Un des membres du cabinet seulement, l'amiral Pita da Veiga, avait été ministre sous Franco. Au sujet de la jeunesse relative du gouvernement, Fraga Iribarne commenta : « Ils ont mis notre génération à la retraite anticipée. » Mundo Obrero, le journal clandestin du PCE, estima qu'il durerait si peu qu'il l'appela « gouvernement d'été. » Cependant, l'opposition démocratique « put rapidement vérifier que la nomination de Suárez impliquait un changement de scénario. »
Dans sa première déclaration, faite devant les caméras de TVE avant la formation du gouvernement, Adolfo Suárez tenta de donner une image très proche des « préoccupations de la nation », qui sont « mes préoccupations », déclara-t-il, et affirma qu'il proposait de « gouverner avec le consentement des gouvernés. » Le 16 juillet, une fois le gouvernement formé, il publia une déclaration contenant d'importantes nouveautés en matière de langage et d'objectifs, et intégrant certaines demandes de l'opposition. Il déclara que le gouvernement ne représentait pas des options de parti, mais qu'il constituait plutôt un « gestionnaire légitime pour établir un jeu politique ouvert à tous » et que son objectif était de garantir « que les gouvernements du futur soient le résultat de la livre volonté de la majorité des Espagnols,. » Après avoir exprimé sa conviction que la souveraineté résidait dans le peuple, on annonça que celui-ci s'exprimerait librement lors d'élections générales qui seraient convoquées avant le 30 juin de l'année suivante. Il s’agissait selon Suárez « d’élever au rang de normal ce qui est tout simplement normal au niveau de la rue »,. Outre la concession d'une amnistie la plus possible, ce qui fut le point de la déclaration le plus souligné par la presse, on offrait un moyen de dialogue avec l'opposition démocratique, bien que le gouvernement se réservât toujours le dernier mot sur la direction du processus. Enfin, on annonça que la « réforme politique » entreprise serait soumise à référendum. Le nouveau gouvernement chercha à véhiculer une image de rupture nette avec celui d'Arias et c 'est ainsi qu'il faut entendre l'utilisation de termes ou de points emblématiques des revendications de l'opposition, comme l'amnistie. Selon Alfonso Pinilla García, « la principale feuille de route de la Transition, sans détails, était déjà esquissée dans cette déclaration programmatique du 16 juillet 1976. »
Les premières mesures adoptées par le gouvernement étaient conformes à l'objectif qu'il s'était fixé. Le 30 juillet, il approuva une large amnistie — bien qu'il s'agisse en réalité d'une grâce — pour « les crimes et délits à motivation politique ou d'opinion », sans inclure toutefois ceux qui avaient « mis en danger ou porté préjudice à la vie ou à l'intégrité des personnes », et fit en sorte que les Cortes approuvent la réforme du Code pénal sur les partis politiques qui avait avorté le 11 juin. L'accord conclu consistait à interdire les organisations politiques favorables à « la mise en œuvre d'un régime totalitaire » et « soumises à la discipline internationale » — des précautions visant clairement le PCE —,,,.
Concernant la « réforme politique », le nouveau gouvernement apprit de l'échec de la « réforme Arias-Fraga » que la tentative de modifier les lois fondamentales du franquisme devait se faire par le biais d'une seule, mais incisive, nouvelle « loi fondamentale », qui impliquerait l'abrogation de facto de tout le régime. Le premier gouvernement Suárez mit ainsi au point un programme dépassant l'approche basée sur l'évolution graduelle des lois fondamentales du franquisme, en partant de l'acceptation du principe de souveraineté nationale.
Selon l'historien Javier Tusell, le projet de réforme politique fut rédigé conjointement par le président des Cortes, Torcuato Fernández Miranda, le vice-président du gouvernement Alfonso Osorio et le ministre de la Justice Landelino Lavilla, et plusieurs ébauches en furent réalisées, bien que le premier et fondamental document fût élaboré par Fernández Miranda — « Voilà ça, qui n'a pas de père », déclara-t-il à Suárez en lui présentant son projet le 23 août —,.
Le projet final fut approuvé par le Conseil des ministres le 10 septembre. Il s'intitulait Loi pour la réforme politique ; « pour » et non « de », ce qui signifiait, selon Julio Gil Pecharromán (en), que la légitimité du processus de démocratisation ne reviendrait pas au Parlement franquiste en vigueur lui-même, qui le rendrait possible par son approbation de la loi, mais à un autre, pluraliste et constituant, et élu au suffrage universel,. Son contenu était très simple : création de nouvelles Cortes, composées de deux chambres, le Congrès des députés et le Sénat, composés respectivement de 350 et 207 membres, élus au suffrage universel, à l'exception des sénateurs nommés par le roi — pas plus d'un cinquième du total des membres de la chambre haute —,. Concernant le Sénat, une modification significative fut introduite par rapport au projet de Fernández Miranda, puisqu'il avait proposé un Sénat aux réminiscences « organiques » dans lequel seulement 102 des 250 membres seraient élus au suffrage universel.
Comme le souligne Javier Tusell, « l'élément fondamental de la loi de réforme politique était la convocation d'élections et la configuration d'un cadre institutionnel minimal pour les réaliser. » Cependant, simultanément toutes les institutions établies par les « lois fondamentales » hormis ces nouvelles Cortes se trouvaient implicitement abolies, c'est-à-dire toutes les institutions franquistes sans exception : le Conseil national du Movimiento et le Movimiento Nacional lui-même, les Cortes établies dans la loi de 1942, le Conseil du Royaume et le Conseil de Régence de la loi de 1967, etc. Si bien que la loi de réforme, en réalité, liquidait ce qu'elle prétendait réformer. Dans le préambule de la loi, en fondant la légitimité sur le suffrage universel, une sorte d'« auto-rupture » était introduite dans les institutions franquistes ; il serait néanmoins finalement supprimé en concession aux secteurs franquistes les plus réticents à approuver le projet de loi,. Dans les articles de cette « huitième loi fondamentale du franquisme », un changement substantiel du régime politique était proposé, mais sans remettre en question la forme de gouvernement, la monarchie. « Le langage et les concepts fondamentaux changeaient : on faisait appel à la souveraineté du peuple qui choisirait un Parlement représentatif ; la rhétorique sur une démocratie espagnole sui generis et le dictionnaire politique franquiste particulier disparaissaient. »
Pendant la rédaction du texte du projet de loi, plusieurs gouvernements étrangers insistèrent pour qu'une consultation soit menée sur la forme de gouvernement (monarchie ou république). Face à cela, et dans le but de déterminer les intentions de vote du peuple espagnol, le président commanda diverses enquêtes, qui donnaient la victoire à l'option républicaine sur l'option monarchique. Dans une interview accordée à la journaliste Victoria Prego (es) en 1995, le président Suárez glissa, en couvrant le micro, cette confidence qui resterait censurée pendant plus de vingt ans :il avait décidé de mentionner le roi dans la loi, et ainsi il pu faire comme si elle la monarchie avait été soumise à referendum . Ce faisant, « il obtint une légitimation indirecte de la monarchie devant le monde extérieur, en particulier devant les gouvernements d'Europe occidentale, qui, après le résultat favorable du plébiscite, semblaient satisfaits », explique Núñez Seixas.
L'obstacle suivant était d'amener les Cortes franquistes à se « suicider » — leur « hara-kiri », selon l'expression consacrée — et à voter en faveur d'une loi qui signifiait leur disparition et celle du régime pour céder la place à la démocratie. En outre, de nombreux autres obstacles devraient être surmontés : convaincre les dirigeants militaires de la nécessité d’une réforme ; expulser les franquistes immobilistes des postes de pouvoir ; convaincre l’opposition démocratique de la valeur de la réforme et l’amener à participer au processus de sa légitimation, tant en interne qu’à l'international.

### Le rapprochement avec l’opposition démocratique et ses limites

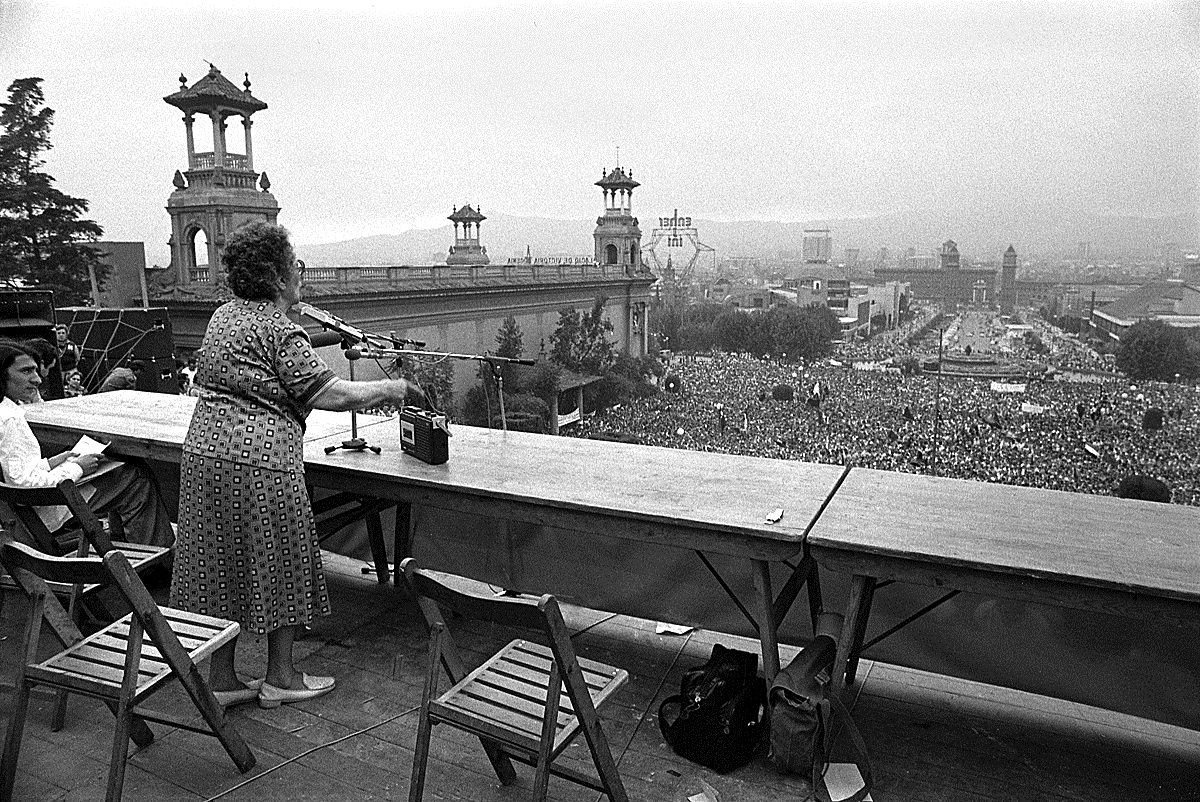
Federica Montseny lors d'un rassemblement de la CNT à Barcelone en 1977, après 36 ans de dictature.

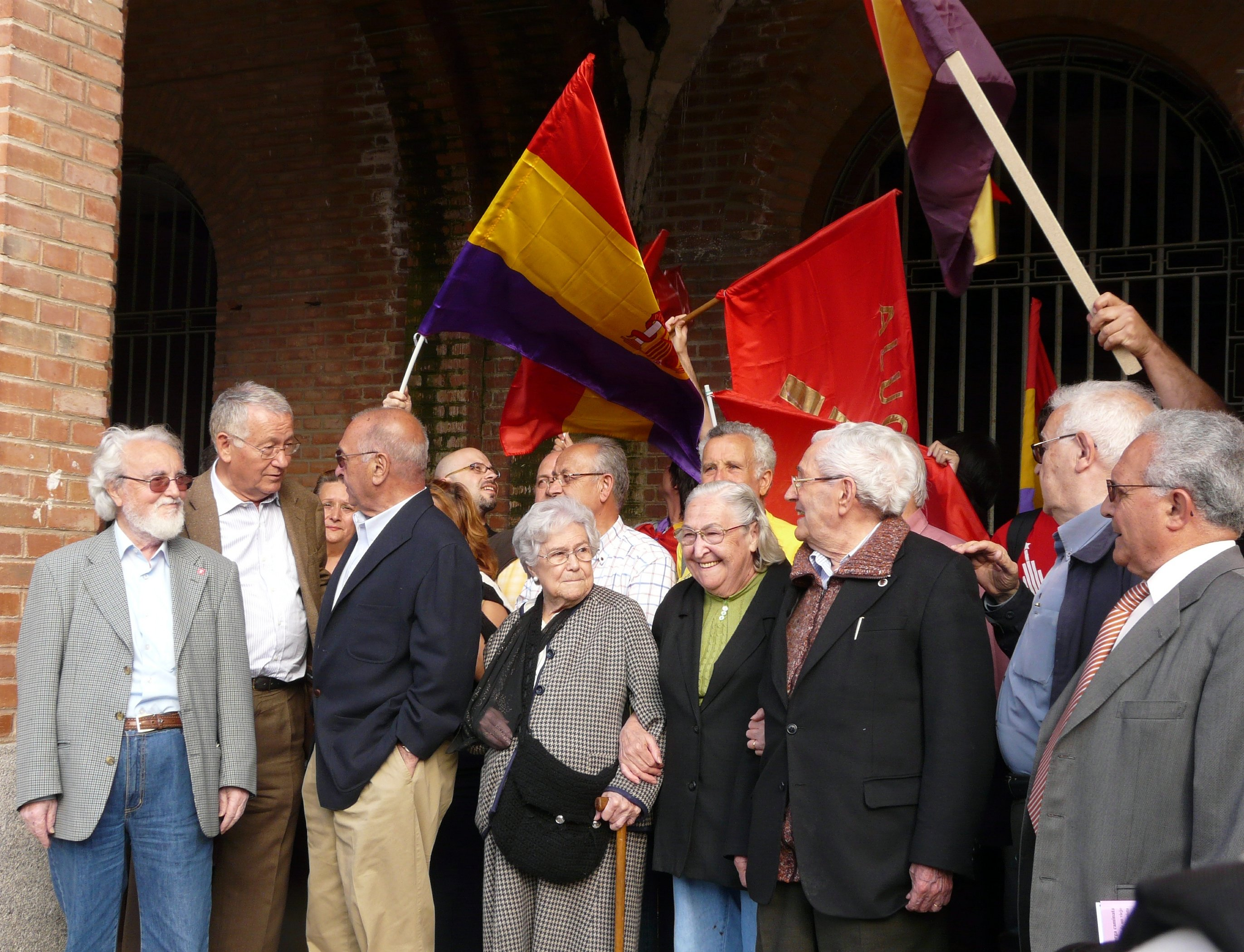
Cérémonie organisée en mai 2008 dans l'ancienne prison de Carabanchel en hommage aux prisonniers politiques du régime franquiste. On voit Julián Ariza (deuxième à gauche), Nicolás Redondo (troisième à gauche), Marcelino Camacho (troisième à droite) et la veuve de Simón Sánchez Montero, qui est au bras de Camacho.

Le nouvel état d'esprit du gouvernement, et en particulier de son président, changea le climat politique, en permettant de surmonter les tensions vécues au cours des dernières semaines du gouvernement d'Arias Navarro. Les premiers contacts avec les partis de l'opposition démocratique eurent lieu immédiatement : en juillet et août, Suárez s'entretint avec les démocrates-chrétiens José María Gil Robles, Joaquín Ruiz Giménez et Fernando Álvarez de Miranda, les socialistes Felipe González, Joan Reventós ou Raúl Morodo, le nationaliste catalan Jordi Pujol, et même, discrètement et par des intermédiaires, avec Santiago Carrillo, le secrétaire général du PCE,. Il y eut également des contacts avec les syndicats illégaux Comisiones Obreras, Unión Sindical Obrera (USO) et UGT. Felipe González déclarera plus tard, en référence à sa rencontre avec Suárez, que son projet était de « négocier la réforme, pas la rupture », tout en indiquant déjà que, au moins, il était admis que cette réforme devait être négociée.
Toutefois, les faits montrèrent que le président du gouvernement n'avait pas l'intention de négocier immédiatement avec l'opposition, bien qu'il examinât attentivement ses positions afin d'établir les marges de manœuvre dont il disposait. La reconnaissance du droit de réunion et de manifestation accordait encore aux autorités un large pouvoir discrétionnaire lorsqu'il s'agissait d'autoriser ou non une manifestation, ce qui était particulièrement important au Pays basque et en Navarre, où elles étaient normalement interdites parce liées aux revendications d'amnistie pour les prisonniers de l'ETA et à la revendication d'autonomie gouvernementale que les autorités ont immédiatement liée au terrorisme du groupe, qui commença à s'en prendre aux autorités civiles : le 4 octobre, Juan María Araluce, président du Conseil provincial de Guipúzcoa, fut assassiné. En Catalogne, un million de personnes se rassemblèrent le 11 septembre pour célébrer la Diada, la fête nationale de la Catalogne.
Lorsque fut connu le projet de Loi pour la Réforme Politique, la Coordinación Democrática, organisme unitaire de l'opposition, le considéra comme insuffisant pour atteindre la démocratie et proposa à sa place la formation d'un « gouvernement de large consensus démocratique » et l'ouverture d'« un processus constituant ». Dans le communiqué rendu public le 16 septembre, les points suivants étaient défendus :

« Gouvernement de large consensus démocratique, reconnaissance des droits politiques des nationalités et régions, libertés politiques et syndicales sans exclusions, amnistie totale, application d'un programme économique concerté contre l'inflation et le chômage, et ouverture d'un processus constituant qui, après une période raisonnable d'exercice de toutes les libertés publiques, et par le biais d'une consultation populaire et la convocation d'une Assemblée Constituante, décide de la forme d'État, et de la forme de gouvernement. »

Après plusieurs réunions, la première à Madrid le 4 septembre, fut créée la Plateforme des organismes démocratiques fut créée le 23 octobre, réunissant Coordinación Democrática, l'Assemblée de Catalogne et d'autres organisations unitaires régionales de l'opposition. La nouvelle plateforme réitéra sa volonté de négocier avec le gouvernement à condition que le référendum demande la convocation des Cortes Constituantes, que tous les partis politiques soient légalisés, qu'une « amnistie totale » soit décrétée, que les statuts d'autonomie approuvés pendant la République étaient rétablis, que les institutions de la dictature franquiste soient démantelées et qu'un gouvernement d'« ample consensus démocratique » soit formé — l'exigence d'un gouvernement provisoire avait déjà été abandonnée —. Pour atteindre ces objectifs, l'opposition maintint sa stratégie de pression depuis la base qui culmina avec l'appel à la première grève générale de la transition pour le 12 novembre, deux jours avant que les Cortes franquistes commencent à débattre du projet de loi pour la réforme politique. Le suivi de la grève fut notable — près d’un million de travailleurs, soit la plus grande mobilisation jusqu’alors — mais elle ne suffit pas à contraindre le gouvernement à changer sa stratégie de réforme « de loi. à loi,,. »

### Réunion de Suárez avec les dirigeants militaires le 8 septembre
Le principal obstacle qui inquiétait le gouvernement pour faire avancer la « réforme politique » n'était pas ce que pouvait dire l'opposition démocratique, mais l'Armée, qui se considérait comme le garant ultime de « l'héritage de Franco ».. De fait, l'un des militaires les plus critiques se trouvait dans le gouvernement lui-même : le vice-président aux Affaires de la Défense, le général Fernando de Santiago. Celui-ci tenta d'organiser une assemblée avec les hauts commandements des forces armées, et n'ayant pas réussi, son bureau émit un document classifié comme étant de la plus haute confidentialité le 2 septembre, six jours avant la réunion que le président Suárez devait avoir avec la hiérarchie militaire. Selon le document : « il semble opportun de ne pas manquer l'occasion d'exposer la limite tolérable de la réforme politique selon le sentiment des Forces Armées et d'éviter de se trouver dans la nécessité du protagonisme politique que supposerait l'application de l'article 37 de la Loi organique de l'État. Il semble donc recommandable qu'un des Capitaines Généraux formule quelques questions qui obligent le Président à exposer concrètement la politique à suivre par le Gouvernement et en même temps de faire connaître le sentiment des Forces Armées à ce sujet. » Le document suggérait de poser la question suivante :

« Il existe une inquiétude selon laquelle la politique de dialogue et de tolérance envers l'opposition favorise un changement de Régime vers un système parlementaire qui pourrait entraîner la Couronne. Quelles mesures le gouvernement va-t-il prendre pour l'empêcher sans recourir à l'article 37 de la Loi Organique de l'État ? Est-il vrai que bien que l'entrée en Espagne de Santiago Carrillo ait été formellement refusée, elle est tolérée et de fait est en train d'avoir lieu ? »

Le 8 septembre eut lieu la réunion prévue de Suárez avec les dirigeants militaires pour convaincre le haut commandement de la nécessité d'une réforme. Lors de cette réunion, ils parlèrent des limites qui ne seraient jamais franchies : ni la monarchie ni « l'unité de l'Espagne » ne seraient remises en question ; aucune responsabilité ne serait exigée pour la dictature franquiste ; aucun gouvernement provisoire ne serait formé pour ouvrir un processus constituant ; les partis « révolutionnaires » — c'est-à-dire le Parti communiste, « bête noire » de l'Armée depuis la guerre civile — ne seraient pas légalisés. En bref, le processus qui mènerait aux élections resterait toujours sous contrôle du gouvernement. Une fois les limites clarifiées, la méfiance de l'Armée se dissipa en apparence et Suárez obtint le feu vert pour le processus qu'il allait entreprendre,,,,.
Cependant, la première crise avec les militaires ne tarda pas, lorsque le général Fernando de Santiago, vice-président du gouvernement, exprima son opposition au démantèlement projeté de l'Organisation syndicale franquiste et, surtout, aux contacts que le gouvernement maintenait le gouvernement avec le syndicat clandestin Comisiones Obreras ; il fut démis de ses fonctions — ou présenta sa démission, qui fut rapidement acceptée —, se retira du service actif et fut remplacé par le général Manuel Gutiérrez Mellado, un militaire aperturista,,,.
De Santiago fit circuler une lettre pour prendre congé adressée à tous les soldats, datée du 22 septembre, dans laquelle il affirmait : « la compréhension a la limite des interprétations équivoques que certains pourraient lui attribuer. » Sa démission fut applaudie par l'extrême droite et le 23, Antonio Izquierdo, directeur d' El Alcázar, invita les membres des forces armées à suivre l'exemple de de Santiago. Quatre jours plus tard, le même journal publiait une lettre du lieutenant général Carlos Iniesta Cano, procurateur aux Cortes et ancien directeur de la Garde civile, intitulée Une leçon d'honnêteté et de patriotisme, dans laquelle il exprimait sa solidarité avec De Santiago et lui exprimait son « admiration personnelle ». Le gouvernement réagit en le faisant également passer à la réserve, un décision qui fut ultérieurement annulée par les tribunaux,,,.

### Approbation et référendum de la loi pour la réforme politique

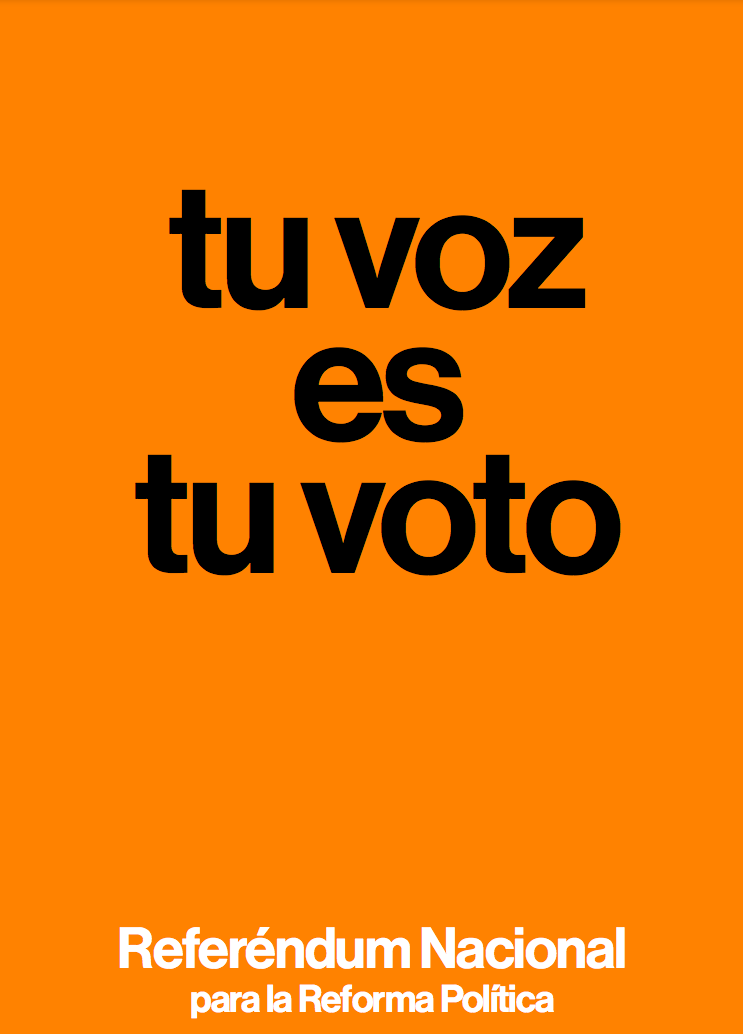
Affiche de propagande pour le référendum sur la loi pour la réforme politique.

Le projet de loi pour la réforme politique, accompagné du rapport (non contraignant) du Conseil national du Mouvement qui proposait l'introduction de corrections dans un sens « organique, », commença à être discuté aux Cortes franquistes le 14 novembre, deux jours après la grève générale déclenchée par l'opposition démocratique, qui avait été loin de paralyser le pays.
Le projet fut présenté au nom du gouvernement par le ministre de la Justice Landelino Lavilla. Le groupe parlementaire d'« Alliance populaire » (dont serait issu le parti politique de même nom ) réussit à introduire un système proportionnel « corrigé » pour l'élection des députés au Congrès et pour que la province soit la circonscription électorale, avec un nombre minimum de députés pour chacune,. Parmi les procurateurs qui s'y opposèrent se distingua Pilar Primo de Rivera, sœur du fondateur de la Phalange espagnole, qui utilisa comme argument la victoire de Franco dans la guerre civile (« Si nous avions perdu, nous aurions dû tenir bon, mais après avoir mené à bien notre révolution, pourquoi allons-nous la perdre ? », dit-elle), et Blas Piñar, leader de Fuerza Nueva. Ce dernier déclara : « Le projet de loi ne perfectionne pas l'ordre constitutionnel actuel mais se trouve en contradiction avec les principes doctrinaux basiques [...] [Le suffrage universel], en tant que canal de représentation et la démocratie libérale n'a absolument rien à voir avec l'ordonnancement constitutionnel qui repose sur la Loi des principes du Mouvement [...] [Le projet] n'est pas vraiment une réforme, c'est une rupture, même si la rupture veut se profiler sans violence et depuis la légalité [...] Le but visé [est] le remplacement de l'État national par l'État libéral. La liquidation de l'œuvre de Franco. »
Lorsque le projet de loi fut soumis au vote des Cortes le 18 novembre, le gouvernement Suárez obtint un succès retentissant puisqu'il fut approuvé par 435 procurateurs sur 531, avec l'opposition de seulement 59 d'entre eux (dont sept lieutenants généraux et deux généraux), 13 s'abstirent et 24 étaient absents,,. Selon le politologue Ignacio Sánchez-Cuenca, l'approbation de la Loi pour la réforme politique (LRP) « fut, sans aucun doute, l'épisode le plus important de la transition espagnole vers la démocratie » car elle laissa sans effet le atado y bien atado qui était censé assurer la continuité du régime franquiste sans Franco. « La LRP signifia le suicide du régime. Les Cortes sanctionnèrent une loi qui rendait possible la disparition du système politique du franquisme. » Grâce à l'approbation de la loi, Suárez réussit à amorcer un changement du régime sans rupture juridique, « mais en introduisant un cap où la transformation était certaine, profonde et non cosmétique. »
Pour obtenir l'approbation de la loi, le gouvernement travailla dur — « Sauf coucher avec eux, nous avons fait de tout », déclara des années plus tard Rodolfo Martín Villa, ministre de Suárez — ; il bénéficia également de la précieuse collaboration du président des Cortes, Fernández Miranda : la loi fut traitée selon la procédure d'urgence, ce qui limita les débats et le vote final ne fut pas secret ; les procurateurs occupant des postes élevés dans l'administration furent avertis qu'ils risquaient de les perdre s'ils ne soutenaient pas le projet ; on promit à d'autres qu'ils pourraient poursuivre leurs mandats dans les nouvelles Cortes en étant inclus dans des listes des candidats que le gouvernement était prêt à soutenir. C'est ce qui expliquerait que les Cortes franquistes aient décidé de « se suicider » — de se faire volontairement « hara-kiri », comme le rapportèrent les unes de certains journaux au lendemain du vote et qui devint une expression consacrée pour désigner l'évènement — « ce qui constitue un fait qui n'a guère d'équivalent dans les annales de l'histoire parlementaire mondiale », selon Núñez Seixas,,. En vue des élections à venir, 184 procuteurs (soit plus de la moitié), rejoignirent Alianza Popular (AP),. À l'AP, « principal axe et agglutinant de la classe politique franquiste partisane d'une réforme limitée », se joignit également l'Union nationale espagnole, parti néo-franquiste présidé par l'ancien ministre Gonzalo Fernández de la Mora et incluant de nombreux traditionalistes comme José Luis Zamanillo, Antonio María de Oriol et le marquis de Valdeiglesias.
Pour sa part, l'historien José Luis Rodríguez Jiménez souligne les facteurs suivants qui expliqueraient l'approbation du projet de réforme : « l'isolement relatif dans lequel se trouvait alors l'extrême droite » ; le fait que « les aperturistas acceptent que l'opération de réforme aille au-delà de ses objectifs initiaux, tant en raison de la pression de l'opposition, qui finira par accepter que la rupture doit être concertée, que parce que l'intransigeance des attitudes immobilistes ignorait une appétence de changement dans la société espagnole »; « la docilité notoire de bon nombre de procurateurs avec des postes rémunérés dans l'Administration et le fait que la réforme ouvrait d'importantes perspectives pour l'action politique de nombreux procurateurs des Cortes. » Rodríguez Jiménez ajoute également « qu'il était difficile pour les Cortes d'oser provoquer et prendre la responsabilité d'une crise constitutionnelle contre le gouvernement et la volonté de la Couronne », compte tenu également de « l'importance de la pression dans la rue et l'habilité personnelle du président Suárez. »
Xosé Manoel Núñez Seixas insiste sur l'utilisation de la persuasion comme principale méthode du gouvernement pour convaincre les procurateurs. « De nombreux procurateurs étaient de hauts fonctionnaires nommés sur une base discrétionnaire, dont la maintien dans leurs fonctions fut garantie dans le nouveau régime politique. D'autre part, même si la majorité d'entre eux ne sympathisaient pas avec la démocratie, ils étaient convaincus que les temps exigeaient un changement de régime politique et que les alternatives n'étaient pas le franquisme sans Franco ou la démocratie, mais une réforme contrôlée par le gouvernement ou une rupture avec révolution et chaos, à la portugaise. » En outre, parmi les procurateurs, la conviction prévalait que « la démocratie politique irait de l'avant avec et sans eux », comme le rapporta alors le journal El País. Le gouvernement insista sur « le caractère inévitable des changements et le caractère contre-productif de leur opposition, qui pourrait conduire à une rupture » tout en garantissaient « leur position personnelle — beaucoup d’entre eux occupaient des postes dans des administrations publiques et des entreprises — et le contrôle du processus par les dirigeants du régime si la loi était approuvée. »
Pour sa part, Ignacio Sánchez-Cuenca considère qu'« en réalité, les votes furent déterminés par l'objectif des procurateurs de ne pas être dissociés de la position majoritaire aux Cortes [...] Leur raisonnement, schématiquement, était celui-ci : s'ils soutenaient la réforme mais qu'elle n'aboutissait pas, ils apparaissaient comme des traîtres au régime ; mais s’ils s’opposaient à la réforme et qu’elle était approuvée, ils se trouveraient marginalisés dans le nouveau système. Le mieux qu’ils pouvaient faire était donc de suivre la tendance majoritaire. » Cependant, Alfonso Pinilla García estime que « le fait que ces franquistes récalcitrants n'étaient pas coordonnés par un leader capable de démanteler la manœuvre d'encerclement de Suárez explique pourquoi il n'y eut pas d'opposition massive au projet », tout en soulignant que « l'attitude du groupe des procurateurs dirigés par Manuel Fraga mit en danger l'approbation de la loi. » Dans son manifeste fondateur, Alianza Popular avait critiqué le gouvernement pour « les excessives concessions faites aux activités revanchardes, érodant la paix et l'ordre, et désagrégeant l'intégrité nationale » et avait dénoncé la « crise de l'autorité à tous les niveaux », la « détérioration de l'ordre public » et « l’innécessaire acceptation d’idées rupturistes. »

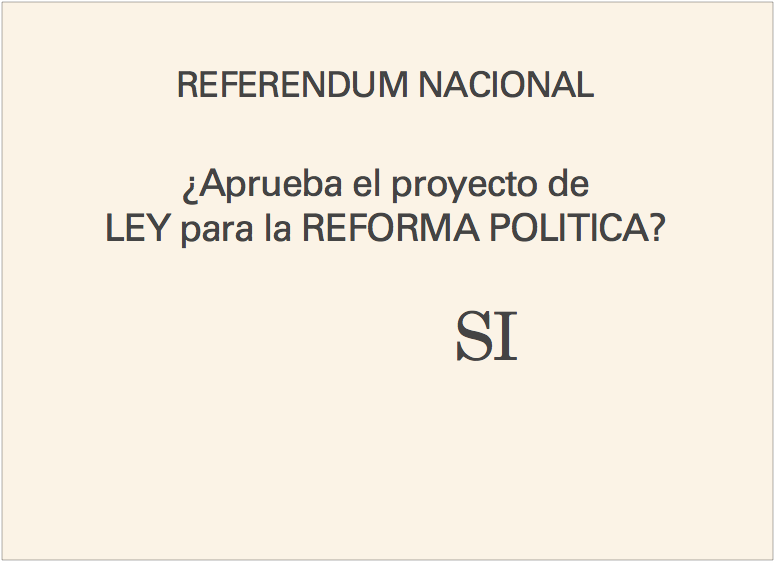
Bulletin de vote en faveur du oui utilisé lors du référendum sur la loi pour la réforme politique.

Une fois la loi approuvée par les Cortes, le gouvernement convoqua le 15 décembre un référendum sur celle-ci. Cela posait un dilemme à l'opposition démocratique, puisque la question soumise au vote des citoyens ne concernerait pas la forme de l'État — monarchie ou république — comme le défendaient les forces politiques antifranquistes depuis les années 1940, ce qui les poussa à faire campagne pour le « non ». Néanmoins, c'était la même option qui était défendue les « ultras » du « bunker », qui brandissaient le slogan : « Franco aurait voté non ». Finalement, Coordinación Democrática opta pour l'abstention — « parce que si tu votes oui, ils restent, et si tu votes non, ils ne partent pas », suivant le slogan inventé par le PCE —, bien que l'opposition modérée laissât ses membres libres de voter. Toutefois, le gouvernement ne donna à l'opposition aucune possibilité d'exprimer sa position dans les médias qu'il contrôlait, notamment les plus influents, la télévision — ni à la radio — et déploya une campagne particulièrement bien orchestrée en faveur de la participation et du « oui »,,. Il utilisa des slogans simples et accrocheurs comme la chanson du groupe Vino Tinto Habla, pueblo, habla, (« Parle, peuple, parle »). En outre, « Suárez fut habile en permettant aux intransigeants défenseurs du « non » d'avoir un espace à la télévision, en le partageant avec un Manuel Fraga très critique à l'égard du projet du gouvernement », ce qui « plaçait le président au centre de l'échiquier politique : entre le « non » des nostalgiques, le « peut-être » de Fraga et l'abstention prônée par l'opposition,.
Compte tenu du contrôle exercé continûment par le gouvernement, le résultat du référendum fut sans suprise : avec un taux d'abstention de seulement 22,3 % — avec le cas particulier du Pays Basque, où il était le double —, le « oui » l'emporta avec 94,2 % des suffrages exprimés, le « non » n'obtenant le support que de 2,6 % des votants et 3 % de votes blancs,. Pour parvenir à ce résultat, le gouvernement avait également disposé de toute l'appareil administratif et politique de l'État, à commencer par les cinquante gouverneurs civils. Un autre facteur qui influença le résultat fut l'inquiétude suscitée par l'enlèvement d'Antonio María de Oriol, président du Conseil d'État, perpétré par le GRAPO quatre jours avant le plébiscite,,. L'approbation du référendum « signifia, sans aucun doute, un succès retentissant pour le gouvernement Suárez, qui vainquait siumultanément les continuistes et les rupturistes » et renforça « la position de Suárez tant au sein des institutions que devant l'opinion publique. »

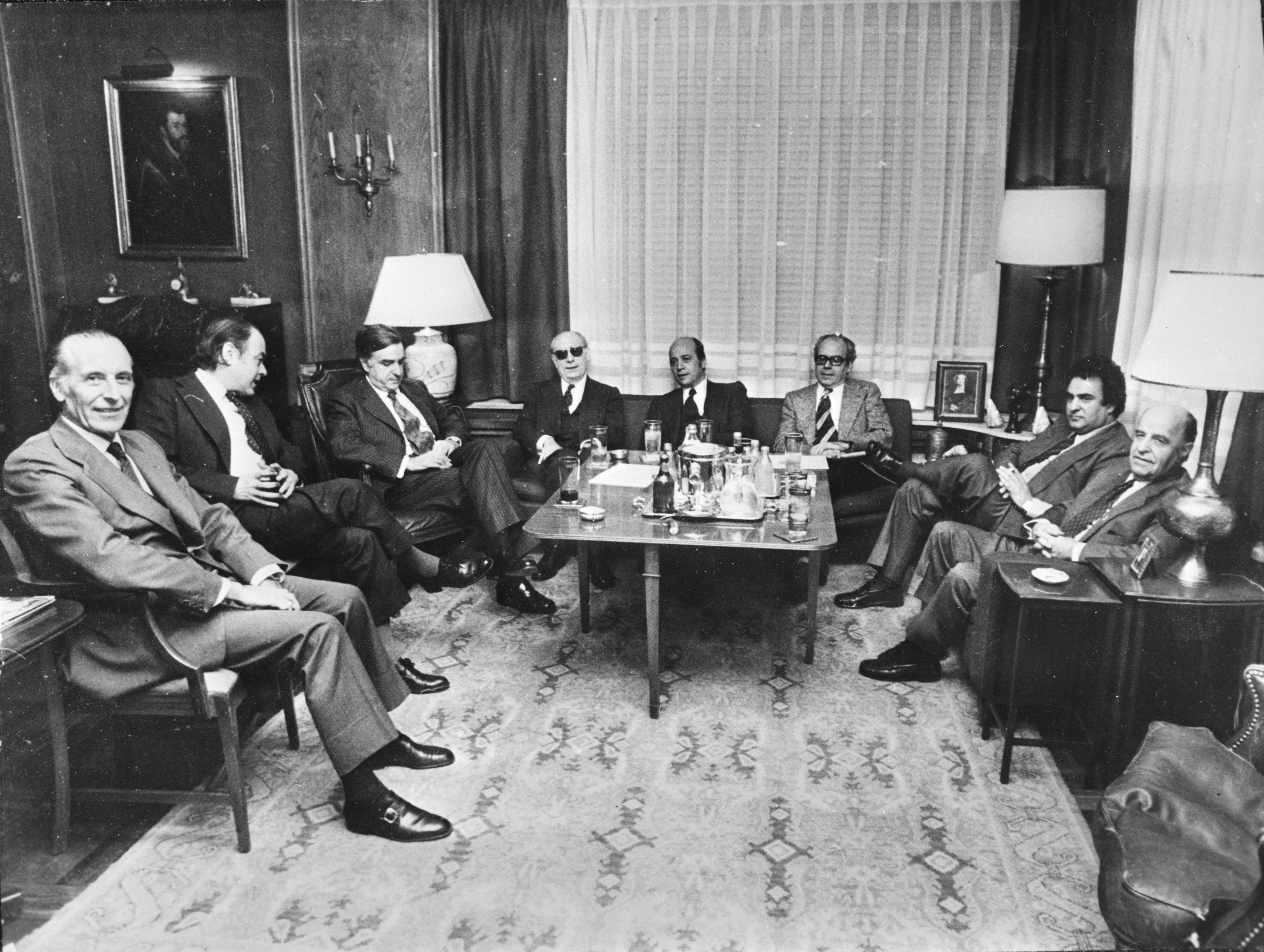
La « Commission des neuf » de la Plateforme des organisations démocratiques constituée par l'opposition pour négocier avec Suárez. De gauche à droite Joaquín Satrústegui (libéral), Jordi Pujol (nationaliste catalan), Antón Cañellas (démocrate-chrétien), Enrique Tierno Galván (PSP), Francisco Fernández Ordóñez (social-démocrate), Simón Sánchez Montero (PCE), Enrique Múgica Herzog (PSOE) et Julio de Jáuregui ? (nationaliste basque).

La « réforme politique », et implicitement la monarchie et son gouvernement, furent légitimés par le vote populaire. Pour l'opposition démocratique, qui avait dénoncé un « référendum télécommandé » et la connivence flagrante de la télévision et des autres médias contrôlés par le gouvernement, « le résultat du plébiscite a été une douche froide, ainsi qu'un bain de dure réalité. » Dès lors, son exigence de formation d'un gouvernement de « large consensus démocratique » préalable à la convocation d'élections générales n’avait plus de sens, et c'est le gouvernement Suárez qui assuma cette tâche,,. Assumant que l'initiative politique était passée au gouvernement Suárez, Felipe González, leader du PSOE, déclara que l'opposition démocratique devait surmonter « la dialectique du tout ou rien » et participer au processus tel que l'exécutif l'avait conçu.
Pour négocier avec Suárez la Plateforme des organisations démocratiques créée le 23 octobre, dans le prolongement de la Platajunta, il nomma la « commission des neuf » composée de Felipe González (PSOE), Enrique Tierno Galván (PSP), Francisco Fernández. Ordóñez (social-démocrate), Joaquín Satrústegui (libéral), Antón Cañellas (démocrates-chrétiens), Julio de Jáuregui (nationalistes basques), Jordi Pujol (nationalistes catalans) et Valentín Paz Andrade (nationaliste galicien), ainsi que Santiago Carrillo, secrétaire général du PCE, qui vivait clandestinement à Madrid depuis plusieurs mois (son poste jusqu'à la légalisation du PCE en avril serait occupé par Simón Sánchez Montero). En janvier 1977, les organisations syndicales CC OO et UGT s'incorporèrent à la Plateforme. Un dixième membre fut alors ajouté à la commission, issu de l'une ou l'autre par alternance,.
Ils transmirent au Gouvernement le programme en sept points approuvé par la Plateforme le 27 novembre (deux semaines avant la tenue du référendum) et qui serait connu sous le nom des « sept conditions » de l'opposition (dont l'exigence de formation d'un « gouvernement de large consensus démocratique » avait disparu) :

« # Reconnaissance de tous les partis politiques et organisations syndicales.
1. Reconnaissance, protection et garantie des libertés politiques et syndicales.
2. Dissolution urgente de l'appareil politique du Mouvement National et neutralité politique effective de l'Administration publique.
3. La véritable amnistie dont le pays a besoin.
4. Utilisation équitable des médias de masse appartenant à l'État et donc à la communauté, aujourd'hui monopolisés par le gouvernement.
5. Négociation des normes de procédure auxquelles doivent se conformer les deux consultations [référendum et élections aux Cortes]. Contrôle démocratique de la neutralité et de la liberté de celles-ci à tous les niveaux.
6. Reconnaissance de la nécessité d'institutionnaliser politiquement les pays et les régions formant l'État espagnol et que les organes de contrôle des processus électoraux se réfèrent également à chacun de leurs domaines territoriaux. »

« Suárez accepta les conditions posées par la commission, une fois que les partis qui y étaient représentés acceptèrent de jouer sur le terrain choisi par le gouvernement. » La signification profonde de cet accord était que, en contre-partie du geste du président du gouvernement, l'opposition reconnaissait implicitement la légitimation de la Monarchie et renonçait à réclamer un référendum sur la forme de l'État.
Une première preuve de l'ouverture du gouvernement Suárez à l'égard de l'opposition démocratique fut visible une semaine avant le référendum : Il avait permis au PSOE, encore illégalisé, de tenir son XXVIIe Congrès à Madrid entre le 5 et le 8 décembre, en présence des principaux dirigeants socialistes et sociaux-démocrates européens (Olof Palme, Willy Brandt, François Mitterrand, Pietro Nenni et Michael Foot), ce qui « eut un impact politique extraordinaire,. »

### Crise de la dernière semaine de janvier 1977

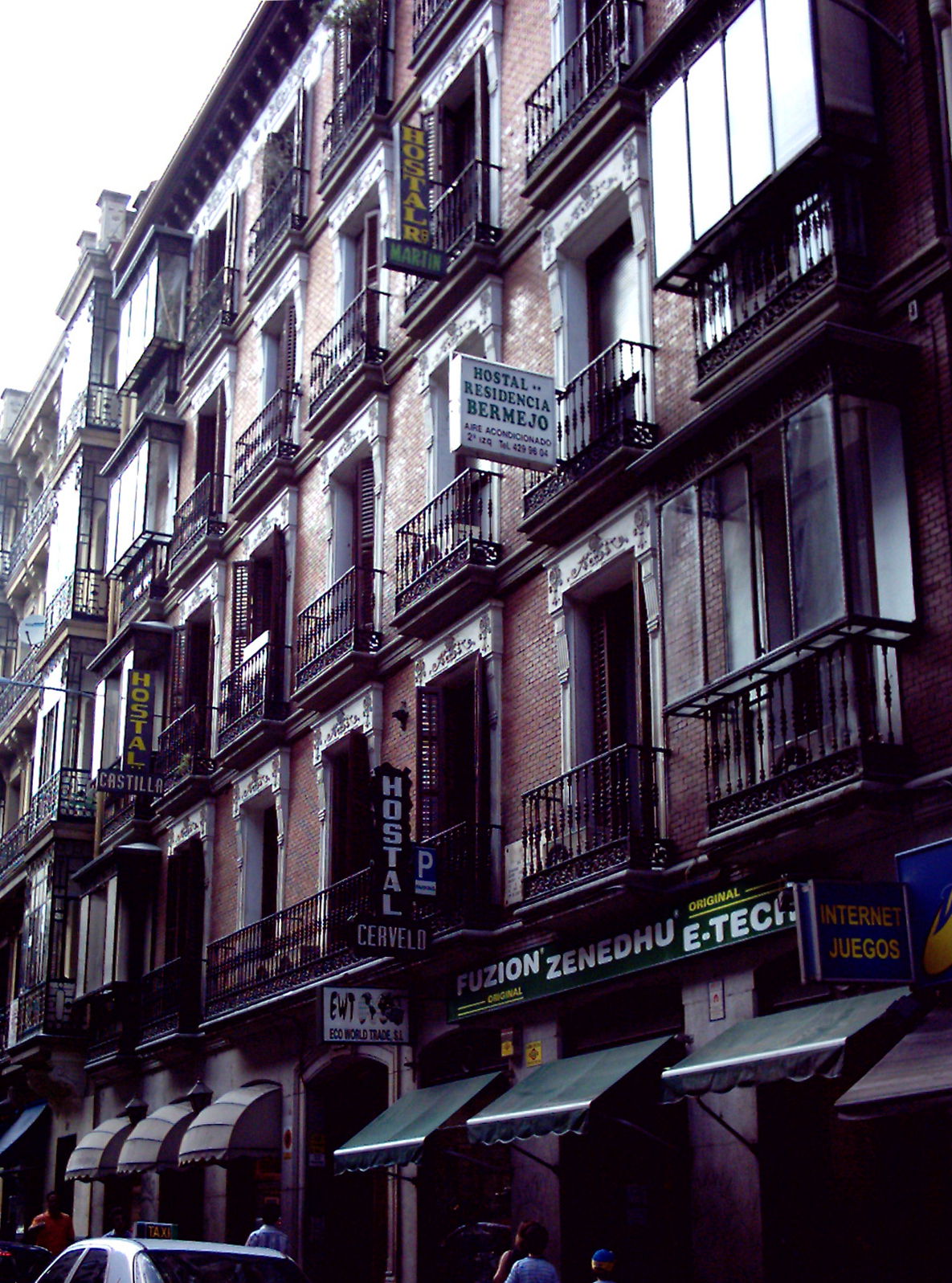
Rue d'Atocha à Madrid.

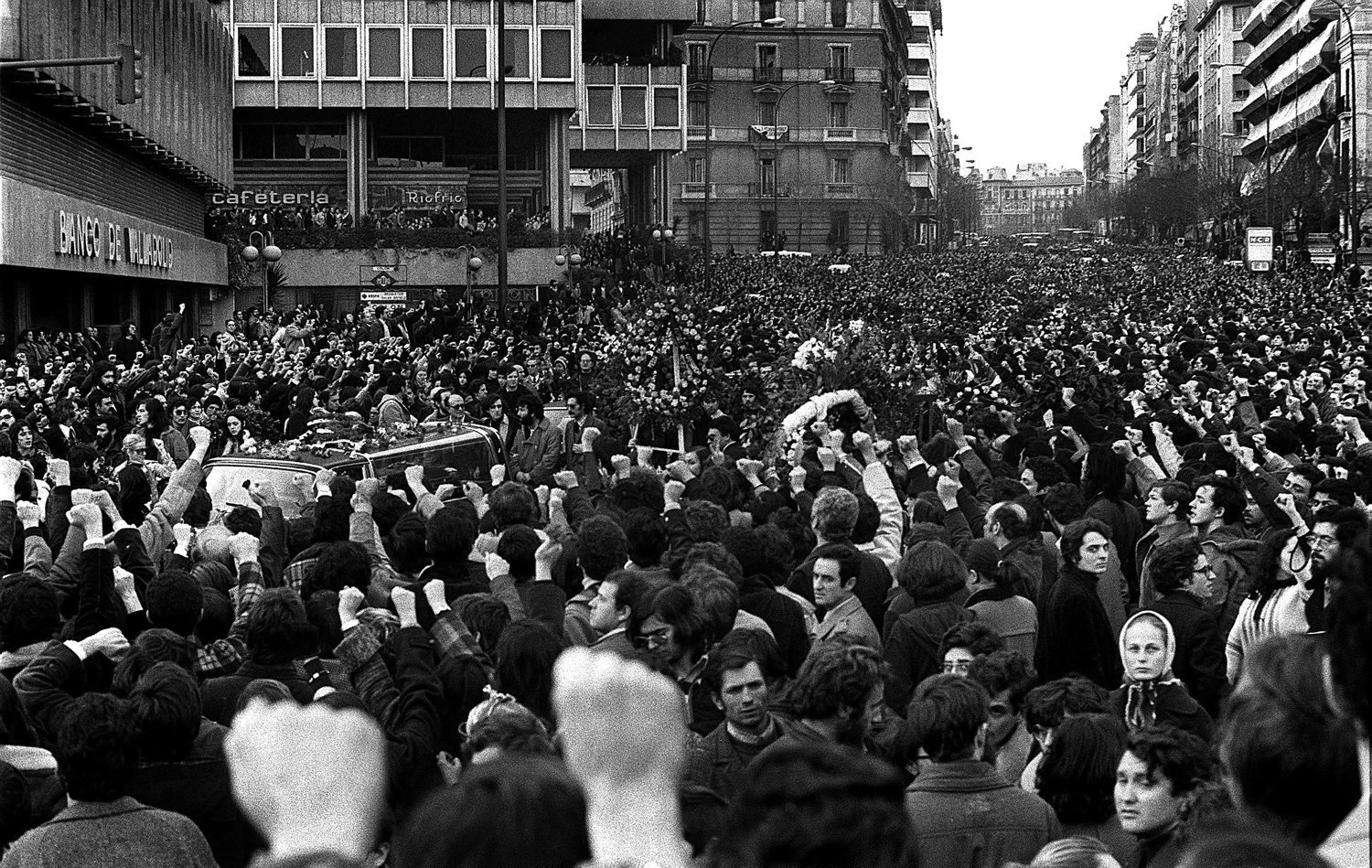
Des milliers de personnes se sont rassemblées silencieusement et paisiblement avant le passage du cortège funèbre des victimes du « Massacre d'Atocha ».

La dernière semaine de janvier 1977 — la « Semaine tragique » ou « Semaine noire » de la transition ou les « Sept jours de janvier », — fut le moment le plus délicat de la transition avant les élections, puisque les franquistes du bunker se proposèrent d'arrêter le processus de changement en créant un climat d'insécurité justifiant l'intervention de l'Armée. La première provocation eut lieu le 23 janvier sur la Gran Vía de Madrid, lorsqu'un étudiant, Arturo Ruiz, qui participait à une manifestation en faveur de l'amnistie, fut assassiné par une bande de membres du groupe d'extrême droite Fuerza Nueva — le capitaine général par intérim de Madrid, Jaime Milans del Bosch avait ordonné la veille qu'une compagnie d'opérations spéciales soit alertée au cas où les forces de l'ordre public seraient débordées, —. Le lendemain, 24 janvier, lors de la manifestation de protestation contre le crime, l'une des participantes, María Luz Nájera, mourut à cause d'un fumigène lancé par la police anti-émeute,, et dans la nuit, l'incident le plus grave se produisit : Des « ultras » armés firent irruption dans le bureau de quelques avocats du travail liés aux Commissions ouvrières et au Parti communiste, situé rue Atocha à Madrid, et tirèrent des coups de feu sur huit d'entre eux et un concierge après les avoir fait placer contre le mur. Cinq membres de l'organisation périrent sur le coup et quatre autres furent grièvement blessés,. Parmi les meurtriers se trouvaient deux jeunes liés à Fuerza Nueva,.
Cependant, le massacre d'Atocha de 1977 n'atteignit pas son objet de créer un climat évoquant la guerre civile : il suscita au contraire une vague de solidarité avec le Parti communiste, qui rassembla une foule ordonnée et silencieuse dans la rue pour assister aux funérailles des militants communistes assassinés. L'Armée n'avait donc aucune raison d'intervenir et le gouvernement ne décréta même pas l'état d'urgence, comme le prétendait l'extrême droite — il publia une déclaration indiquant qu'il considérait « les attentats survenus ces jours-ci » comme « une attaque contre l'État et la société et une provocation aux  forces armées » —. Dans les mots de Santos Juliá, « la conquête de la légalité par le PCE, que tout le monde, sauf eux-mêmes, avait laissée pour jusqu'après les élections, progressa cet après-midi-là davantage qu'au cours des deux années précédentes : ces funérailles détruisirent l'image du communiste comme quelqu'un d'exclu de la nation, un étranger, l'ennemi, que la dictature avait construite pendant des années. Ce jour-là, la légitimité symboliquement atteite devint le support le plus solide pour obtenir la légalité. [...] L'opinion publique subit un changement spectaculaire : si en octobre 1976, seulement 25 pour cent des Espagnols se déclaraient favorables à la légalisation du PCE, tandis qu'encore 35 pour cent se déclaraient contre, en avril 1977, la proportion s'était plus qu'inversée : 55 pour cent en faveur contre seulement 12 pour cent contre,.
En pleine crise, les GRAPO, qui comme l'extrême droite — mais pour des raisons opposées — voulaient aussi arrêter le processus de transition politique, firent irruption et enlevèrent le président du Conseil suprême de justice militaire, le général Emilio Villaescusa Quilis, le matin du même jour que le « massacre d'Atocha » — cependant qu'ils maintenaient séquestrés  Antonio María de Oriol, président du Conseil d'État — et assassinèrent deux policiers et un garde civil le 25 janvier. Cette fois encore, ni le gouvernement Suárez ni l’Armée ne se laissèrent prendre par la provocation,,. Cependant, lors des funérailles des policiers assassinés le 29 janvier, de graves incidents se produisirent, au cours desquels le lieutenant-général Manuel Gutiérrez Mellado, vice-président du gouvernement, fut pris à partie. Au moment où les cercueils sortaient de l'hôpital militaire Gómez Ulla, un groupe de civils et de soldats commencèrent à chanter l'hymne de l'infanterie, ce qui amena Gutiérrez Mellado à ordonner : « Tous ceux qui portent l'uniforme, soyez fermes, et que ceux qui savent et veulent prient », à quoi répondit immédiatement le capitaine Camilo Menéndez (plus tard impliqué dans le 23-F ) : « Au-dessus de la discipline, il y a l'honneur. » Une rixe s'ensuivit et plusieurs cris contre le gouvernement et la démocratie se firent entendre ; le capitaine Menéndez ne fut sanctionné que pour une faute légère,. Le 11 février, les deux hommes séquestrés, Villaescusa et Oriol, furent libérés dans le cadre d'une opération policière dirigée par un célèbre commissaire franquiste, Roberto Conesa,. Suárez s'adressa au pays à la télévision et les principaux journaux madrilènes ( El País, ABC, Diario 16, Informaciones, El Pueblo, El Alcázar et Ya ) publièrent un éditorial commun intitulé « Pour l'unité de tous » dans lequel ils déclaraient que « le droit d’un peuple à décider librement de son destin collectif ne peut être empêché par la violence et le crime organisé. »
La crise des « sept jours de janvier » eut un effet contraire à celui recherché par ceux qui prétendaient déstabiliser ainsi le système, car le processus de négociation entre le gouvernement et la « commission des neuf » de l'opposition fut accéléré, ainsi que la légalisation des partis politiques. Le 7 février, un décret-loi fut approuvé, ouvrant un « guichet » au ministère de l'Intérieur pour l'enregistrement des partis, qui ne requéraient plus l'approbation du gouvernement comme c'était le cas avec la loi sur les associations de juin 1976 ; c'est le Tribunal suprême qui serait chargée de résoudre les contentieux. Le 14 mars, l'amnistie fut élargie, permettant la libération des condamnés pour des actes de violence politique, à l'exception de ceux ayant causé des victimes mortelles, et quatre jours plus tard, le décret-loi régissant les élections fut publié,. Le processus de démantèlement des institutions franquistes se poursuivit également, sans qu'aucune épuration de ses fonctionnaires ne soit entreprise, ces derniers étant transférés à d'autres organes de l'État tout en conservant leur catégorie et leur salaire — « la réforme consistait à démanteler le régime en conservant l'Administration », affirme Santos Juliá —. Ainsi, les Cortes franquistes furent définitivement dissoutes et plusieurs décrets-lois successifs — 37 entre janvier et juin 1977 — mirent progressivement fin au Tribunal d'ordre public, au Movimiento Nacional — dont les fichiers furent détruits afin d'éviter de possibles répresailles à l'avenir —, à l'Organisation syndicale espagnole, etc. Le 1er avril, un décret établit la liberté syndicale. Au cours des deux mois suivants, le gouvernement ratifia les accords internationaux sur les droits de l'homme et les libertés civiques. Le droit de grève fut également reconnu (et réglementé) et l'article 2 de la loi sur la presse de 1966, qui limitait la liberté d'expression, fut supprimé. Ainsi, « en assumant une partie du programme de l'opposition, Suárez avait réussi à estomper le profil de la rupture — qui était net en ce qui concerne le continuisme du gouvernement Arias-Fraga — mais cela avait évidemment accéléré le processus de démocratisation, imparable depuis le début de 1977 ». Durant ces premiers mois de 1977, l'action de la « commission des neuf » fut décisive pour forcer la prise des mesures clairement rupturistes.

### «Samedi Saint Rouge»: légalisation du Parti communiste

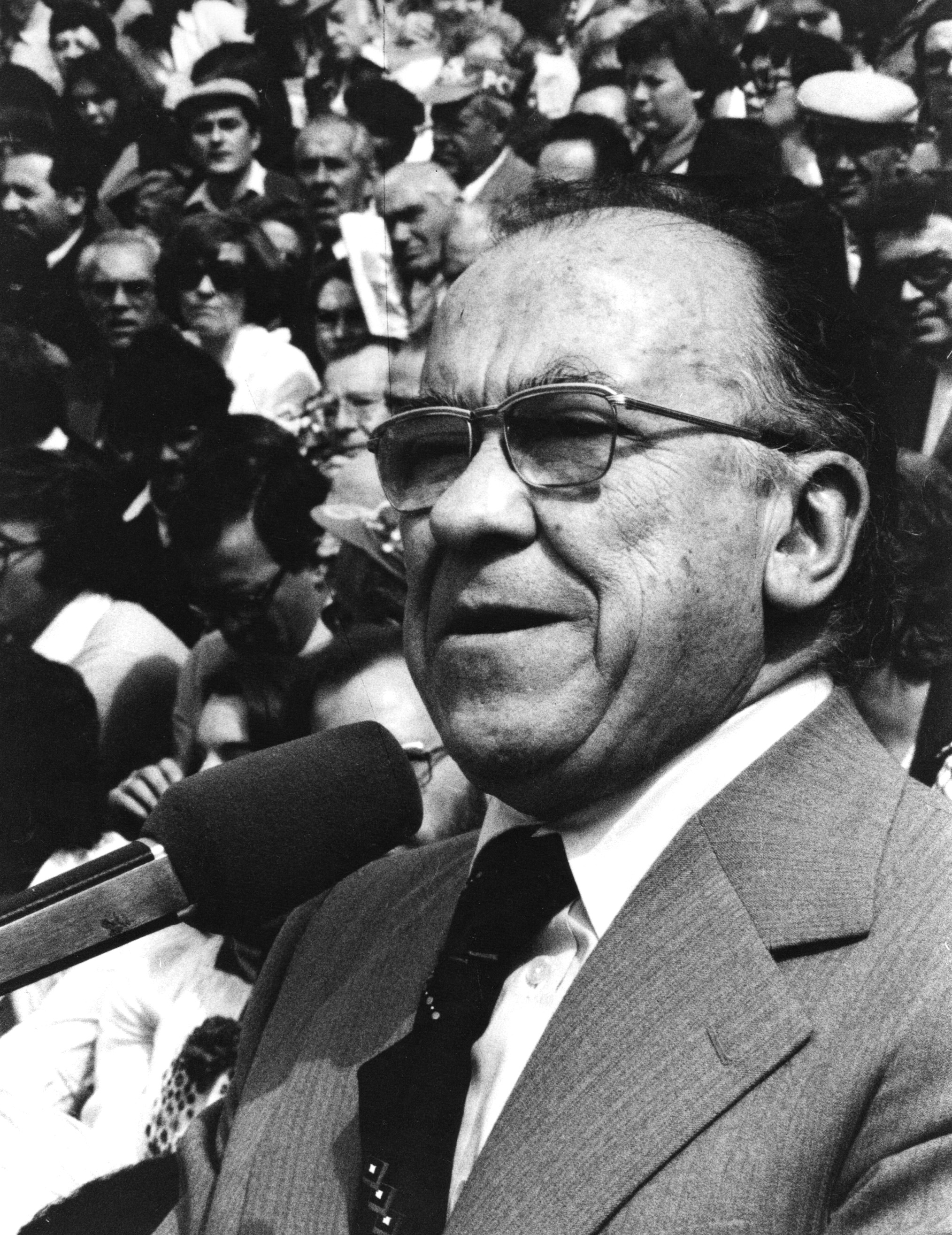
Santiago Carrillo, secrétaire général du PCE, en 1979.

La démonstration d'ordre et de discipline du PCE à laquelle donna lieu l'enterrement des quatre avocats du travail et d'un fonctionnaire administratif assassinés lors de l'attentat de la rue Atocha à Madrid la dernière semaine de janvier mit en évidence que la transition politique ne pourrait être authentique si le Parti communiste espagnol, principal parti d l'opposition anti-franquiste, restait illégalisé et que cela nuirait également à la crédibilité du processus au niveau international,.
Tout ceci obligea le gouvernement à repenser sa position consistant à légaliser le PCE après les élections — comme Adolfo Suárez s’y était engagé lors de la réunion tenue avec les dirigeants militaires le 8 septembre de l’année précédente, —. En outre, le PCE avait tenté par tous les moyens de « forcer la main » au gouvernement — selon l'expression du vice-président Alfonso Osorio — pour qu'il prenne une décision. Après la présentation publique à Rome du Comité central du parti, jusqu'alors clandestin, son secrétaire général Santiago Carrillo s'était tranquillement promené dans les rues de Madrid, ce qui avait été capté par la télévision étrangère et diffusé le 24 novembre, et il avait donné une conférence de presse entouré de la direction du PCE le 10 décembre — deux jours seulement après la clôture du congrès du PSOE — au cours de laquelle il avait communiqué qu'il vivait dans la capitale depuis le début de l'année et avait exigé que lui fût délivré un passeport comme à tout citoyen espagnol — « la liberté est indivisible », « soit elle existe pour tous, soit elle n'est pas la liberté », déclara-t-il , —. Le 22 décembre il fut détenu par la police, avec d'autres membres du comité exécutif. Le gouvernement finit par libérer Carrillo quelques jours plus tard, bien qu'il envisageât avait également la possibilité de l'expulser du pays,,,,.
Dès que Carrillo quitta la clandestinité, la presse d'extrême droite lança une dure campagne contre lui, faisant allusion à sa responsabilité présumée dans le massacre de Paracuellos. Le 3 janvier 1977, le journal El Alcázar consacrait ses cinq premières pages à la publication de la liste des « martyrs de Paracuellos del Jarama » et le 10, Alfonso Paso publiait un article dans lequel il qualifiait Carrillo de « prédicateur du fascisme communiste, assassin et pieds plats. » Dans les jours suivants, d'autres articles furent publiés sous le titre « Les massacres de Carrillo » et sur « La domination rouge en Espagne ». Le 22 janvier , Fuerza Nueva affichait en une « Carrillo, assassin de 1 500 soldats » (deux jours plus tard avait lieu le massacre d'Atocha auquel participèrent deux membres de Fuerza Nueva ; toutes les victimes, cinq assassinées et quatre grièvement blessées, étaient des militants du Parti communiste espagnol).
Le PCE ne fut pas légalisé à ce moment, mais son secrétaire général put convoquer une conférence de presse avec les deux autres dirigeants eurocommunistes, le français Georges Marchais et l'italien Enrico Berlinguer. Contre l'avis du président des Cortes Torcuato Fernández Miranda et du vice-président du gouvernement Alfonso Osorio, le dimanche 27 février Suárez rencontra secrètement Carrillo au domicile du journaliste et avocat José Mario Armero, qui jusqu'à présent avait servi d'intermédiaire entre les deux hommes, parvenant à un compromis qui durerait le reste de la transition,, : le PCE freinerait la pression populaire dans les rues, accepterait la monarchie et le drapeau sang et or en échange d'une légalisation prochaine,, soit « Légalisation » en échange de « légitimité ». Le roi était favorable à la légalisation. Quelques mois auparavant, il avait envoyé un représentant à Bucarest pour rencontrer le dictateur communiste Ceaucescu, proche ami de Santiago Carrillo, et explorer les pistes pour parvenir à un accord éventuel.
Le gouvernement adressa la demande de légalisation du PCE à la Cour suprême afin qu'elle pût décider si, selon les statuts qu'il avait présentés le 11 février, il s'agissait d'un groupe politique « totalitaire »— ce qui rendrait impossible son inscription sur le registre des partis —. Mais le haut tribunal se récusa le 30 mars et renvoya le dossier au gouvernement pour la décision finale. À cette époque, les sondages d'opinion montraient un résultat favorable à la légalisation (45 % favorable contre seulement 17 % contre),,.
En fin, le 9 avril, après avoir reçu un rapport favorable du Parquet et profitant du fait que la moitié du pays était en vacances pour la Semaine sainte, le président Suárez prit la décision de légaliser le PCE, la plus risquée de toute la transition,,. « La clé de la crédibilité interne et externe du processus politique [de la transition] était la reconnaissance du PCE », écrirait Adolfo Suárez des années plus tard.
Le 9 avril, samedi saint, les militants communistes descendirent dans la rue avec leurs drapeaux rouges l'évènement qu'était leur légalisation après trente-huit d'interdiction. Des réactions négatives se manifestèrent immédiatement. Manuel Fraga, leader d'Alianza Popular, qualifia la décision de Suárez de « véritable coup d'État, qui a transformé la réforme en rupture et qui a brisé à la fois la légalité et la légitimité. » FE de las JONS parla de « fraude historique, politique et juridique [qui] met en très grave danger la coexistence nationale et la paix entre les Espagnols. » Le militant d'extrême droite Juan García Carrés (plus tard impliqué dans le 23-F) déclara : « L'Espagne et tous ceux qui sont morts dans notre croisade ont été trahis. » Le magazine Fuerza Nueva publia que la prolifération des « drapeaux soviétiques dans les rues » était un présage de guerre civile.
La réaction la plus grave vint des Forces armées. Le ministre de la Marine, l'amiral Gabriel Pita da Veiga, démissionna et le gouvernement dut recourir à Pascual Pery Junquera, un amiral de la réserve, pour occuper son poste, car aucun militaire actif ne voulait le remplacer. Le Conseil supérieur de l'Armée de terre, qui se reunit en urgence le mardi 12, exprima son respect disciplinaire devant le « fait accompli » « en considération des intérêts nationaux d'ordre supérieur », bien qu'il n'évitât pas d'exprimer sa réprobation de la mesure. De hauts commandants militaires manifestèrent l'opinion selon laquelle Suárez leur avait « menti » lors de la réunion qu'ils avait eue avec lui le 8 septembre et qu'il les avait « trahis »,,,. Le ministre de l'Armée, le lieutenant général Félix Álvarez-Arenas Pacheco (qui ne présidé pas la réunion du Conseil supérieur de l'Armée mais fut remplacé par le chef d'État-major, le lieutenant général José Miguel Vega Rodríguez, qui s'entretint avec Suárez à sa place), déclara qu'il avait été maintenu « sans information et marginalisé » et envoya une note à tous les officiers et sous-officiers de l'Armée dans laquelle il faisait écho à la « profonde et unanime répulsion » de l'Armée pour la légalisation du PCE. Ce même jeudi 14 avril, le cabinet de presse du ministère de l'Armée publiait une note rapportant les décisions prises lors de la réunion du Conseil supérieur de l'Armée. Il y était dit que « la légalisation du PC a suscité une répulsion générale dans toutes les unités de l'Armée. Cependant, en considération des intérêts nationaux supérieurs, elle admet avec discipline le fait accompli », ajoutant ensuite que « Le Conseil estime que le Gouvernement doit être informé que l'Armée, unanimement unie, considère comme une obligation non négociable de défendre l'unité de la Patrie, son Drapeau, l'intégrité des institutions monarchiques et la bonne renommée des Forces Armées. » Le lendemain, vendredi 15 avril, tous les journaux publiaient la note, mais le journal d'extrême droite El Alcázar la publiait en première page avec le titre « La déclaration du Conseil Supérieur de l'Armée. Avertissement au Gouvernement », ajoutant deux paragraphes, qui constituaient, selon le journal, la « version officieuse » de ce qui avait été décidé par le Conseil supérieur :

« L'Armée exprime son mécontentement face à la détérioration de l'image du Roi dont le gouvernement est coupable. Elle considère inadmissible que, par une erreur administrative, le ministre de l'Armée ne soit pas informé à temps d'une décision cruciale du gouvernement dont il fait partie.
Et enfin, l'Armée est prête à résoudre les problèmes par d'autres moyens si c'était nécessaire. »

Le lendemain, samedi 16 avril, la note publiée par El Alcázar fut désavouée par le ministère de l'Armée et le ministre lui-même rectifiait la note interne avec un nouveau contenu conciliant. Quatre jours plus tard, les deux militaires affectés à la Section militaire et technique du ministère chargé d'avoir diffusé la « version officieuse », le général de brigade Manuel Álvarez et le lieutenant-colonel Federico furent destitués. De plus, le journal El Alcázar fut contraint de rectifier son information sur ordre du ministère de l'Information et du Tourisme. Un document confidentiel élaboré par les services d'information de l'Armée sur les « états d'opinion » des unités militaires de la Ière Région Militaire indiquait qu'il y avait « une totale indignation face à la sentiment d'avoir été trompé » par le président du gouvernement. Ce même samedi 16 avril, les journaux madrilènes, à l'exception d’ABC et El Alcázar, publièrent un éditorial commun en faveur de la légalisation intitulé « Ne pas frustrer un espoir. »

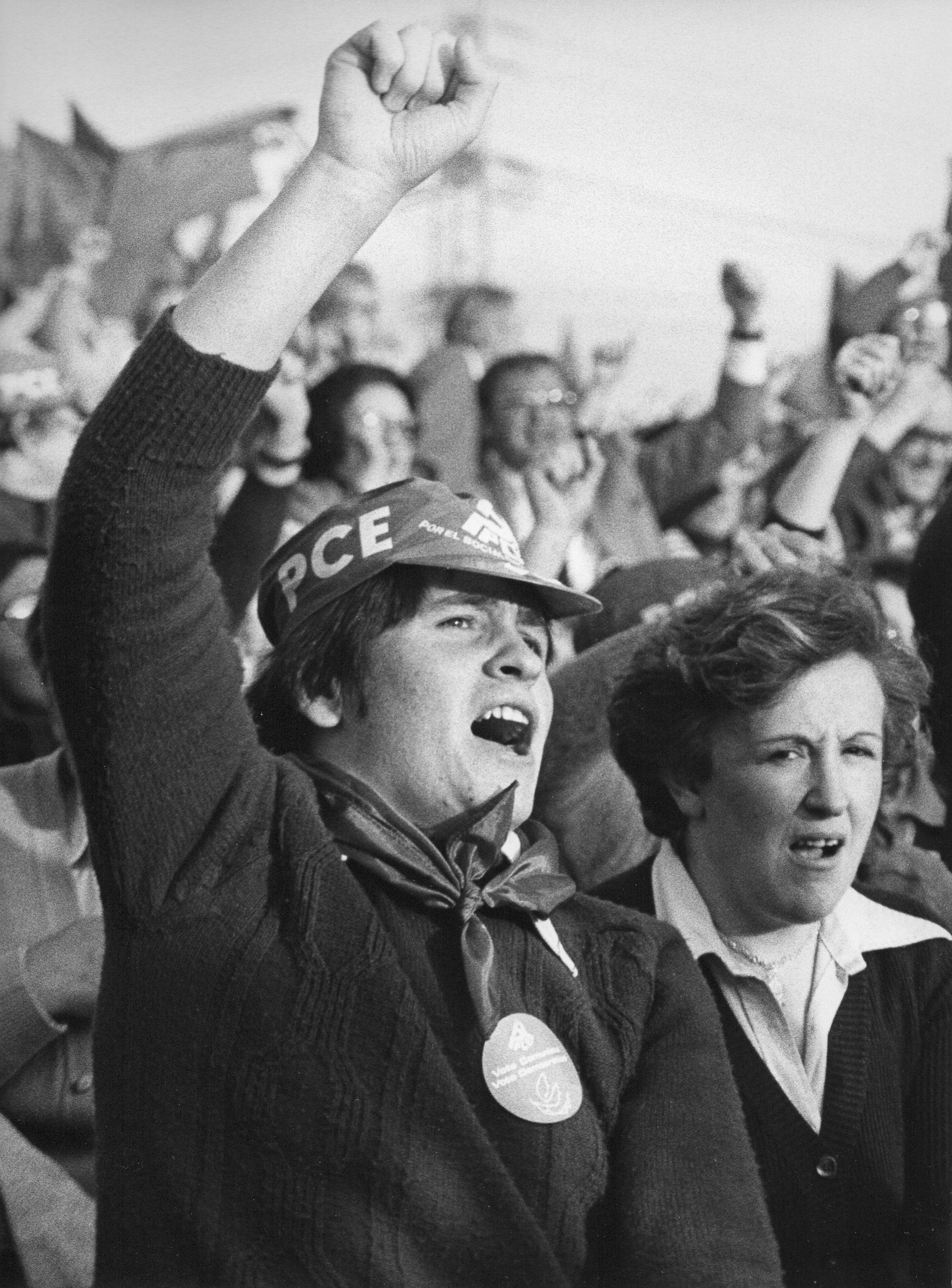
Militant communiste à la fête du PCE de 1978.

Ainsi, la légalisation du PCE fut « un authentique acte de rupture politique et symbolique avec le franquisme » et devint un « point névralgique de la transition » car « ce fut la première décision politique importante prise en Espagne depuis la guerre civile sans l'approbation de l'armée et contre son opinion majoritaire ».
Le Parti communiste, en contrepartie, et Santiago Carrillo s'y employa durement, dut accepter la monarchie comme forme de gouvernement et le drapeau sang et or, et les drapeaux républicains disparurent de ses meetings,. Le 14 avril, Adolfo Suárez, qui au petit matin n'avait pas réussi à convaincre les hauts commandements de l'Armée de la nécessité de légaliser le PCE, ce qui ouvrait la possibilité d'un coup d'État militaire, avait demandé à Santiago Carrillo, par l'intermédiaire de José Mario Armero, de faire « une déclaration dans laquelle il garantisse l'unité de l'Espagne, le respect de la Couronne et de son drapeau et le rejet de l'usage de la violence. » C'est ce que fit Carrillo le lendemain lors d'une conférence de presse qu'il convoqua avec deux grands drapeaux derrière lui, le drapeau rouge du PCE et celui de la monarchie. Après avoir reçu la communication de Suárez, Carrillo avait déclaré au Comité central du PCE réuni ces jours-là : « Nous nous trouvons dans la réunion la plus difficile que nous ayons eue jusqu'à aujourd'hui depuis avant la guerre. Il est possible décider dans les heures qui viennent si l'on va à la démocratie ou si l'on entre dans une régression très grave [...] Je ne dramatise pas, je dis en ce moment ce qui est,.
Le 13 mai, atterrit à Madrid un avion en provenance de Moscou à bord duquel se trouvait Dolores Ibárruri, la Pasionaria, qui revenait en Espagne après un exil de 38 ans. De la capitale soviétique, elle avait déclaré qu'elle revenait « sans haines ni rancœurs qui limiteraient la grandeur de ces heures décisives pour le présent et l'avenir de la démocratie dans notre pays. »

### Dissolution du Movimiento Nacional et légalisation des syndicats. Cession des droits dynastiques par Juan de Bourbón. Démission de Fernández Miranda. Semaine pro-amnistie au Pays basque
Au petit matin du 8 avril, un jour avant la légalisation du PCE, l'énorme joug et flèches (es), emblème de la Phalange, avaient été retirés de la façade du bâtiment du Secrétariat général du Mouvement situé au numéro 44 de la rue d'Alcalá de Madrid, conformément au décret du 1er avril, par lequel le gouvernement avait mis fin au Movimiento Nacional, institution de la dictature franquiste. Ses organes politiques, incluant le poste de ministre secrétaire général du Movimiento, furent supprimés et ceux à caractère d'assistance sociale furent incorporés à l'administration de l'État et les membres de sa bureaucratie devinrent fonctionnaires.
À la fin du même mois d'avril, le 28, les syndicats furent légalisés, y compris les Commissions ouvrières, qui étaient étroitement liées avec le Parti communiste espagnol, et l' Organisation syndicale espagnole franquiste (OSE) transformée en Administration institutionnelle des services socioprofessionnels (AISS) qui ne disparut qu'en 1986. Le patrimoine de l'OSE, comme ceux du Movimiento, passa à l'État, y compris ses médias, soit 39 journaux, 40 radios, 10 magazines et une agence de presse (Pyresa). Tous constituent l'organisme Moyens de communication sociale de l'État (le 22 avril, l'exemplaire du journal Arriba sortit sans l'emblème phalangiste (es)). Quelques mois plus tôt, le Tribunal de l'ordre public franquiste avait été aboli, « remplacé par un Tribunal national chargé de juger les délits de terrorisme et d'autres au niveau de l'État. »

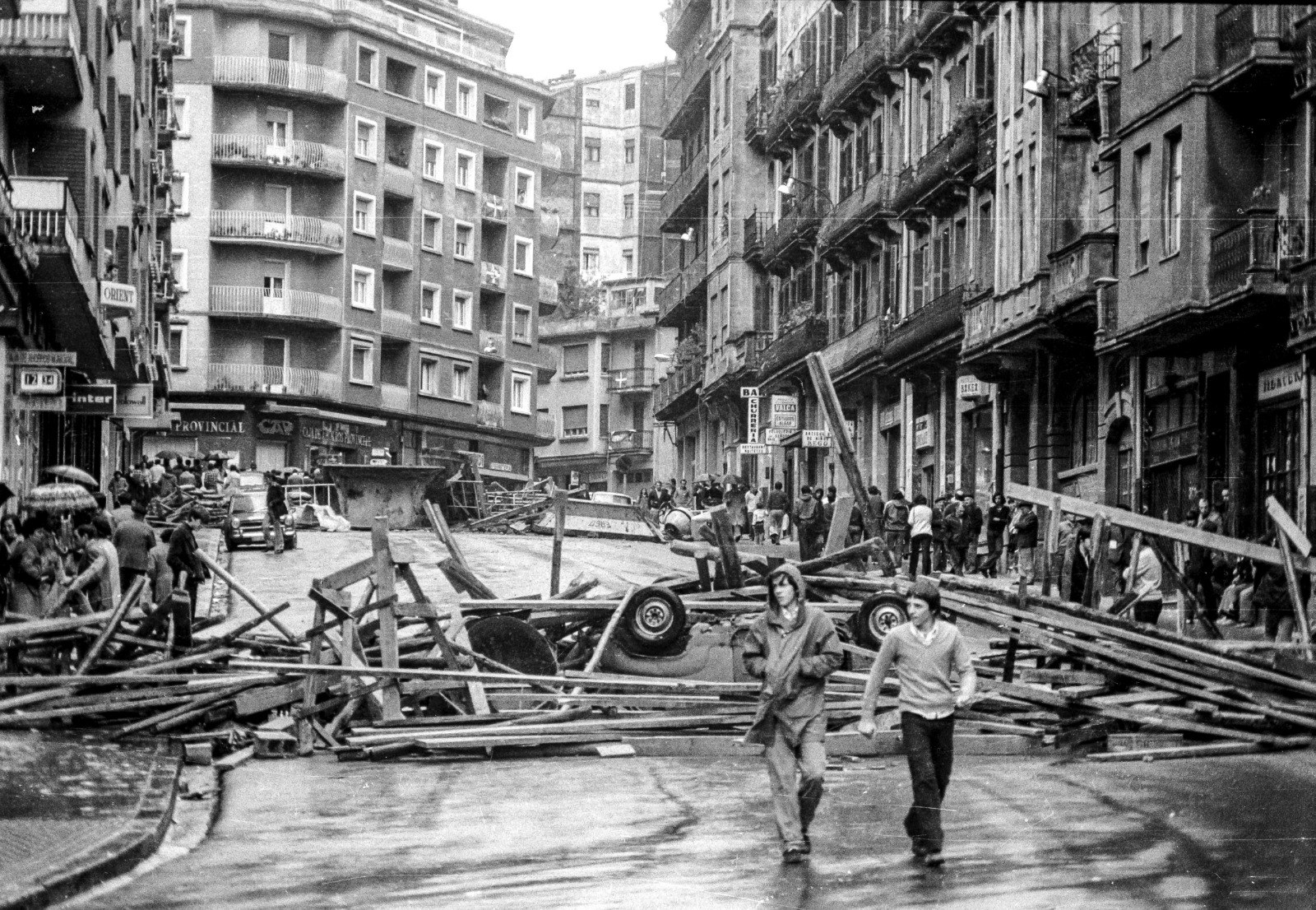
Barricades érigées à Saint-Sébastien lors de la semaine pro-amnistie du 8 au 15 mai au Pays basque.

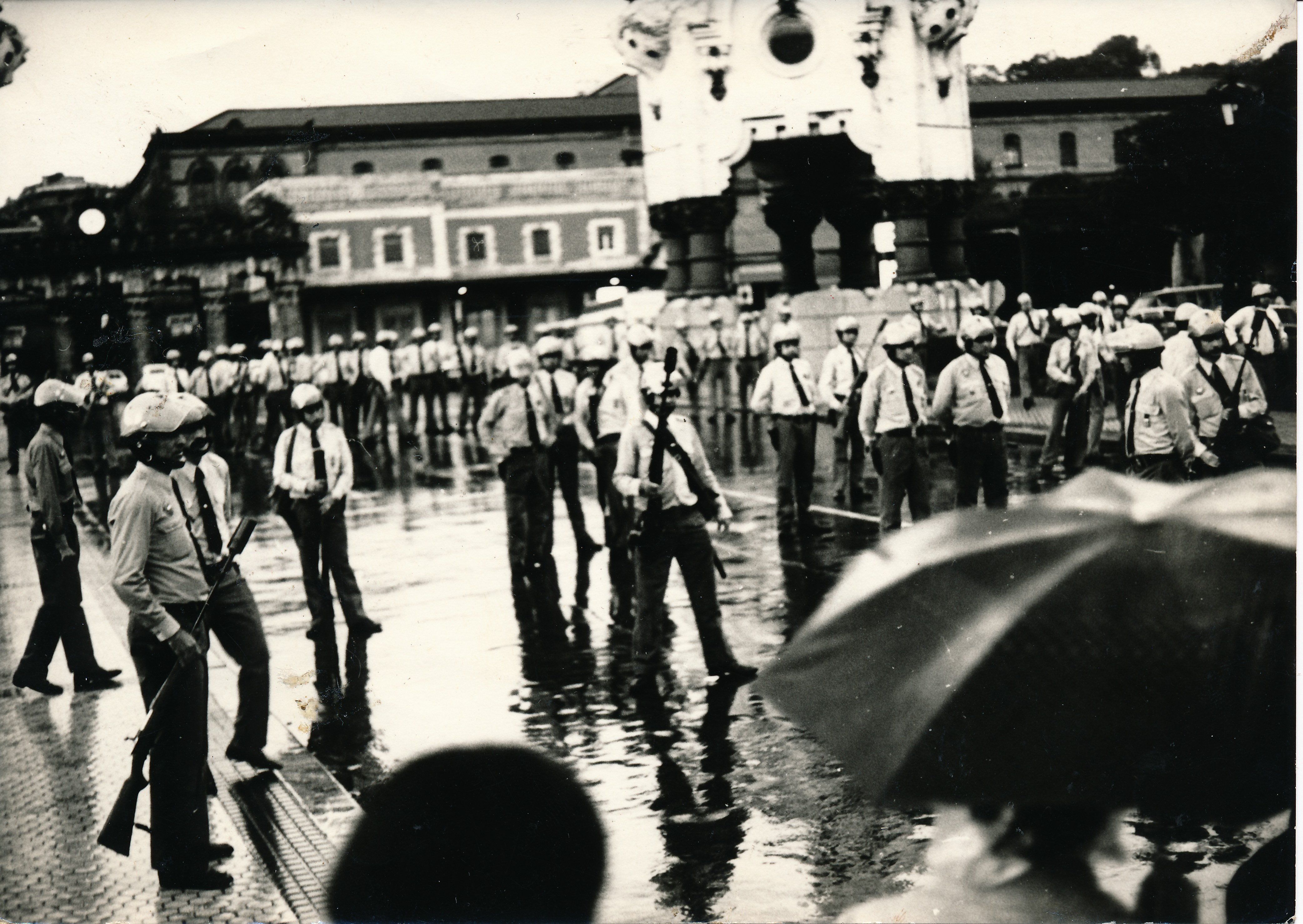
Les forces anti-émeutes de la Police armée se préparent à intervenir à Saint-Sébastien.

Le 14 mai, au lendemain de l'arrivée de la Pasionaria à Madrid, lors d'une modeste et émouvante cérémonie organisée au palais de la Zarzuela, Juan de Borbón cédait ses droits sur la couronne espagnole à son fils, le roi Juan Carlos I, sur lequel reposa dorénavant la légitimité dynastique. « Le roi doit être celui de tous les Espagnols. La monarchie doit être un État de droit, dans lequel les dirigeants et les gouvernés doivent être soumis aux lois dictées par des corps législatifs constitués par une authentique représentation populaire », dit don Juan à son fils,.
Fin mai, Torcuato Fernández Miranda, qui avait été l'« un [des] artisan[s] important[s] de la transition en tant que président des Cortes », présenta sa démission, ce qui sembla marqua le début d'une nouvelle phase politique. Selon Alfonso Pinilla García, sa démission était due au fait que sa mission était déjà remplie — « son rôle à la tête d'un navire — la Réforme politique — que Suárez pilotait et que promut par le roi, mais un navire dont la route était tracée » — et à son désaccord avec la légalisation du PCE, qu'il jugeait prématurée.
Le Pays basque resta, pendant toute cette période, en pleine effervescence politique. L'élargissement de l'amnistie approuvée par le gouvernement le 11 mars, qui avait permis la libération des prisonniers de l'ETA, n'avait pas satisfait la revendication d'une « amnistie totale », si bien que le climat de conflit se poursuivit, notamment pendant la semaine pro-amnistie du 8 au 15 mai au cours de laquelle sept personnes moururent à cause de la répression policière. Cependant, le 20 mai, ETA annonçait une trêve dans la « lutte armée ».

### Élections de 15 juin 1977: l'aboutissement de la «rupture concertée»
Le 18 mars 1977, le gouvernement promulgua le décret-loi qui réglementait les élections de juin. Pour le Congrès des députés, il instaurait un système électoral de représentation proportionnelle corrigée — par l'application du système D'Hont et, surtout, par l'instauration d'un minimum de deux députés par province, conférant aux « les provinces les moins peuplées de l'intérieur espagnol, comme prévisiblement plus conservatrices » un avantage considérable en termes de représentation au détriment des zones urbaines et industrielles les plus peuplées,, — et des listes fermées et bloquées ; pour le Sénat, un système électoral majoritaire et de liste ouverte, dans lequel 41 sièges, sur les 207, n'étaient pas éligibles mais seraient désignés directement par le roi. Deux mois plus tard, 111 partis avaient demandé leur inscription au registre, dont 78 furent légalisés. La presse commença à parler de « soupe de sigles. »

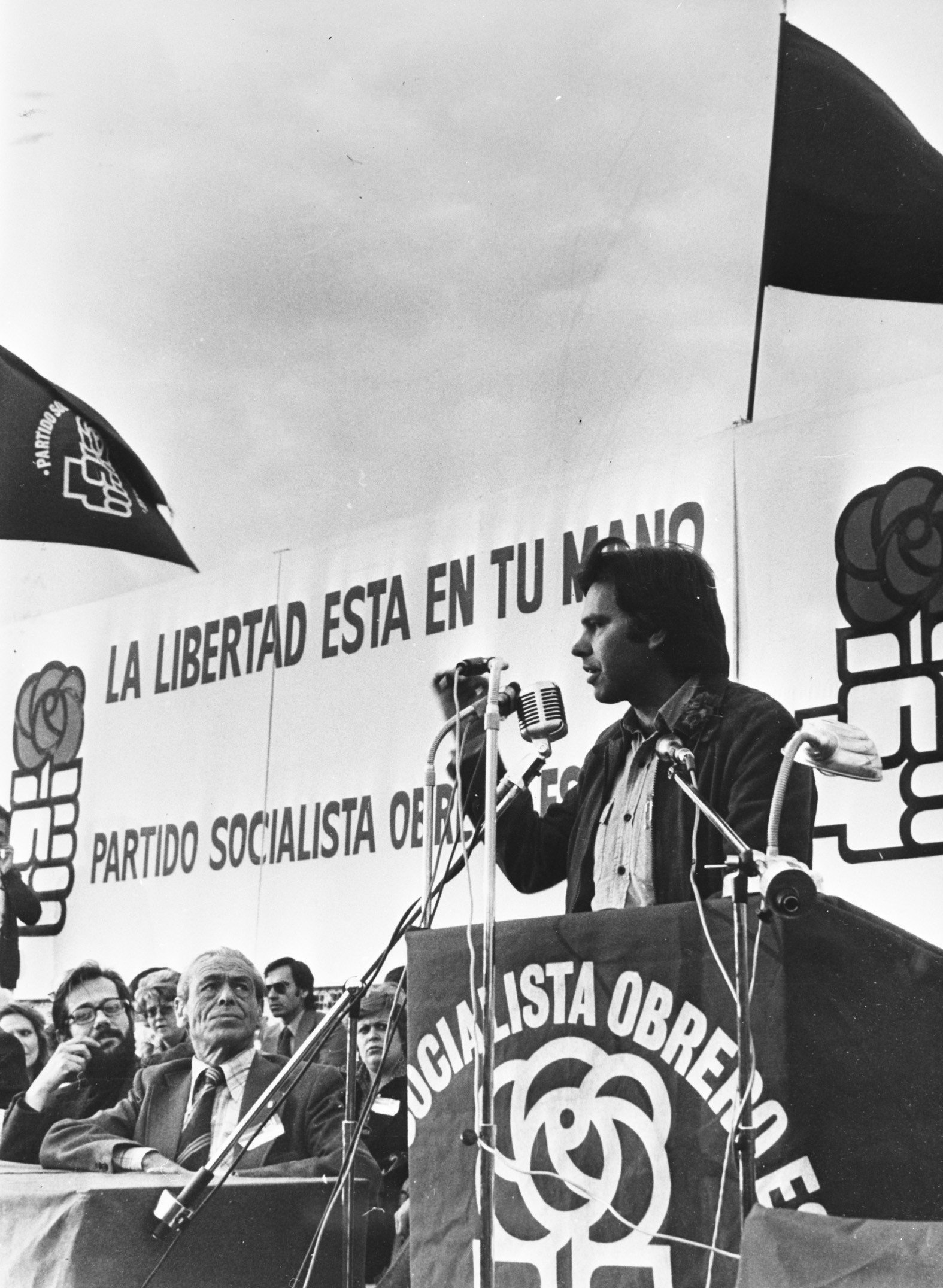
Le secrétaire général du PSOE Felipe González lors d'un meeting électoral. En arrière-plan, le slogan de la campagne : « La liberté est entre tes mains ».

À gauche, le panorama était dominé par les deux partis historiques, le PSOE et le PCE. Le premier, beaucoup moins implanté que le PCE, avait pu tenir son XXVIIe Congrès en Espagne en décembre 1976, le premier après quarante ans de dictature, grâce à la tolérance du gouvernement puisqu'il n'était pas encore légalisé. Le PSOE se réaffirma lors de ce congrès en tant que parti socialiste marxiste et républicain, même s'il défendait dans l'immédiat un programme modéré — mettre en œuvre une série de réformes sociales et économiques permettant d'atteindre un niveau de bien-être et de protection sociale comparable à de l'Europe du Nord, grâce aux années de gouvernements sociaux-démocrates —,. Lors du Congrès, organisé sous le thème Le socialisme est liberté et auquel participèrent d'importants dirigeants socialistes européens, se trouva confirmé la prééminence du « groupe sévillan » dirigé par Felipe González et Alfonso Guerra.
L'espace socialiste » se trouvait néanmoins disputé au PSOE par le Parti socialiste populaire du professeur Enrique Tierno Galván ainsi que d'autres partis socialistes de portée « régionale » — parmi lesquels se distinguait le Mouvement socialiste de Catalogne — qui formaient la Fédération des partis socialistes (es) (FPS), qui choisirent finalement de présenter des candidats d'une liste d'« Unité Socialiste » commune PSP-FPS, au lieu de rejoindre le PSOE, qui refusa de former une coalition avec eux,.

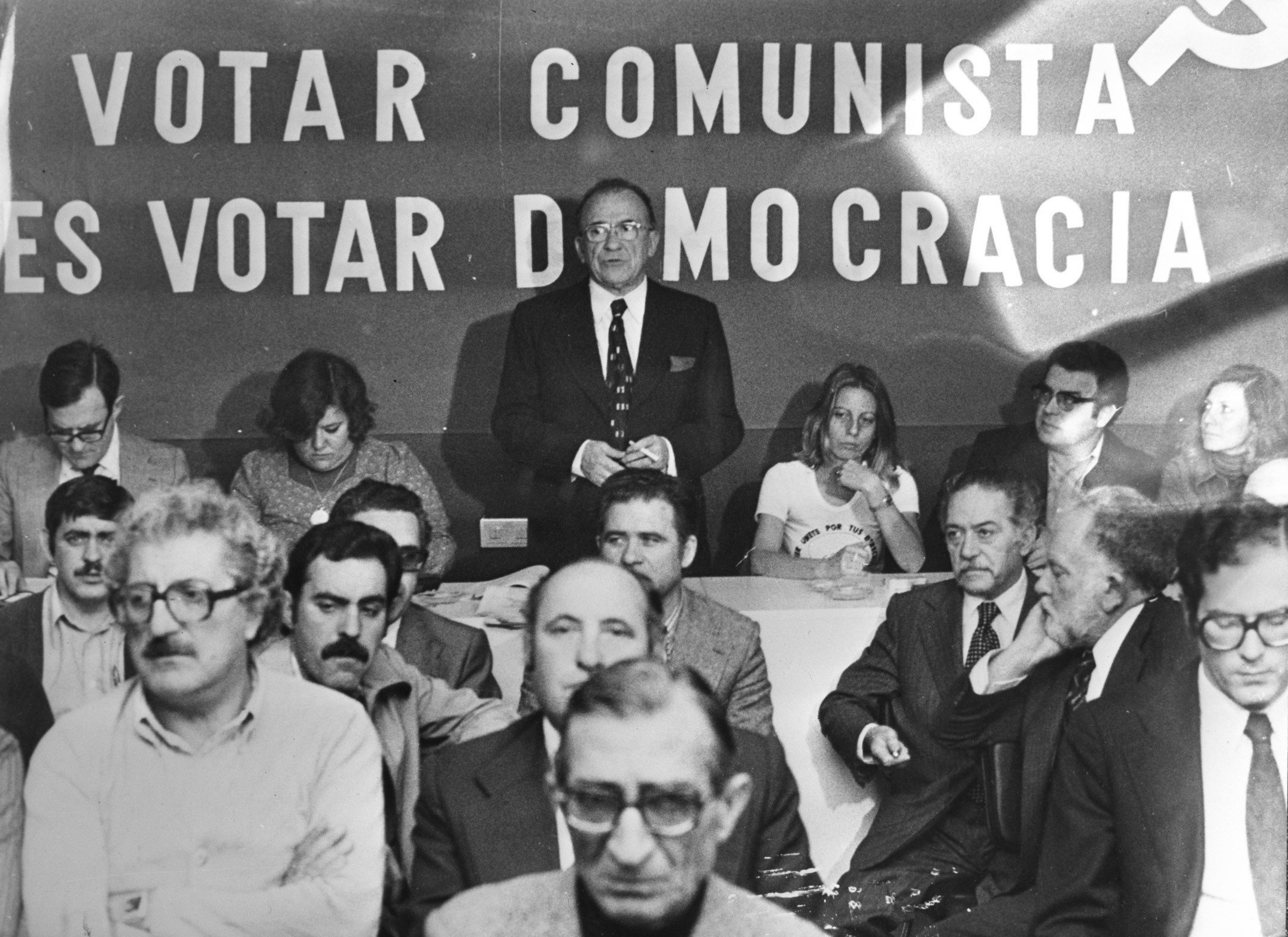
Cérémonie de présentation de la candidature du PCE présidée par son secrétaire général Santiago Carrillo. À sa droite Ramón Tamames et Cristina Almeida et à sa gauche Pilar Brabo. Au premier plan le cinéaste Juan Antonio Bardem. En arrière-plan, le solgan électorale : « Voter communiste, c'est voter la démocratie ».

Pour sa part, le PCE, parti hégémonique de l'anti-franquisme, avait abandonné le marxisme-léninisme et sa dépendance à l'égard du Parti communiste de l'Union soviétique, défendant désormais le dénommé eurocommunisme, voie démocratique pour réaliser le socialisme — idée qu'il partageait avec les partis communistes italien et français — sans pour autant abandonner complètement le modèle léniniste de la révolution d’Octobre de 1917. Avec le PCE et lui disputant « l'espace communiste », il existait un grand groupe de petites organisations et de partis d'extrême gauche qui ne furent pas légalisés et ne purent donc pas se présenter aux élections sous leur propre acronyme — Mouvement communiste (es), PCE (marxiste-léniniste), Parti du travail d'Espagne (es), Ligue communiste révolutionnaire, Organisation révolutionnaire des travailleurs, Organisation communiste d'Espagne (Drapeau rouge), etc., —. D'autre part, les partis républicains, avec une faible implantation, ne furent pas non plus légalisés et durent également se présenter camouflés aux élections — comme ce fut le cas de l'historique Esquerra Republicana de Catalunya —. Les carlistes ne pouvaient pas non plus se présenter sous leurs propres sigles.

Logo d'Alianza Popular, la coalition composée de sept anciens ministres franquistes et dirigée par Manuel Fraga.

À droite, la situation était plus confuse. À l'extrême droite, le « bunker » franquiste apparaît très fragmenté entre différents groupes phalangistes et Fuerza Nueva, qui se présenta aux élections sous la candidature de l'Alliance nationale du 18 juillet (es). Parmi les « réformistes » de Franco, Manuel Fraga Iribarne dirigeait le secteur qui soutenait que la réforme de Suárez allait trop loin. C'est ainsi qu'apparut en octobre 1976 une coalition baptisée Alliance populaire (Alianza Popular) composée de sept anciens ministres franquistes (même si l'un d'entre eux (es) n'avait été que sous-secrétaire), surnommés par une partie de la presse les « sept magnifiques » : Manuel Fraga (Réforme démocratique (es)), Laureano López Rodó (Action régionale (es)), Federico Silva Muñoz (Action démocratique espagnole (es)), Cruz Martínez Esteruelas (es) (Union du peuple espagnol (es)), Gonzalo Fernández de la Mora (Union nationale espagnole), Licinio de la Fuente (Démocratie sociale) et Enrique Thomas de Carranza (es) (Union sociale populaire (es)),,. Selon l'historien Javier Tusell, la prétention de Fraga était de « structurer le franquisme sociologique (es), ». Dans les listes de candidats présentées en juin figuraient 183 procurateurs des Cortes franquistes, en plus de l'ancien président Carlos Arias Navarro, candidat au Sénat pour la province de Madrid, qui ne fut pas élu.

Logo de l'Union du centre démocratique, la coalition de 15 partis dirigée par Adolfo Suárez, formation politique qui obtint le plus grand nombre de sièges aux élections générales de juin 1977, mais sans atteindrant la majorité absolue.

De leur côté, les « réformistes » de Franco qui soutenaient la réforme de Suárez fondèrent en novembre 1976 un parti qu'ils baptisèrent Parti populaire — reprenant le nom des partis démocrates-chrétiens européens —. Le parti, dirigé par Pío Cabanillas et José María de Areilza, défendait l'option centriste « dans l'intention d'éviter la politisation de la vie espagnole en deux blocs antagonistes », comme l'indique son manifeste fondateur. De ce parti surgit l'idée de former une grande coalition qui accueillerait également les partis d'opposition « modérés » — les libéraux d'Ignacio Camuñas et Joaquín Garrigues Walker ; démocrates-chrétiens de Fernando Álvarez de Miranda ; les sociaux-démocrates de Francisco Fernández Ordóñez —. C'est ainsi qu'apparut la coalition de 15 partis qui devint finalement l'Union du Centre Démocratique (UCD), dirigée par Adolfo Suárez lui-même, accompagné des principaux ministres de son gouvernement — « les hommes du président » —, délogeant les fondateurs du Parti populaire. José María de Areilza fut contraint de l'abandonner. La décision de Suárez de se présenter aux élections, rendue publique le 3 mai, suscita des polémiques, « car beaucoup considèrent que sa position privilégiée de président de l'exécutif peut être mise à profit dans sa carrière électorale en tant que candidat. » Il avait également l'aval des États-Unis — comme le fit savoir le président Jimmy Carter à Suárez lors de sa visite à Washington D.C. en avril —, qui préférait « un changement progressif en Espagne, une transition vers une démocratie qui ne penche pas trop à gauche et qui ne passe pas par les « altérations révolutionnaires » connues au Portugal. » Il était également soutenu par le Parlement européen qui, le 22 avril 1977, avait approuvé une résolution reconnaissant que Suárez avait tenu les promesses de démocratisation qu'il avait faites dès son accession à la présidence du gouvernement.
Les seuls partis de l'opposition démocratique « modérée » non intégrés dans « l'opération UCD » étaient les démocrates-chrétiens de la Gauche démocratique (es) de Joaquín Ruiz Giménez et la Fédération démocratique populaire de José María Gil Robles, alliés à deux partis démocrates-chrétiens « régionaux ». partis (Unió Democrástica de Catalunya et Unió Democràtica del País Valencià), qui formaient l'équipe chrétienne-démocrate de l'État espagnol. Ni les nationalistes basques du PNV ni les nationalistes catalans de Convergència Democràtica de Catalunya, dirigés par Jordi Pujol, ne s'incoportèrent à l'UCD.

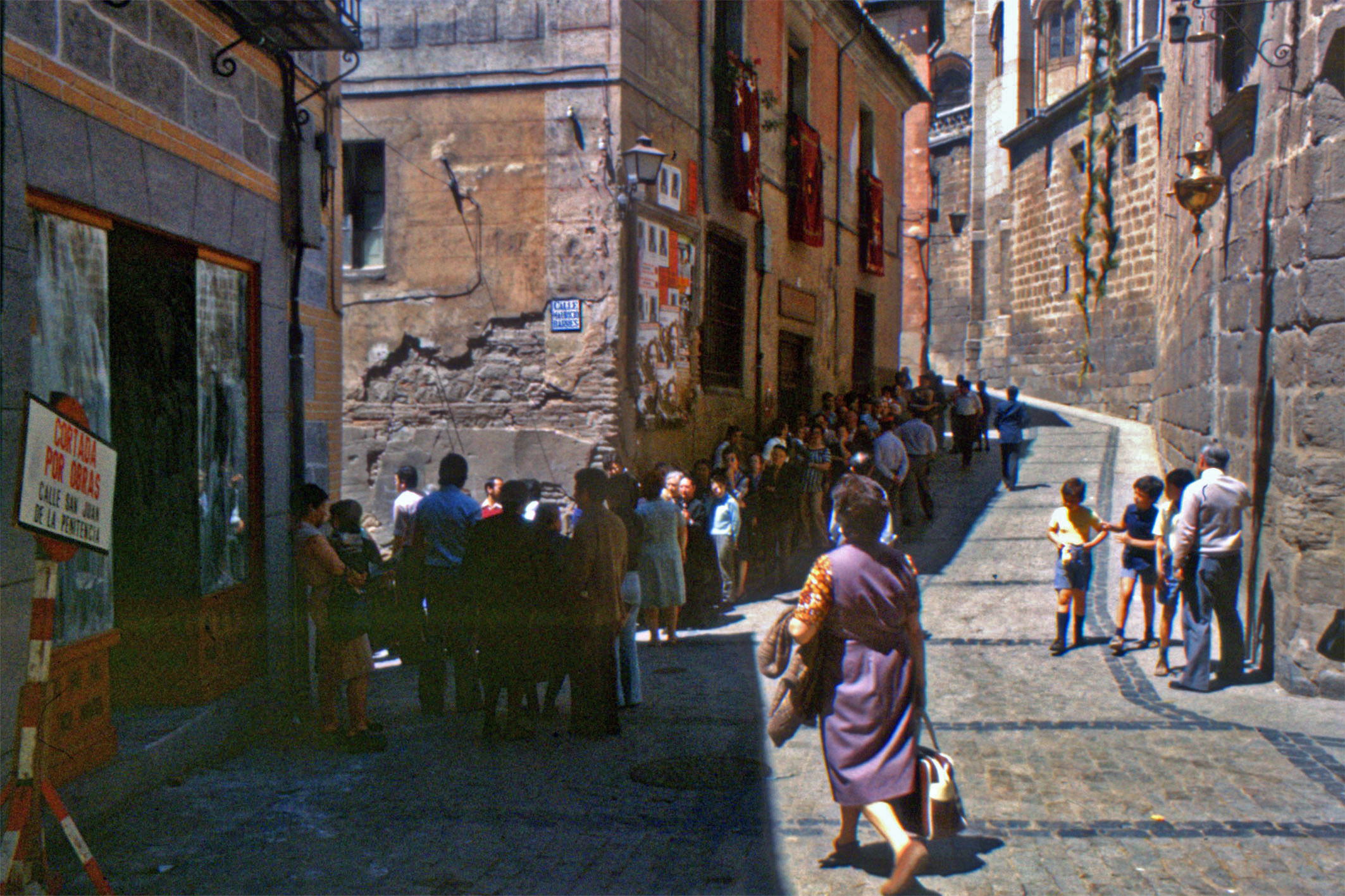
Les gens se rassemblent devant un bureau de vote à Tolède le 15 juin 1977. Ce jour-là eurent lieu les premières élections libres depuis février 1936. Avec une participation de 78,83 %, l'Union du Centre Démocratique d' Adolfo Suárez a obtenu la majorité simple aux Cortes pour la législature constituante, qui a pris fin après la promulgation de la Constitution de 1978.

Après une campagne électorale a été très intense, « avec plus de vingt mille rassemblements et événements publics », les élections générales furent célébrées le 15 juin 1977 sans incident et avec un taux de participation très élevé, proche de 80 %. Elles furent remportées par l'UCD, sans toutefois lui permettre d'atteindre la majorité absolue au Congrès des députés comme l'espéraient Adolfo Suárez et certains de ses conseillers : elle obtint 34 % des voix et 165 sièges ; à 11 sièges de la majorité absolue, située à 176,. Cette victoire de l'UCD exprime le fait que la coalition avait réussi à capitaliser sur la grande popularité du président Suárez et sur les énormes avantages que lui accordait la seule chaîne de télévision qui existait alors en Espagne (TVE), ainsi que les généreux crédits que les banques lui accordèrent pour financer sa campagne. Les pratiques clientélaires influencèrent également le résultat, les élections s'étant tenues avec des corporations municipales occupées par des maires et des conseillers franquistes. Néanmoins, selon Xosé Manuel Núñez Seixas la clé du scrutin résidait dans ce que les enquêtes d'opinion avaient mise en lumière : « la majorité des citoyens se situaient approximativement au centre sociologique, non seulement dans les zones rurales et semi-urbaines, mais aussi dans la plupart des zones urbaines. »

Répartition des voix par province aux élections générales espagnoles de 1977.

Le deuxième vainqueur des élections fut le PSOE, qui devint le parti hégémonique de la gauche — en obtenant 29,3 % des voix et 118 députés — devançant largement le PCE — 9,3 % des voix et 20 députés —, bien qu'il fût le parti qui avait joué le plus grand rôle dans la lutte anti-franquiste ; le PSP de Tierno Galván fut également évincé, n'obtenant que 6 députés et 4 % des voix. Le triomphe du PSOE, selon Núñez Seixas, est dû à « un surprenant retour de la mémoire historique : dans des régions comme le Pays valencien, une partie de la Manche, Aragon, Murcie, les îles Baléares ou Almería, où il disposait à peine d'une présence militante [...] le PSOE émergeait avec force et semblait reproduire partiellement sa géographie électorale de la Seconde République », mais surtout « au leadership de González, jeune et charismatique, [qui] possédait deux vertus additionnelles : il était capable de séduire beaucoup de votants potentiels d'autres options de gauche et n'effrayait pas les électeurs modérés. González incarnait l'avenir, tandis que Carrillo ou la Pasionaria représentaient, aux yeux de nombreux Espagnols, le passé en noir et blanc et certains de ses fantômes. En ce sens, il ressemblait à Suárez. »
Avec le PCE, l'autre grand perdant des élections fut l'AP de Fraga, qui n'obtint que 8,3 % des voix et 16 députés — dont 13 avaient été ministres sous Franco — même si le plus grand revers fut subi par la démocratie chrétienne de Ruiz Giménez et Gil Robles, qui n'obtint aucun député,. L’échec de la démocratie chrétienne peut s'expliquer du fait que la hiérarchie de l’Église catholique ne la soutenait pas et que son programme n’avait aucun lien avec son électorat potentiel. En revanche, ni l'extrême droite — qui n'obtint qu'un total de 192 000 voix — ni l’extrême gauche n’obtinrent de représentation parlementaire,.
Selon Xosé Manoel Núñez Seixas, « avec quelques nuances territoriales, notamment au Pays basque, le message des électeurs semblait clair. C'était un soutien important pour la réforme concertée [ce qui] supposait une défaite totale à la fois de la rupture révolutionnaire et de l'immobilisme de Franco, mais aussi des partisans de la « réforme perfective » du régime précédent. »
Après les élections, un système de partis de « bipartisme imparfait » s'esquissa,, dans lequel deux grands partis ou coalitions (UCD et PSOE), proches du « centre » politique, avaient rassemblé 63 % des votes et se partageaient 80 % des sièges (283 sur 350), et deux autres partis ou coalitions se situant, avec beaucoup moins de soutien, aux extrêmes — AP à droite, le PCE à gauche —. Les exceptions au « bipartisme imparfait » était le Pays basque, où le PNV remporta 8 sièges (2,2 % de députés, et 1,6 % du total des voix), et la Catalogne, où le Pacte Democràtic per Catalunya (es) dirigé par Jordi Pujol en obtint 11 (3,1 % de sièges ; et 2,81 % des voix),,.Avec la célébration des élections, le processus de transition culmina en tant que « rupture concertée ». L'historien Santos Juliá l'analyse ainsi :

« La rupture, qui avait toujours été comprise comme une voie pacifique vers la démocratie avec le moment clé d'une grève générale, commença à être comprise comme une voie négociée : rupture cessa complètement de faire référence à l'agent qui devait conduire le processus pour désigner uniquement sa fin, une constitution. Ce serait, comme l'avait baptisé Carrillo et comme l'ont salué tous les autres, une rupture concertée [pactada]. [...] Le projet de rupture, tel qu'il avait été formulé dans des déclarations conjointes par les différents organismes de l'opposition, fut en définitive ce qui finit par se réaliser sauf sur un point : ce ne fut pas l'opposition démocratique qui dirigea le processus vers la démocratie. Mais, une fois cette évidence soulignée, cela n'a pas beaucoup de sens de spéculer sur quel type de démocratie aurait été possible si le projet de rupture avait été conduit par l'opposition. On a argumenté qu'en renonçant à diriger le processus et en se joignant finalement au projet du gouvernement, l'opposition avait abandonné en chemin la volonté d'instaurer un modèle de démocratie différent de celui qui existe réellement. Mais lorsqu'il s'agit de définir en quoi consisterait ce modèle inédit de démocratie, personne n'est, ni ne peut être, très spécifique : on se plaint que la démocratie résultante ne soit pas très participative, que les partis aient développé des tendances oligarchiques, que la société ne soit pas très mobilisée, que la qualité de la démocratie soit basse, qu'elle ne soit pas, en fin de compte, une démocratie citoyenne. Mais tout cela pourrait être dit, dans une certaine mesure, de n'importe quelle démocratie de notre temps sans qu'il soit possible d'établir un lien entre les origines et le fonctionnement [...] »

Une concrétisation emblématique du fait que les élections « closaient le régime de Franco et étégnaient également les braises d'une guerre civile qui avait divisé le peuple espagnol pendant des années » fut la dissolution du gouvernement de la Seconde République espagnole en exil par son président José Maldonado le 21 juin.

## Second gouvernement d'Adolfo Suárez (1977-1979): la construction du système démocratique

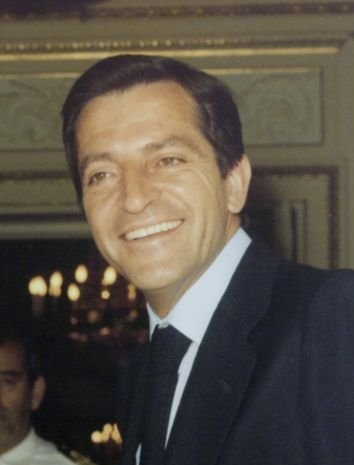
Adolfo Suárez en 1978.

### Gouvernement minoritaire de l’UCD et impérativité du «consensus»
Après les élections, la démocratie n'était pas encore une réalité, en l'absence d'une légalité démocratique. Les nouvelles Cortes, et en particulier le Congrès, étaient un îlot démocratique dans l'ensemble des institutions du pays. La législation en vigueur était encore celle du franquisme — les Lois fondamentales n'avaient pas été invalidées par la Loi pour la réforme politique — et des pratiques bien établies incompatibles avec la démocratie se poursuivaient. Le personnel des institutions — police, justice, etc. — se composaient des personnes qui avaient servi la dictature, souvent avec une approche militante. C'est notamment pourquoi Adolfo Suárez ne fut pas investi par le Parlement, ni soumis à un vote de confiance de celui-ci ; c'est le roi qui ratifia sa position (qui nomma également le président des Cortes, Antonio Hernández Gil (es), sans devoir compter sur les parlementaires),.
Pour la même raison, le président n'attendit pas l'ouverture des Cortes pour former son premier gouvernement sur la base des résultats électoraux. La composition du nouvel exécutif maintenait un équilibre entre les différents groupes qui avaient rejoint l'UCD — Joaquín Garrigues Walker et Ignacio Camuñas, du parti libéral ; Landelino Lavilla, Marcelino Oreja, José Manuel Otero Novas et Íñigo Cavero, des démocrates-chrétiens ; Francisco Fernández Ordóñez et Juan Antonio García Díez, avec l'économiste indépendant Enrique Fuentes Quintana, proposé par eux, des sociaux-démocrates — même si les postes clés étaient réservés à des personnes de confiance – Abril Martorell, Martín Villa et le général Gutiérrez Mellado, qui assuma le nouveau portefeuille de la Défense, qui unifiait les trois ministères militaires du régime de Franco ; ce général était donc le seul militaire du gouvernement, ce qui n'était pas arrivé depuis la Seconde République,,,. Le 27 juin, l'UCD cessa d'être une coalition et devint un parti — « sans idéologie claire, avec des profils flous, un centre pur aux contours flous et même changeants », selon Alfonso Pinilla García —,.
Après les élections, tous les acteurs politiques furent amenés à réajuster leurs positions. Il était évident que, tant pour gouverner que pour établir un nouvel ordre institutionnel, des accords entre forces politiques ayant des idéologies et des programmes très divers étaient essentiels. La négociation et la recherche d'accords étaient donc inévitables et portèrent leurs fruits. Suárez aurait pu rechercher un soutien parlementaire auprès d'Alianza Popular, celui lui aurait fourni une majorité absolue suffisante au Congrès des députés — l'UCD et AP avaient 181 députés, 176 étaient nécessaires —, mais les divergences entre les deux partis étaient très notables, AP se montrant opposée à l'ouverture d'un processus constituant et son positionnement sur presque toutes les sujets la plaçant sans équivoque à l' extrême droite. » D'autre part, on craignait que la situation ne pût « se stabiliser dans un scénario d'affrontement entre ces forces [de droite] et la gauche socialiste et communiste et les nationalistes catalans et basques. » Certains acteurs privilégièrent donc la configuration d'« un accord qui inclurait toutes les forces qui manifestaient leur volonté d'établir un système démocratique », en dépit d'un contexte semé d'embûches.
C'est ainsi qu'apparut ce qu'on nomma le « consensus », « un nouveau mot qui serait dès lors incorporé au lexique politique castillan de la transition espagnole vers la démocratie,. » Cependant, le consensus « signifiait concentrer le pouvoir de décision entre quelques mains, et conférer un pouvoir croissant aux dirigeants des partis politiques. »

### Loi d'amnistie et «pacte de l'oubli»

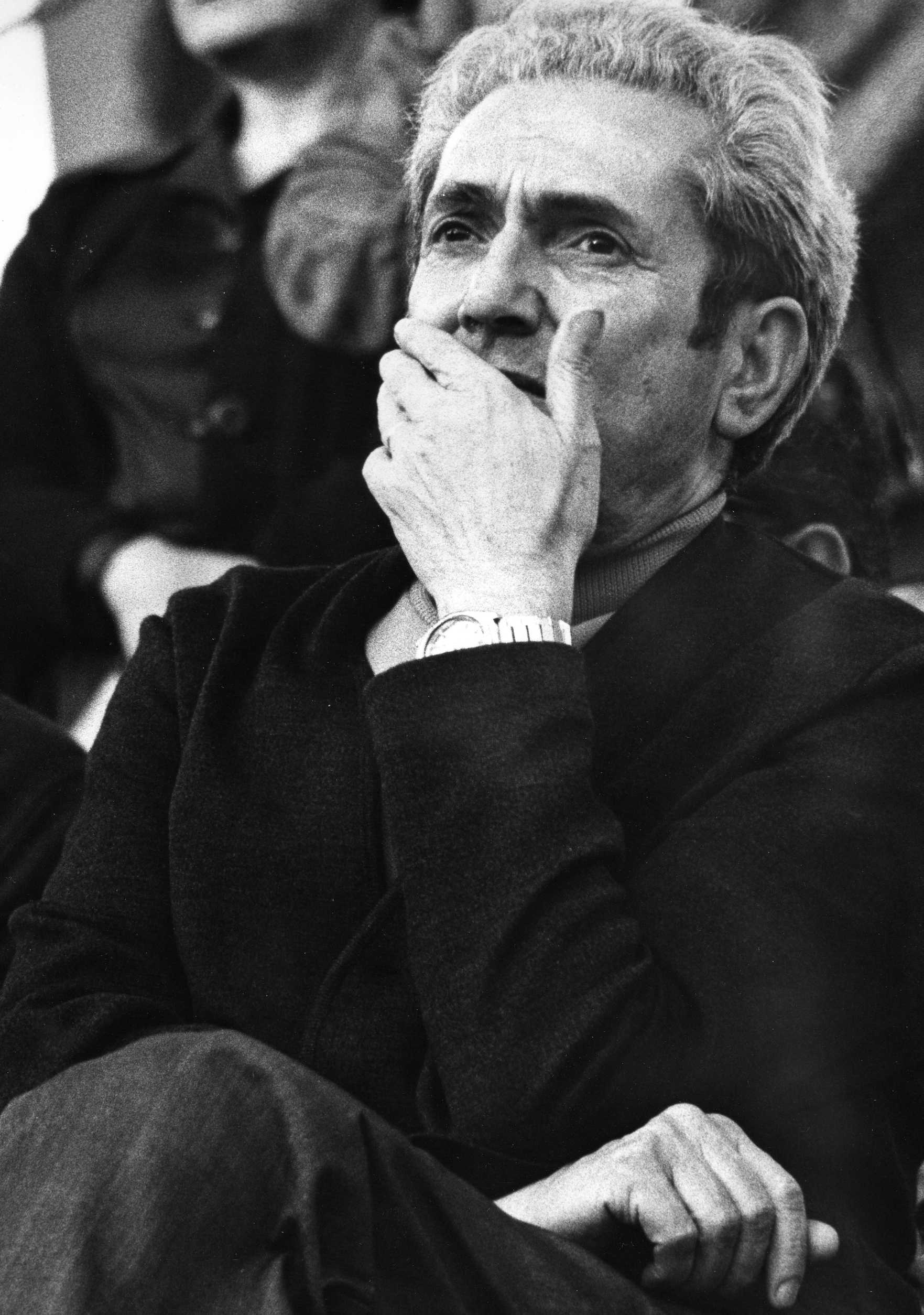
Marcelino Camacho, député communiste et leader des commissions ouvrières.

La mesure la plus urgente que prirent les députés des Cortès fut l'adoption une loi d'amnistie totale qui libérerait les prisonniers encore incarcérés pour des délits « à motivation politique », y compris les crimes « de sang ». Ce loi n'obtint pas le soutien du « franquisme sociologique » représenté par AP, qui s'absting finalement parce qu'elle ne la considérait pas comme un « bon remède . » Les membres de l'extrême droite reconnus coupables d'actes de violence après décembre 1976 furent exclus. À cause des pressions exercées par les militaires, les officiers membres de l'Union militaire démocratique ne purent réintégrer l'Armée.
Cette loi était destinée à répondre à une très vieille revendication de l'opposition antifranquiste et protègerait également les personnes qui avaient commis des crimes pendant la répression franquiste — et qui pouvaient être dénoncées maintenant qu'elles jouissaient de la liberté — si bien qu'une fois la loi approuvée, des responsabilités ne pourraient plus être retenues pour les violations des droits de l'homme commises par les appareils répressifs de la dictature. La gauche favorisa cet sorte de « Pacte de l'oubli (es) » — non pas une amnésie collective, mais un « rejet dans l'oubli », selon Santos Juliá — et le projet de loi d'amnistie a été « présenté conjointement — signe des temps — par les groupes centriste, socialiste, communiste, les minorités basque et catalane, mixte et socialistes de Catalogne.
«Il s'agissait d'une réédition de la politique de réconciliation nationale (es) prêchée pendant des décennies depuis l'exil par une partie de l' opposition antifranquiste, [...] assumée par le PCE depuis 1956 ; mais cela signifiait aussi faire table rase [...] Avec cela, on renonçait, contrairement à ce qui fut le cas au Portugal, à toute mesure de justice transitionnelle et à la purge des responsabilités et du personnel des forces de l'ordre public. Le député communiste Marcelino Camacho, emprisonné pendant la dictature, expliqua ainsi l'objectif de la loi :

« La première proposition présentée à cette Chambre fut précisément faite par la Minorité parlementaire du Parti communiste et du PSUC le 14 juillet et orientée précisément vers cette amnistie. Et ce ne fut pas un hasard, mesdames et messieurs les Députés, c'est le résultat d'une politique cohérente et conséquente qui commence avec la politique de réconciliation nationale de notre Parti. [...] Nous considérions que la pièce maîtresse de cette politique de réconciliation nationale devait être l'amnistie. Comment pourrions-nous nous réconcilier, ceux d'entre nous qui nous étions entretués, si nous ne effacions pas ce passé une fois pour toutes? »

Selon Santos Juliá, cette amnistie fut envisagée par l'opposition franquiste bien avant le début de la transition et fut pensée par « ceux qui, après l'avoir subi [la guerre civile et le franquisme], récitèrent ce passé comme une guerre fratricide » et ce sont eux à qui l'on « doit l'instance de jeter dans l'oubli le passé de la guerre civile. » Cependant, comme le souligne Paul Preston, le « pacte de l'oubli » eut un « coût » : « les proches des victimes de la dictature, les affligés et/ou leurs descendants, n'eurent pas de reconnaissance de leurs souffrances qui leur aurait permis finalement de pleurer leurs morts et d'autres pertes de vies entières [...] Tout cela dut être oublié pendant la transition en raison de la nécessité primordiale d'éviter d'entraver un processus très délicat avec des amertumes et des querelles. Le pacte de l'oubli fut inévitable dans le contexte des années 1970, lorsqu'il existait un bunker bien armé. Cependant, le pacte de l’oubli ne manqua d’entraîner l’immense injustice que des victimes qui durent taire leurs chagrins pendant près de quarante ans durent continuer à garder le silence. En ce sens, le pacte de l’oubli n’était pas un pacte entre égaux. »
Le 21 décembre 1977, le gouvernement de l'UCD supprima la « fête du 18 juillet ». Selon Julio Gil Pecharromán, à cette époque « beaucoup étaient certains que Franco et le franquisme faisaient déjà partie de l' histoire de l'Espagne. » Un mois plus tôt, l'Espagne avait été admise au Conseil de l'Europe sans aucun vote contre.

### Pactes de la Moncloa

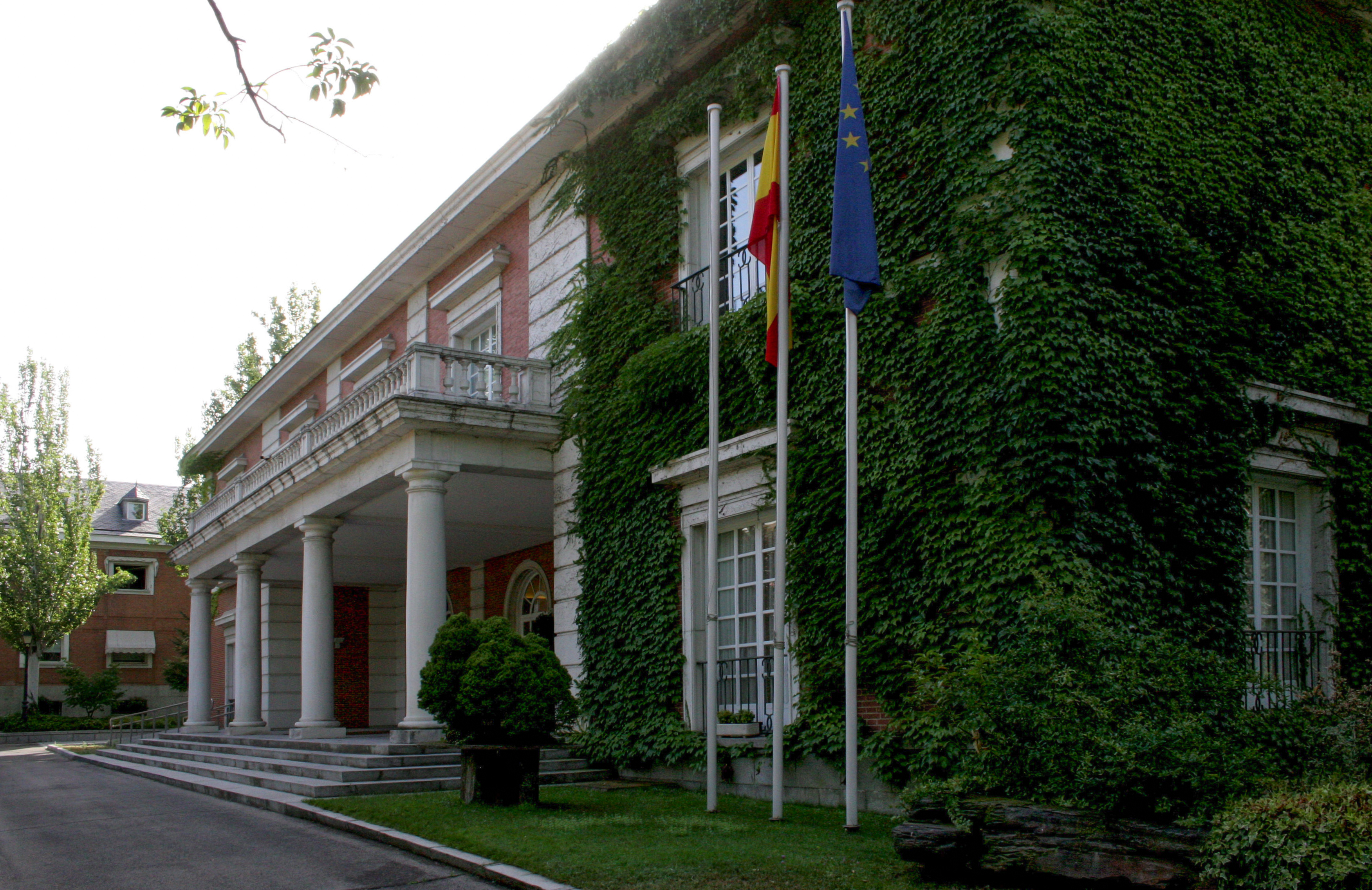
Palais de la Moncloa, siège de la présidence du gouvernement espagnol depuis 1976.

« Une fois les élections de juin 1977 passées, le gouvernement dut faire face à l'aggravation de la crise économique » et tous les grands partis s'accordèrent « pour considérer que l'instauration de la démocratie requérait un cadre de stabilité pour lequel des accords étaient indispensables. » C'est ce qui motiva la signature de ce que l'on appela les « Pactes de la Moncloa ». Il s'agissait d'un grand « pacte social » qui « compensait » par des améliorations sociales — comme l'extension de l'éducation gratuite et quelques réformes juridico-politiques —, notamment dépénalisation de l'adultère ou des contraceptifs et la réforme de certaines lois avec l'objectif que les principes démocratiques deviennent rapidement une réalité,, — les sévères mesures d'ajustement qui durent être prises pour stabiliser l'économie et réduire l'inflation en réduisant le déficit public et l'instauration de la norme selon laquelle les augmentations salariales seraient convenues en fonction de l’inflation attendue et non de l’inflation passée comme c’était le cas jusqu’alors,, —. Le pacte avait également une composante politique étant donné qu'il cherchait à assurer un climat de paix sociale suffisant pour discuter de la nouvelle Constitution, d'où l'existence de deux types d'accords : « sur le programme de réforme et d'assainissement de l'économie » et « sur le programme d’action juridique et politique. »
L'idée du pacte avait été bien accueillie par les partis d'opposition — notamment par le PCE, qui prônait la formation d'un « gouvernement de concentration nationale » ; Le PSOE se montra plus réticent dans un premier temps— , — et tous, avec l'UCD, finirent par négocier et signer le 25 octobre 1977 les « Pactes de la Moncloa », du nom du lieu où eut lieu leur signature — le palais de La Moncloa, le nouveau siège de la présidence du Gouvernement —. ,,, Les pactes furent approuvés deux jours plus tard par le Congrès des députés, avec le vote contraire d'AP, qui s'opposait à la démilitarisation des forces de l'ordre public. Bien qu'étant directement affectés par les accords, les entrepreneurs et les travailleurs ne participèrent pas à la signature.
Grâce aux Pactes de la Moncloa, un nouveau cadre démocratique commença à se définir à de multiples niveaux — juridique, social, économique... — en Espagne : ils furent « fondamentaux pour jeter les bases de la stabilité démocratique et de l'expansion des bases de l' État providence. En conséquence des pactes, il fut ainsi possible dans un premier temps de stabiliser l’économie et de commencer à contrôler l’inflation — de 26,4 % en 1977 à 16,5 l'année suivante —, au prix d'une augmentation du coût du travail — allocations de chômage, retraites, dépenses d'éducation et de santé — grâce à la réforme fiscalelancée par le ministre Francisco Fernández Ordóñez. Parallèlement à la négociation des Pactes, le secteur entrepreneurial commença à s'organiser, avec la création du Círculo de Empresarios (es) en mars 1977 et en juin l'association patronale CEOE, qui n'apporta pas son soutien aux « Pactes de Moncloa », au contraire des syndicats UGT et des Commissions Ouvrières),,. Cependant, la conflictivité chez les travailleurs ne diminua pas et le nombre de grèves continua d’augmenter jusqu’à atteindre son apogée en 1979. Cette année-là, elles commencèrent à décliner grâce à « l'Accord-cadre interconfédéral » signé en juillet par l'UGT et la CEOE, auquel les commissions ouvrières n'adhérèrent pas,. La reprise économique fut néanmoins de courte durée, en raison de l'impact du deuxième choc pétrolier de 1979 — le ministre de l'Économie Enrique Fuentes Quintana, l'un des principaux promoteurs des « Pactes de Moncloa », avait démissionné en février 1978 en raison de la pression du CEOE —,.

### La «question régionale»

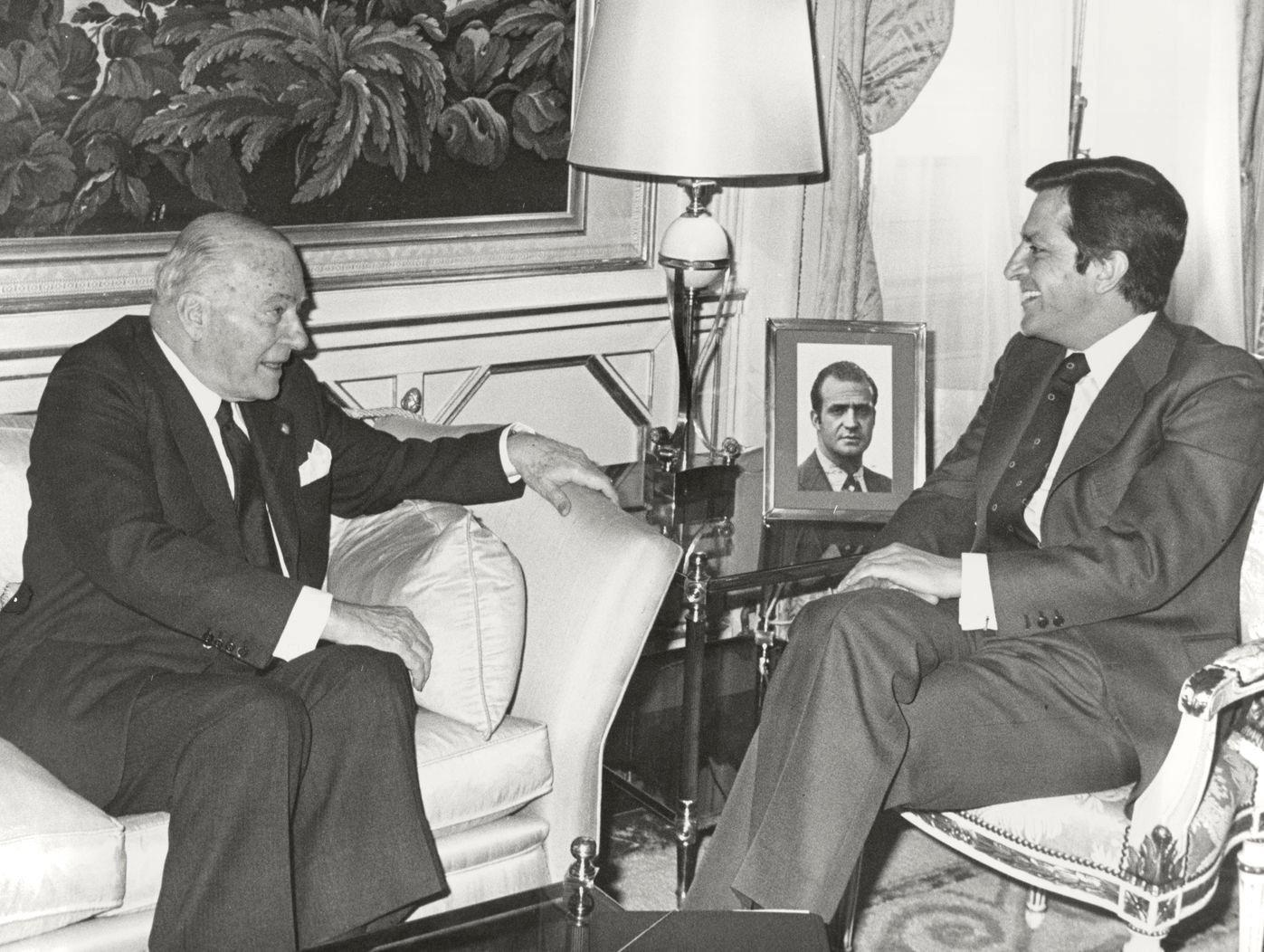
Entretien le 27 juin 1977 au Palais de la Moncloa entre Josep Tarradellas, président de la Generalité de Catalogne en exil, et Adolfo Suárez. Après d'âpres négociations, la Generalitat fut rétablie et Tarradellas put retourner à Barcelone le 23 octobre. Depuis le balcon du Palais de la Generalitat de Catalogne, il prononça sa célèbre phrase «Ciutadans de Catalunya, ja sóc aquí» (« Citoyens de Catalogne, ça y est je suis ici).

Un autre problème que le gouvernement Suárez et les nouvelles Cortes furent contraints d'aborder rapidement était celui de la « question régionale », puisque les demandes d'autonomie politique en Catalogne et au Pays basque requéraient un traitement urgent. Dans le premier cas, le Conseil des forces politiques de Catalogne (es) la réclamait depuis sa constitution en décembre 1975, et après les élections, tous les parlementaires catalans à l'exception d'un seul demandèrent au gouvernement de rétablir le statut d'autonomie de 1932, approuvé par la République. Néanmoins, Suárez choisit de contacter le président de la Generalité républicaine en exil, Josep Tarradellas, qu'il rencontra le 27 juin,, ; après une négociation ardue, celui-ci pu rentrer à Barcelone le dimanche 23 octobre après l'approbation par le gouvernement d'un décret-loi du 29 septembre 1977 rétablissant « provisoirement » la Generalité, sans toutefois aucune référence au Statut de 1932 et sans attributions spécifiques allant au-delà de ceux des députations provinciales. Certains parlementaires catalans nouvellement élus critiquèrent l'accord entre Tarradellas et le gouvernement parce qu'il ne rétablissait pas l'autonomie de la Catalogne, laissant question pour plus tard, après l'approbation d'une nouvelle Constitution,,,. Devant la foule rassemblée sur la Place Sant Jaume pour le recevoir, Tarradellas prononça depuis le balcon du palais de la Generalité de Catalogne sa célèbre phrase «Ciutadans de Catalunya, ja sóc aquí» (« Citoyens de Catalogne, ça y est je suis ici).

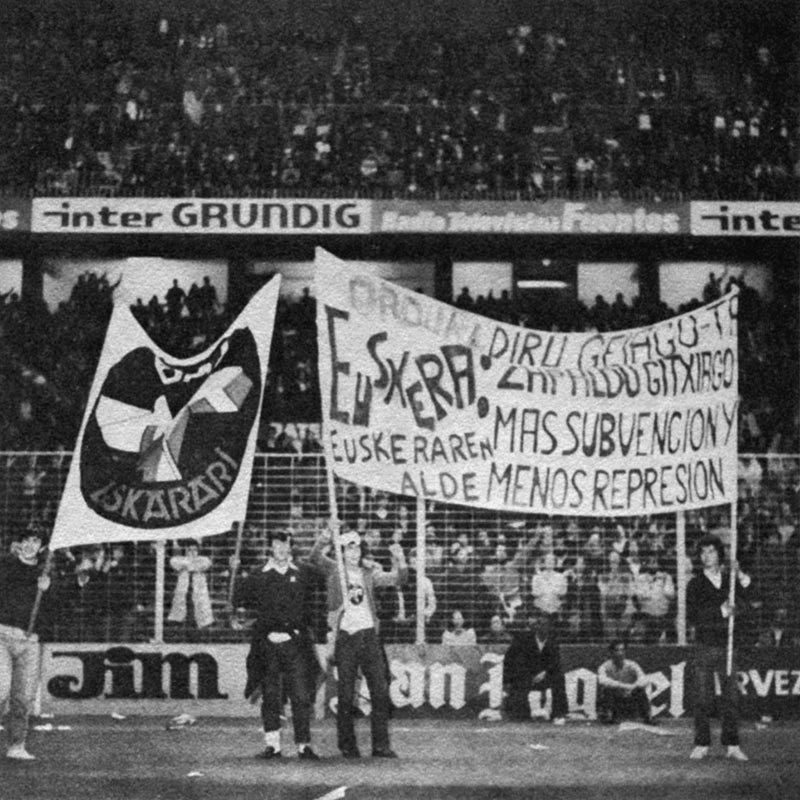
Manifestation organisée au stade San Mamés de Bilbao en juin 1978 dans le cadre de la campagne «Euskarari Bai» ("Oui au basque ").

Dans le cas du Pays basque, Suárez tenta de parvenir à un accord similaire avec le Lehendakari en exil Jesús María Leizaola, qui fut refusé par ce dernier, si bien que le gouvernement dut négocier avec l'Assemblée des parlementaires basques (es), composée de 12 députés au Congrès issus de partis espagnols, et 9 députés issus de formations strictement basques, 8 du PNV et un d'Euskadiko Ezkerra. Un premier obstacle apparut lorsque les députés UCD de Navarre, majoritaires sur ce territoire, refusèrent d'adhérer à l'Assemblée des parlementaires basques, contrairement à ce qu'avaient fait les députés navarrais du PSOE et du PNV. Enfin, en décembre 1977, le Conseil général basque (es), excluant de Navarre, fut fondé sous la présidence du socialiste Ramón Rubial, comme dans le cas de la Catalogne, sans le rétablissement du statut d'autonomie (es) approuvé par la République,. D'autre part, « les attaques continues d'ETA ne permettaient pas d'apaiser les esprits et de canaliser le débat par des voies démocratiques. »
L'octroi d'un régime de « pré-autonomie » à la Catalogne et au Pays basque encouragea ou « réveilla » — dans les régions dépourvues d'antécédents historiques en la matière, c'est-à-dire la plupart — les mouvements « autonomistes » que le gouvernement canalisa en procédant à la constitution d'organismes pré-autonomiques dans toutes les régions qui le réclamaient. Dans certaines « régions » uniprovinciales, comme la Cantabrie, La Rioja ou Murcie, la question de la définition territoriale des entités autonomiques donnèrent lieu à certaines tensions. Selon Javier Tusell, le « réveil » autonomiste était l'œuvre « de la classe politique dirigeante qui finit par le transmettre au reste de la société. » D'autre part, comme le souligne Santos Juliá, « la manière purement pragmatique de prendre en compte les revendications autonomes de toutes les régions laissa en suspens pour après la Constitution une foule de problèmes qui finiraient par obscurcir le succès obtenu par le gouvernement dans ses relations avec les nationalismes historiques. Car ce qui était en discussion — mais ne fut jamais expressément discuté — dans ces processus était de savoir si la constitution finale de l’État répondrait à une logique fédérale ou si les autonomies catalane et basque — et peut-être galicienne — bénéficieraient d’un traitement spécial. Finalement, tout en en évitant la dénomination, c'est la logique fédéraliste qui s'imposa [...]. »

### Terrorisme d'ETA, des GRAPO et d'extrême droite

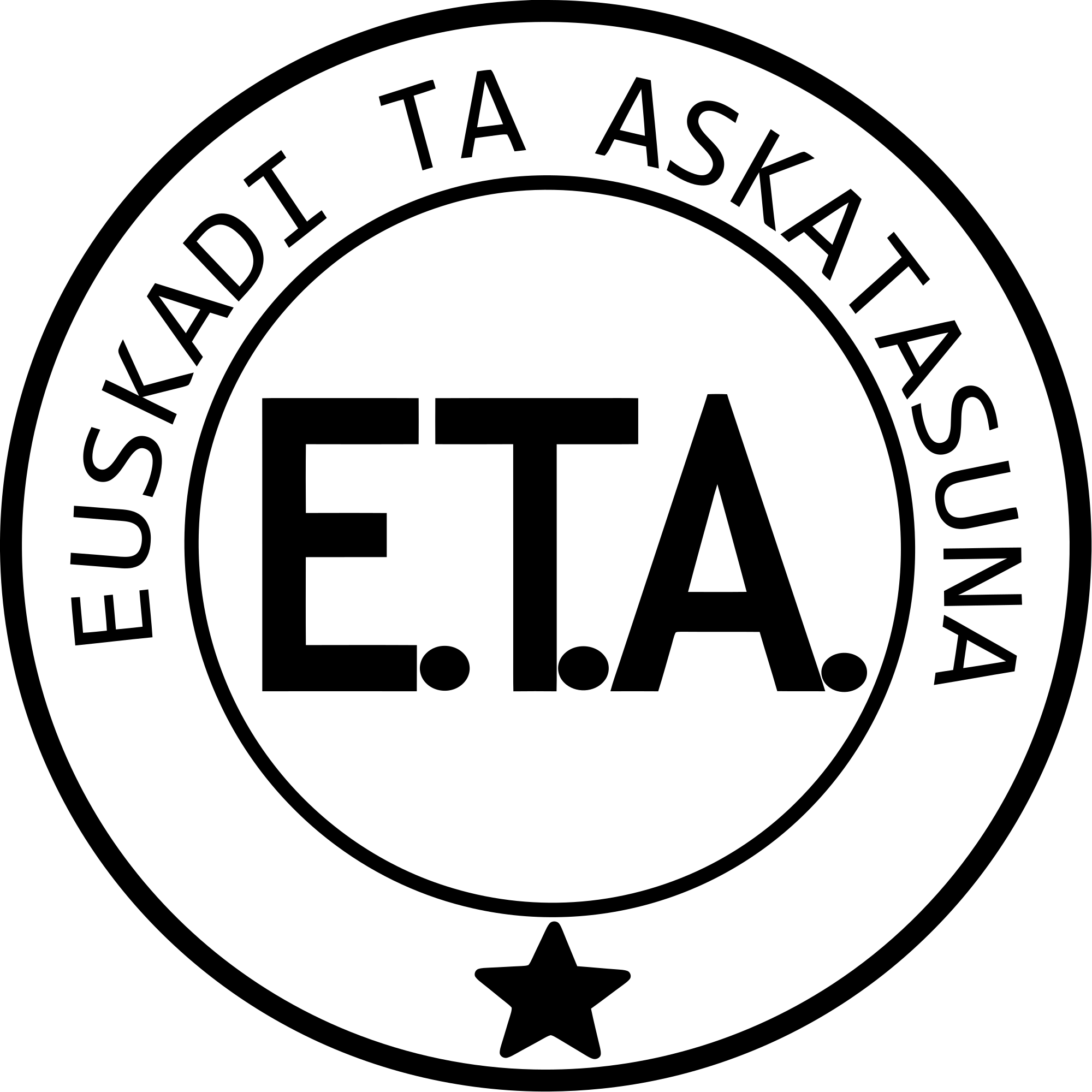
Emblème de l'ETA.

Après la libération de tous les « prisonnier basques (es) » grâce à la loi d'amnistie, ETA n'abandonna pas la lutte armée mais au contraire, le nombre d'attentats terroristes augmenta — le jour même de l'approbation de la loi aux Cortes en octobre 1977, ETA assassina trois personnes ; au cours de l'année suivante, il perpétra 71 attaques, entraînant la mort de 68 personnes —, allant contre les expectative selon lesquelles l'établissement de la démocratie et une « amnistie totale », le terrorisme diminuerait jusqu'à disparaître. Selon Santos Juliá, les actions de l'ETA étaient reçues avec une certaine compréhension par le PNV et dans certains secteurs de l'Église basque, pour qui « les militants de l'ETA tués lors d'affrontements avec la police ou à la suite de l'explosion de leurs propres artefacts [étaient accueillis] comme des héros et des martyrs d'une cause sacrée. » En outre, « l'action répressive de la police et des forces de la garde civile contribua à créer autour d'ETA un large soutien social parmi la jeune population. » Ainsi, selon Javier Tusell, une bonne partie de la société basque considérait les militants de l'ETA comme des héros de la lutte antifranquiste. Selon une enquête réalisée à la fin des années 1970, entre 13 % et 16 % de Basques considèrent les membres d'ETA comme des patriotes et entre 29 % et 35 % comme des idéalistes.
Concernant les causes de l'augmentation du terrorisme de l'ETA après la première phase de démocratisation, deux points fondamentaux sont à prendre en compte. D'une part, l'existence d'une volonté d'une partie d'ETA, en se réaffirmant dans son choix de la lutte armée, d'entraver, voire d'empêcher, le processus de changement politique : dans ETA, la composante « anti-espagnole » pesait plus que la composante anti-franquiste ; son projet était la « libération nationale » d'un Pays basque soumis à la domination coloniale espagnole. D'autre part, la majorité des historiens explique l'emballement des actions terroristes à la nécessité pour la branche militaire d'ETA de s’affirmer dans l’espace « nationaliste » nouveau qui s'ouvrait en conséquence du processus démocratisation. Selon Molinero et Ysàs, « le terrorisme etarra était, sans aucun doute, l'un des alliés les plus efficaces du golpisme, tout en alimentant le mal-être militaire, il décourageait la population et empêchait la consolidation des nouvelles institutions. »
D'autres groupes nationalistes eurent recours à la violence pour défendre leurs objectifs, bien qu'aucun n'atteignît « le niveau de professionnalisme, d'efficacité et de soutien social atteint par ETA ». Ce fut le cas du Mouvement pour l'autodétermination et l'indépendance des îles Canaries, du groupe indépendantiste catalan Terra Lliure et, plus tard, de l'Exército Guerrilheiro do Povo Galego Ceive (es) (« Armée guerillera du peuple galicien libre »), qui n'eurent cependant qu'une très courte activité, de portée réduite.
De son côté, les GRAPO continuèrent d'agir, même s'ils n'eurent jamais plus de deux ou trois groupes opérationnels, et les actions violentes de l'extrême droite, perpétrées par la Guerrilleros de Cristo Rey (« Guerrilleros du Christ-Roi ») ou par l'Alliance apostolique anticommuniste (es), une copie de l'Alliance anticommuniste argentine ou « Triple A », qui avaient la complicité de secteurs « involutionnistes » de la police.

### Discussion et approbation de la nouvelle Constitution
Selon la Loi pour la Réforme Politique, les Cortes élues le 15 juin 1977 n'avaient pas expressément de caractère constituant. Cependant, comme la loi abrogeait de facto une partie substantielle des Lois fondamentales franquistes, il était nécessaire d'élaborer une Constitution pour les remplacer, de sorte que les Cortes agirent comme si c'était le cas, sans toutefois remettre en cause le régime monarchique. Le gouvernement Suárez eut la prétention de préparer lui-même un projet de Constitution à présenter aux Cortès, mais la ferme opposition des socialistes et des communistes le contraignit à rectifier et à accepter la création d'une Commission des affaires constitutionnelles au Congrès, chargée de mettre au point le projet de Constitution, qui serait ensuite discuté en séance plénière de la Chambre, avant d'être examinée au Sénat. La Commission nomma à son tour une délégation de sept membres pour présenter un avant-projet, composé de trois députés de l'UCD — Miguel Herrero y Rodríguez de Miñón, José Pedro Pérez Llorca et Gabriel Cisneros —, un du PSOE — Gregorio Peces Barba —, un du PCE-PSUC — Jordi Solé Tura —, un d'Alianza Popular — Manuel Fraga Iribarne — et un pour la minorité catalane — Miquel Roca i Junyent —,.
Les socialistes cédèrent l'un des deux sièges qui leur revenaient à Miquel Roca pour que le nationalisme catalan fût représenté, mais l'UCD refusa de céder au PNV l'un des trois lui correspondant, si bien qu'il n'y eut pas de représentant du nationalisme basque. Le PNV ne voulait pas renoncer à son aspiration à la reconnaissance de la « souveraineté du peuple basque », avec laquelle aucun autre groupe politique n'était d'accord,.
Les délégués effectuèrent leurs travaux dans la plus stricte confidentialité, à l'abri de la vue du public — contrairement à ce qui avait eu lieu avec la Constitution de 1931 —, ce qui facilita les concessions mutuelles entre les différents partis pour parvenir à un texte constitutionnel avec lequel tous étaient satisfaisaits. Les participants s'efforcèrent de parvenir à un texte consensuel acceptable pour les principales forces politiques afin que, lors de leur alternance au sein du gouvernement, il ne soit pas nécessaire de modifier la Constitution. Toutefois, lorsque le texte élaboré commença à être débattu au sein de la Commission Constitutionnelle et qu'UCD et AP imposèrent leur majorité par 19 voix contre 17 (la gauche et les nationalistes sous-étatiques), Adolfo Suárez mit fin à cette dynamique lorsqu'il comprit que la Constitution pourrait « naître « mort-née » si elle ne reflétait que l'Espagne de droite, d'un seul côté de l'échiquier politique. » Le résultat fut, dans les mots de Javier Tusell, que « contrairement à ce qui s'était passé en Espagne dans les années 1930, dans les années 1970, il y eut un consensus général sur la nécessité d'un texte constitutionnel qui aurait le soutien de la grande majorité des groupes politiques. » On y parvint après dix-huit mois et travers un texte de plus de 160 articles. Mais cette fin heureuse ne doit pas faire oublier la difficulté d’un processus dont témoignent tant cette durée que la longueur de la Constitution. »

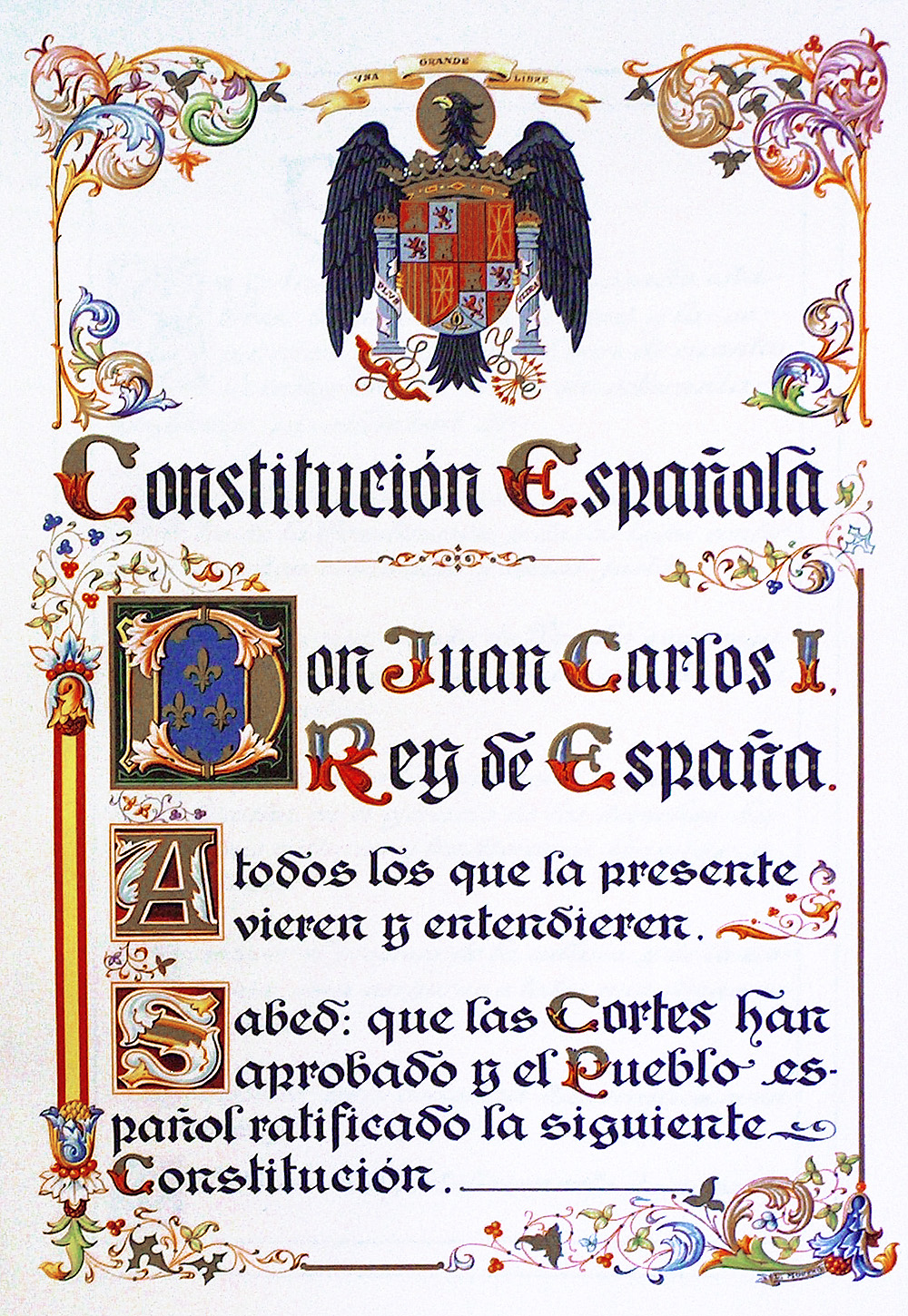
Première page de la Constitution espagnole de 1978.

Alors que l'UCD céda aux demandes de la gauche d'un texte d'une grande extension dans lequel tous les droits et libertés fondamentaux seraient reconnus, le PSOE et le PCE renoncèrent à défendre un régime républicain, acceptant donc l'idée d'une acceptation de la monarchie sans recourir à un plébiscite. Selon Santos Juliá, dans le PSOE, l'« implicite monarchiste était vieux, plus de 30 ans, mais à ses côtés, ils avaient toujours maintenu l'affirmation républicaine explicite » et le PCE « ne mit aucun obstacle à une définition qui heurtait son histoire antérieure » en se consacrant en collaboration avec Alianza Popular à faire en sorte que les pouvoirs de la Couronne soient pratiquement nuls. Le PSOE maintint formellement son amendement en faveur de la République, mais lorsqu'elle fut présentée au vote, il choisit de s'abstenir, « une formule recherchée qui lui permit d'accepter la monarchie [...] sans se prononcer en sa faveur », selon l'historien David Ruiz.
D'autre part, les partis étatiques acceptèrent la proposition du nationaliste catalan Miquel Roca d'introduire le terme de « nationalités » dans la Constitution, malgré le rejet dont elle faisait part dans un secteur de l'UCD et dans Alliance populaire.
L'un des moments les plus critiques, qui fut sur le point de rompre le consensus, fut le débat autour de l'article 27 concernnt la « question religieuse (es). » La Conférence épiscopale obtint la mention de l'Église catholique dans la Constitution, mais une on parvint à un consensus autour d'un texte reconnaissant la « liberté d'éducation » et celle de « création de centres d'enseignement », et par conséquent le droit de l'Église à maintenir ses centres religieux, avec une importante condition : « les professeurs, les parents et [...] les élèves interviendront dans le contrôle et la gestion de tous les centres soutenus par l'Administration avec des fonds publics » — c'est-à-dire non seulement les centres étatiques, mais également les centres privés et religieux subventionnés par l'État —,,. Les relations avec l'Église catholique seraient spécifiquement réglementées par les accords entre l'État espagnol et le Saint-Siège de 1979 (es), « qui s'avérèrent en grande partie très favorables aux intérêts de l'Église catholique. »
D'autres sujets épineux, comme le droit de grève, l'avortement, la peine de mort ou l'intervention de l'État dans l'économie, furent réglés grâce à des concessions des deux côtés ou en recourant à une formulation ambiguë des articles, comme pour l'avortement — la proposition socialiste de « toutes les personnes ont le droit à la vie » fut remplacée par « tous ont droit à la vie », ce contenta à la fois aux anti-avortement de l'UCD, qui dans ce « tous » incluait le fœtus, et aux socialistes favorables à l'IVG ne l'y incluait pas —.

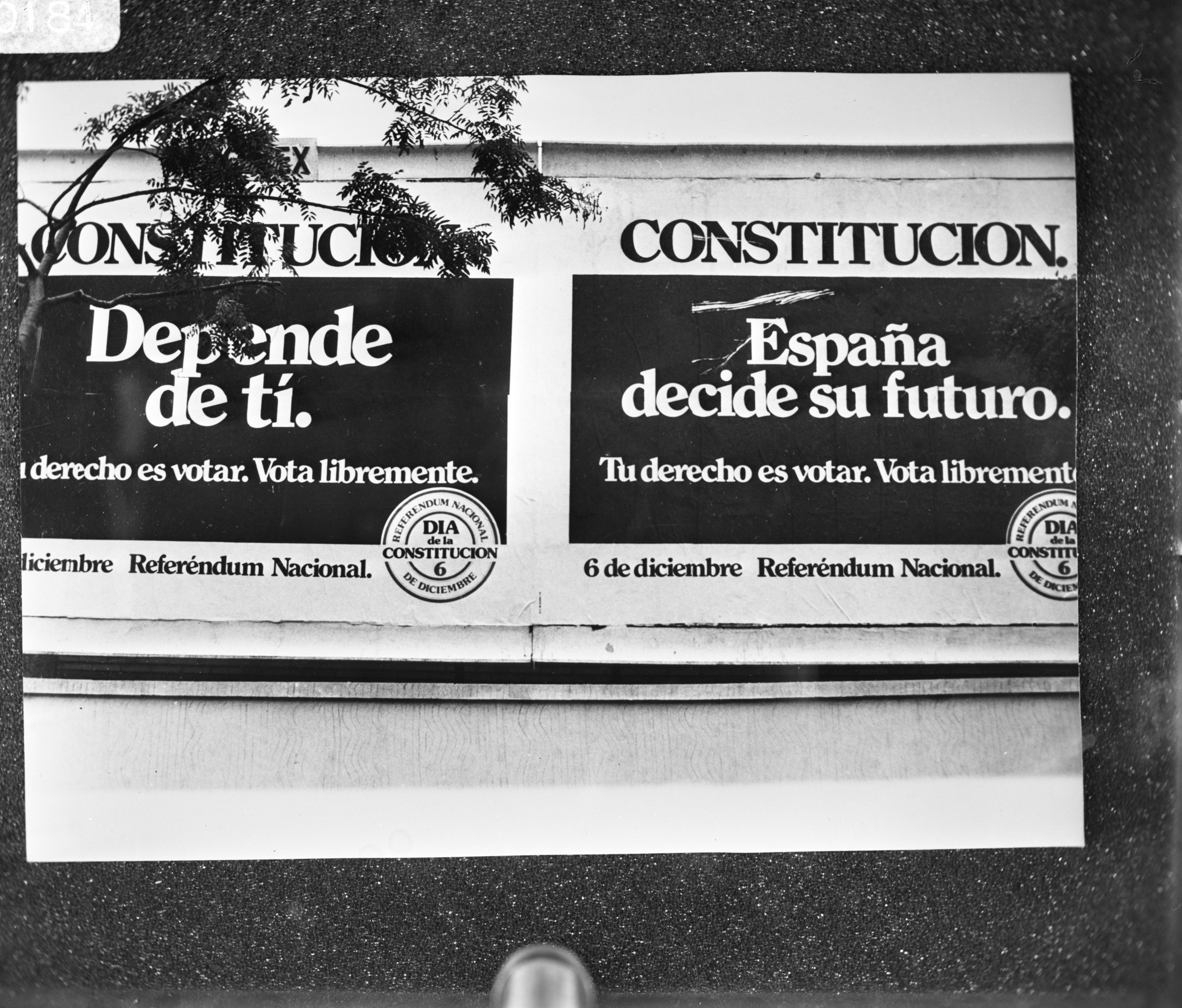
Affiches officielles du référendum pour la ratification de la Constitution espagnole.

Les 7 délégués — ceux qui seraient connus comme les « pères de la Constitution » — terminèrent leurs travaux en avril 1978 et la Commission des affaires constitutionnelles commença à débattre de l'avant-projet le 5 mai. Toutefois, la véritable négociation fut menée en dehors de la commission par Fernando Abril Martorell au nom de l'UCD et du gouvernement, et par le secrétaire général adjoint du PSOE Alfonso Guerra, qui se réunirent en privé pour parvenir à un consensus sur les thèmes conflictuels, ce qui permit la rapide approbation des articles de l'avant-projet par centristes et socialistes — ils comptaient trente députés sur un total de trente-six membres. Le consensus s'élargit aux communistes et aux nationalistes catalans qui apportèrent leurs propres propositions, mais une partie d'AP et du PNV n'y adhérèrent pas,. En dernière minute, Abril Martorell tenta de rallier les nationalistes basques au consensus en proposant d'ajouter un amendement faisant allusion aux « libertés historiques », mais le PNV campa sur son exigence de reconnaissance de la souveraineté nationale des Basques, si bien qu'aucun accord ne fut finalement atteint.
Un secteur d'AP rejeta entre autres l'incorporation du terme « nationalités » et le PNV ne pas jugea pas suffisant comme reconnaissance des « droits du peuple basque » ce qu'affirmait la première disposition additionnelle : « La Constitution protège et respecte les droits historiques des territoires foraux. La mise à jour générale dudit régime foral sera menée à terme, le cas échéant, dans le cadre de la Constitution et des Statuts d'autonomie,,.

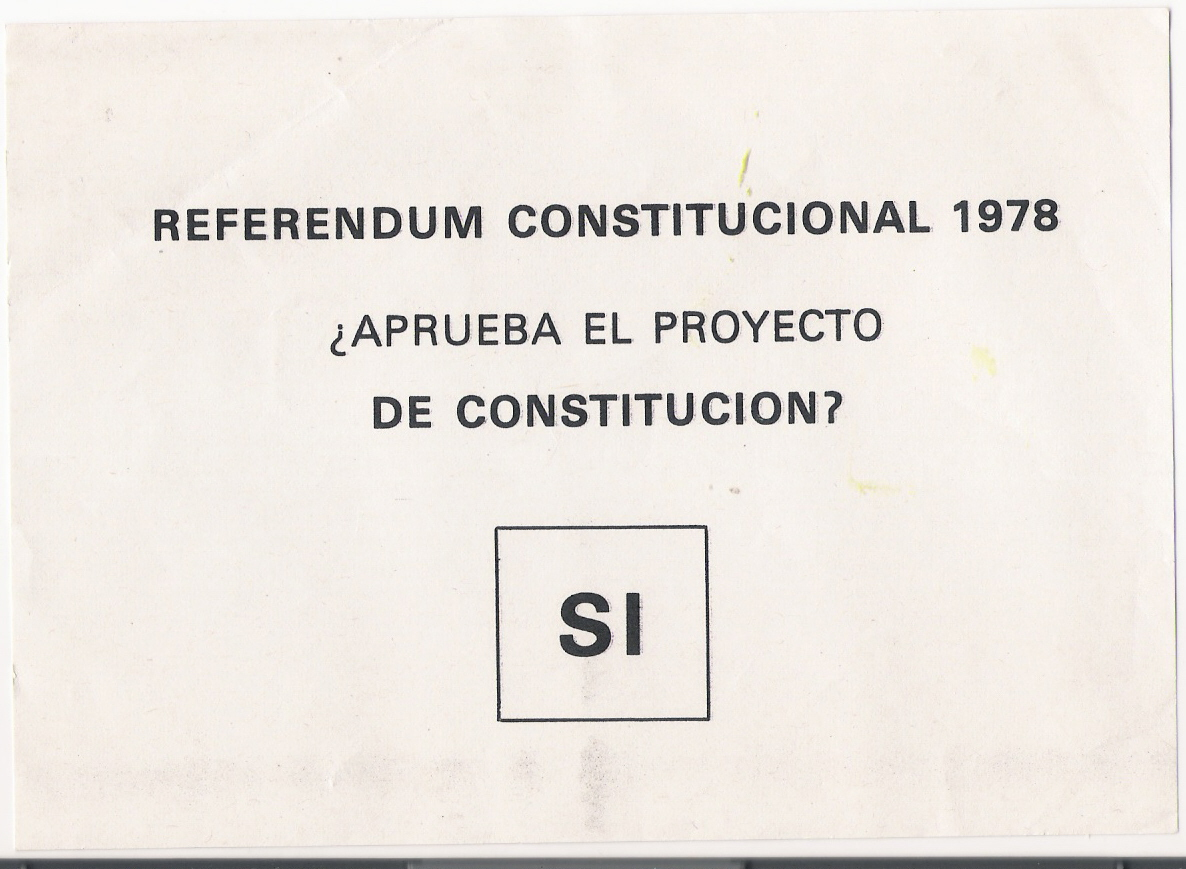
Bulletin de vote en faveur du « non » au référendum pour la ratification de la Constitution espagnole.

Finalement, le 31 octobre 1978, le projet de Constitution fut voté au Congrès et au Sénat. Au Congrès, 325 députés votèrent pour, 6 contre — 5 députés de l'AP et le député d'Euskadiko Ezkerra — et 14 s'abstirent — les 8 députés du PNV, en plus de 6 d'AP et du groupe mixte —,. Au Sénat, deux 226 sénateurs lui apportèrent leur soutien et cinq votèrent contre. La Constitution obtint ainsi un énorme soutien parlementaire.
Le 6 décembre 1978, la Constitution fut soumise à référendum, approuvée par 88 % des votants, et rejeté par 8 %, avec un taux de participation de 67,11 %, dix points de moins que celui du référendum sur la loi pour la réforme politique tenu deux ans auparavant. Au Pays basque, la campagne d'abstention promue par le PNV fut un succès : la Constitution n'y fut approuvée que par 43,6 du total des inscrits C'est dans la même région que l'on enregistra le pourcentage plus élevé de votes négatifs (23,5 %). Une situation différente de celle de la Catalogne, où le niveau de participation était similaire à celui du reste de l'Espagne et où les votes affirmatifs dépassaient les 90. %.
«Trois ans après la mort de Franco, l'Espagne avait laissé derrière elle le franquisme, du moins d'un point de vue juridico-constitutionnel [...] Ainsi, l'apogée de la Transition était passée. [...] Aucune des parties ayant pris part au pacte n'était pleinement d'accord avec le résultat final, pour des motifs divergents, et toutes durent faire des concessions importantes. Ce fut, en ce sens, un changement important, mais sans interruption», affirme Núñez Seixas. Selon Pinilla García, « La Constitution de 1978 mit fin à la dictature de Franco et inaugura un nouveau régime démocratique [...] La transition politique, grâce à la volonté de parvenir à un accord mis en pratique par les forces en lutte et, aussi, en raison du souvenir néfaste d'une guerre civile à laquelle on ne voulait pas revenir, cela supposa une réforme concertée de la dictature qui finit par déboucher sur sa dissolution, tant dans le fond que dans la forme. Mais cette rupture ne fut pas radicale ni imposée, [elle fut] progressive et négociée entre les forces possibilistes du franquisme (les réformistes) et les forces possibilistes de l'opposition (PCE, PSOE, nationalistes modérés).

## Troisième gouvernement de Suárez, 23-F et gouvernement de Calvo Sotelo (1979-1982)

### Élections générales et municipales de 1979

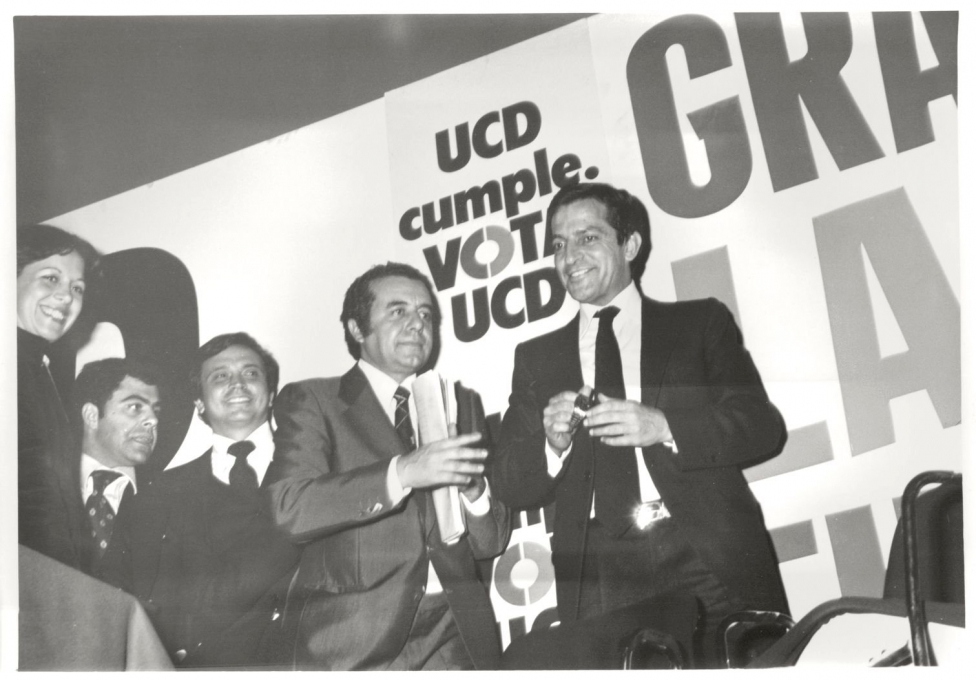
Adolfo Suárez lors d'un meeting de campagne aux élections générales espagnoles de 1979 célébré aux îles Canaries. En arrière-plan, le slogan de campagne de son parti : « L'UCD tient ses promesses. VOTE UCD. »

Une fois la Constitution approuvée, Adolfo Suárez décida de dissoudre les Cortes — un pouvoir qui, selon la Constitution, revenait au président du gouvernement et non au roi comme dans la Constitution de 1876 — et de convoquer de nouvelles élections. Les deux forces politiques majoritaires s'étaient renforcées au cours de l'année précédente : l'UCD en devenant un parti politique lors de son premier congrès tenu en octobre ; le PSOE en unifiant le socialisme espagnol par l'absorption du Parti socialiste populaire de Tierno Galván et d'autres partis socialistes régionaux–. Toutes deux aspiraient à gagner les élections. C'est pourquoi, au cours de la campagne électorale, le consensus fut enterré et les attaques entre les deux partis furent fréquentes — lors d'une intervention télévisée, Suárez en vint à déclarer que ce qui était en jeu n'était « ni plus ni moins que la définition même du modèle de société dans lequel nous aspirons à vivre » —,.
Le nombre de meetings électoraux diminua considérablement par rapport aux élections de 1977. Certains historiens l'expliquent du fait du prédominant joué par la télévision dans la diffusion des messages des partis au détriment des rassemblements physiques mais d'autres imputent cette démobilisation à un « désenchantement » d'une grande partie de l'électorat,.
Le résultat des élections n’apporta satisfaction à aucun des deux grands partis, puisque la situation demeura ce qu’elle était en 1977 : une nouvelle victoire d'UCD — 34,3 % des voix —, mais sans atteindre la majorité absolue prétendue — 168 députés —, et pas d'amélioration sensible des résultats pour le PSOE, qui resta dans l'opposition — environ 30 % des voix et seulement trois députés supplémentaires, passant de 118 à 121, malgré son absorption du PSP de Tierno Galván —. De même pour l'AP — présentée sous le nom de Coalition démocratique en éliminant de ses candidatures les anciens ministres franquistes, à l'exception de Fraga — et le PCE — 10,6 % des voix et 23 sièges —, tandis que l'AP tomba à 5,6 % et perdit 7 députés, passant de 16 à 9, un résultat qui emmena presque Fraga à abandonner la politique. En outre, l'abstention augmenta par rapport à 1977 — passant de 21 à 32 %, imputable à ce qu'on appelait alors le « désenchantement » du peuple espagnol à l'égard de sa classe politique pour ne pas avoir résolu les deux grands problèmes qui le préoccupaient le plus : la crise économique et le terrorisme —,,,,.

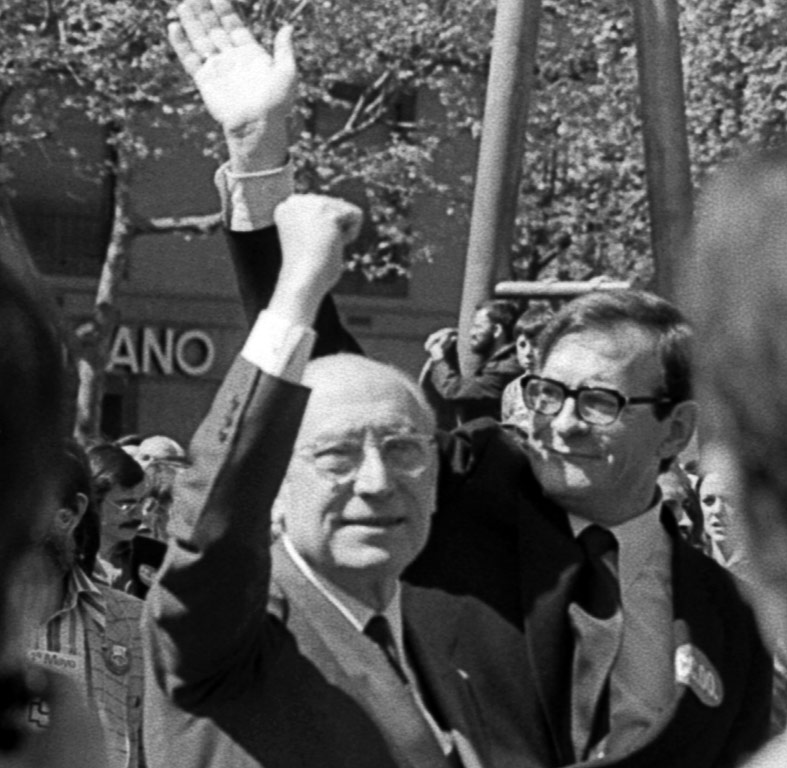
Enrique Tierno Galván lors de la manifestation du 1er mai, peu après avoir remporté les élections à la mairie de Madrid. À sa gauche, le communiste Ramón Tamames, qui serait le premier adjoint au maire, dans le cadre de l'accord signé par le PCE et le PSOE.

Le « bipartisme imparfait » se confirmait — l’UCD et le PSOE obtinrent les deux tiers des voix et plus de 80 % des sièges — mais avec des résultats offrant quelques nouveautés par rapport à 1977 : les nationalistes basques radicaux obtinrent une représentation parlementaire — Herri Batasuna, considéré comme le « bras politique » de la branche militaire d'ETA, et Euskadiko Ezkerra, lié à l'ETA politico-militaire — ; le Parti socialiste d'Andalousie obtint cinq députés et d'autres partis « régionaux » comme Union du peuple canarien (es), Unión del Pueblo Navarro et le Parti aragonais régionaliste, un chacun ; ERC, qui put se présenter sous son propre sigle, gagna également en représentation ; le candidat d'extrême droite de l'Union nationale dirigé par Blas Piñar obtint un siège pour Madrid.,,.
Les élections générales furent suivies un mois plus tard par les premières élections municipales depuis la IIe République, elles se soldèrent cette fois par une victoire de la gauche, qui occupa les mairies de la plupart des grandes villes grâce aux accords post-électoraux signés par le PSOE et le PCE — bien que UCD, avec 30,6 des voix, obtînt 28 960 conseillers contre 15 810 de la somme du PSOE et du PCE, et dominât vingt conseils municipaux dans les capitales provinciales —. En vertu des pactes PSOE-PCE, les socialistes Enrique Tierno Galván et Narcís Serra occupèrent respectivement les mairies de Madrid et de Barcelone, et le communiste Julio Anguita devint maire de Cordoue et ce faisant premier maire communiste d'une grande ville de toute l'histoire de l'Espagne. «Au total, près de 70 % des Espagnols vivaient désormais dans des municipalités gouvernées par la gauche. » À partir de ce moment, « la vie municipale gagnerait une vigueur énorme », malgré les ressources économiques et de personnel limitées dont disposaient les municipalités, « permettant l'assainissement et l'amélioration des espaces urbains, rationalisant la circulation [...] et favorisant la récupération de traditions et fêtes populaires. »
Un nouveau gouvernement Suárez fut formé à la suite des élections municipales. Sa principale nouveauté fut l'absence de certains des hommes politiques qui, comme Rodolfo Martín Villa ou Pío Cabanillas, appartenaient à l'UCD depuis sa fondation. Le problème le plus important auquel il fut confronté fut la crise économique déclenchée par le deuxième choc pétrolier (en 1980, le chômage s'élevait à 12 %, tandis que l'inflation restait incontrôlée, atteignant 16,55 %),. L'autre grand problème était le terrorisme de l'ETA qui accablait l'Armée, la Police et la Garde civile, suscitant une alarme chez les militaires.

### Crise du PSOE et renforcement du leadership de Felipe González

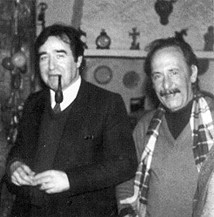
Luis Gómez Llorente et Pablo Castellano, dirigeants socialistes qui menèrent l'opposition à l'élimination du marxisme au XXVIIIe Congrès du PSOE.

L’absence de victoire aux élections générales causa une profonde déception au sein du PSOE et ouvrit le débat interne sur la manière d’y parvenir. L'aile gauche du parti préconisa l'abandon du compromis avec la droite, tandis que la direction défendait que l'assomption d'une politique radicale éloignerait le parti de la possibilité d'accéder au pouvoir. Pour ce faire, elle proposait d'éliminer la définition du PSOE comme parti « marxiste ». La confrontation des deux positions eut lieu lors du XXVIIIe Congrès du PSOE tenu en mai 1979, un mois seulement après les élections municipales, et délencha une grave crise.
Lors du Congrès, la majorité des délégués s'opposa à la proposition de la direction — parler d'un parti « de classe, de masse, marxiste et démocratique » avait fait l'objet d'un accord au Congrès de Suresnes —, qui suivait ce que la plupart des partis socialistes européens avaient déjà fait au cours des deux décennies précédentes. Dès que le résultat du vote fut connu, le secrétaire général Felipe González et le reste du comité exécutif présentèrent leur démission. Cependant, les socialistes ayant défendu le maintien du marxisme, dirigés par Luis Gómez Llorente, Francisco Bustelo et Pablo Castellano, ne présentèrent pas de candidature alternative à la direction du parti, si bien qu'une commission de gestion dut être nommée jusqu'à la tenue d'un Congrès extraordinaire après l'été,. Selon Javier Tusell, « l'indigence stratégique de la gauche du parti » — en n'ayant pas anticipé la démission de González — eut pour conséquence l'exaltation du secrétaire général démissionnaire, provoquant « parmi les militants une sorte de sentiment d'orphelin. »

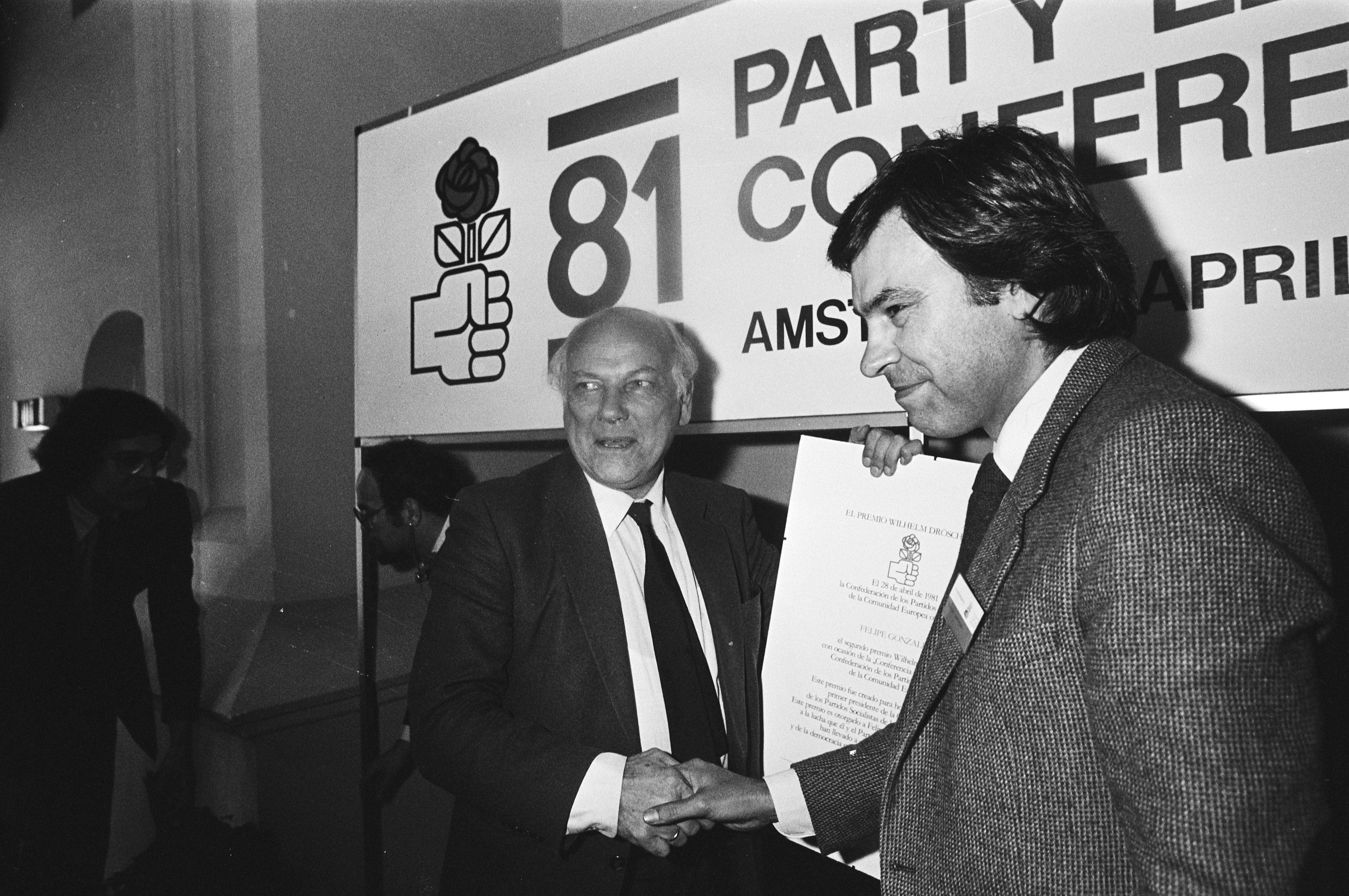
Felipe González salue le leader social-démocrate néerlandais Joop den Uyl lors de la conférence des partis socialistes et sociaux-démocrates européens célébrée à Amsterdam en avril 1981. Après le Congrès extraordinaire, le leadership de González fut renforcé et reconnu internationalement.

Lors du Congrès extraordinaire de septembre 1979, Felipe González fut acclamé par les délégués et la mention du marxisme fut retirée de la définition du parti — désormais défini comme « de classe, de masse, démocratique et fédéral » qui « assume le marxisme comme un instrument théorique, critique et non dogmatique, pour l'analyse de la réalité sociale, rassemblant les différentes contributions, marxistes et non marxistes, qui ont contribué à faire du socialisme la grande alternative émancipatrice de notre temps et dans le plein respect des convictions personnelles » —. Selon David Ruiz, le changement intervenu d'un congrès à l'autre était dû à l'introduction dans les statuts du parti d'une modification tendant à accorder la priorité aux délégations provinciales par rapport aux locales, ce qui permettait un plus grand contrôle de l'élection des délégués de la part de l'appareil du parti dirigé par le « numéro deux » du PSOE Alfonso Guerra — de fait, le nombre de délégués passa d'environ un millier à un peu plus de 400 —. En conséquence le leadership de Felipe González fut renforcé et la « refondation » du PSOE amorcée cinq ans plus tôt au Congrès de Suresnes et promue par les principaux partis socialistes et sociaux-démocrates européens culmina. Une fois la crise résolue, le PSOE durcit sa campagne d'opposition au gouvernement de l'UCD et en particulier à son président. González alla jusqu'à tenir des propos élogieux envers Fraga pour critiquer Suárez.
Le changement idéologique du PSOE s'explique également du fait que, contrairement aux années 1930, la majorité de ses membres n’étaient plus des ouvriers de l’industrie et qu’il bénéficiait désormais d’un soutien important des classes moyennes.

### La «question autonomique»

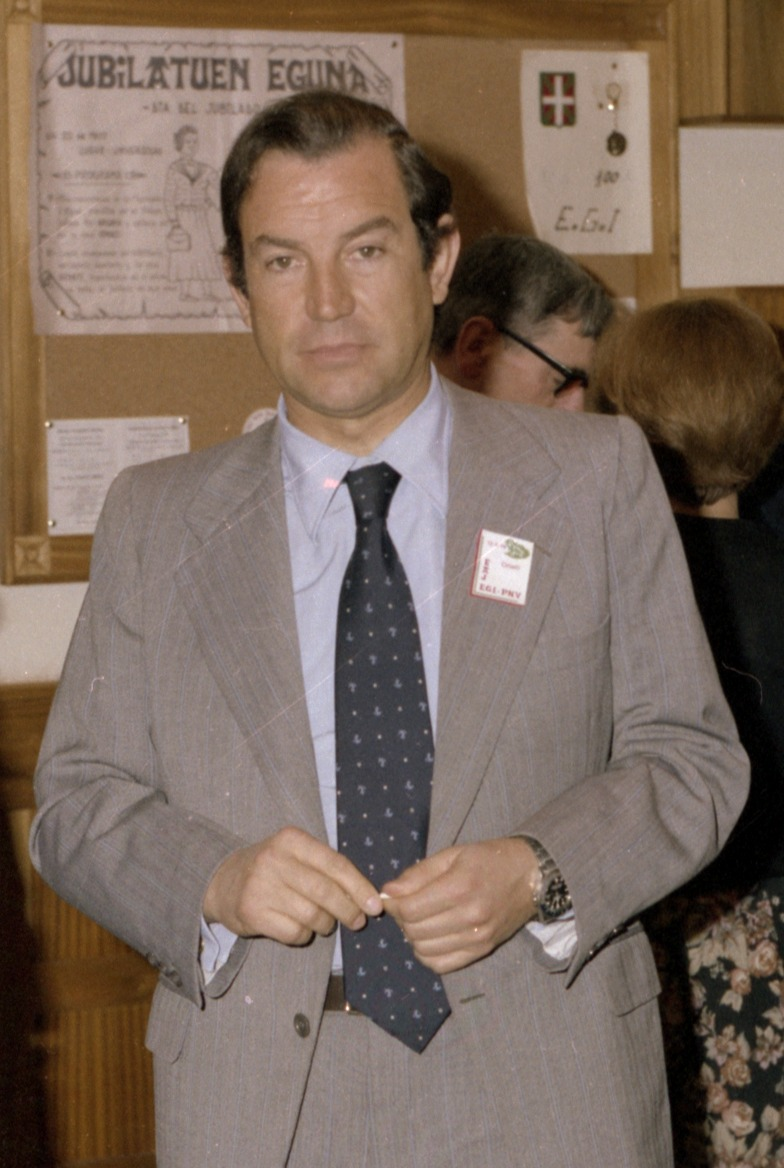
Le peneuvista Carlos Garaikoetxea, président du Conseil général basque, qui négocia avec Suárez le statut de Guernica.

Comme en 1977, Suárez choisit de former un gouvernement en minorité, qui aurait recours à des accords spécifiques avec les différentes forces politiques, notamment les andalousistes et le reste des régionalistes, pour mener à bien ses projets de loi ; Suárez rejeta l'idée d'un débat d'investiture, « ce qui supposait un témoignage de ses craintes d'agir devant le Congrès. » La question la plus urgente qu'il devait aborder était la question autonomique, puisque les Catalans les Basques exigeaient le traitement immédiat de leurs projets de statuts respectifs, celui de Sau et celui de Guernica.

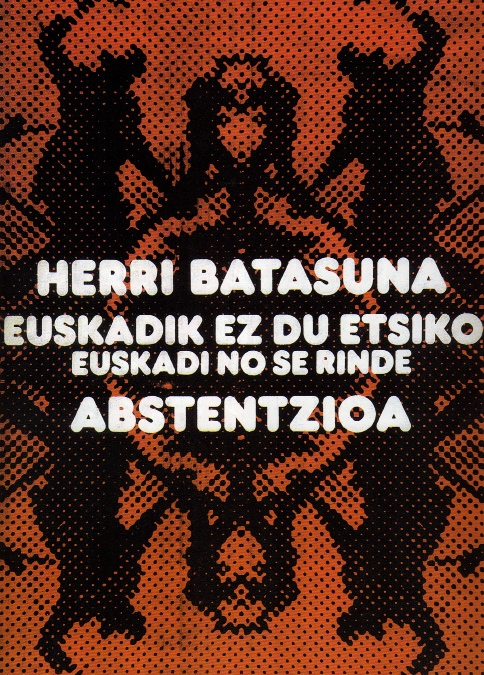
Affiche de Herri Batasuna appelant à l'abstention lors du référendum sur le Statut de Guernica tenu le 25 octobre 1979 (le slogan dit, en basque et en castillan, « Euskadi ne se rend pas »).

À l'été 1979, Suárez négocia avec le nouveau président du Conseil général basque, le nationaliste Carlos Garaikoetxea, le Statut du Pays basque, parvenant finalement à un accord, ce qui fut un énorme succès car il était entendu que c'était par cette voie que le PNV rejoindrait le front de défense de la Constitution. Dans le texte final, un large niveau d’autonomie fut concédé, avec par exemple la création d'une force de police régionale, ainsi que le rétablissement d'importantes concessions économiques. Le 25 octobre, le projet fut soumis à un référendum qui se réalisa un taux de participation 59,7 % et approuva le texte à une très large majorité de suffrages exprimés,,.
La négociation du Statut d'autonomie de la Catalogne s'acheva également avec succès, ce qui permit à la nouvelle Communauté autonome d'obtenir un niveau similaire d'autonomie gouvernementale — sans toutefois l'inclusion du régime économique concerté — et des institutions propres similaires. Il fut soumis à référendum le même jour que celui du Pays basque et fut approuvé par 88,1 % de votes affirmatifs et une participation électorale similaire à celle du référendum basque,,.
Peu après furent célébrées les premières aux Parlements autonomes, qui donnèrent la victoire aux nationalistes du PNV au Pays basque — avec Carlos Garaikoetxea comme nouveau Lehendakari — et aux nationalistes de CiU en Catalogne — avec Jordi Pujol comme président de la Generalitat —,,. Une enquête réalisée vers les mêmes dates montrait que 21 % de Basques et 11 % des Catalans soutenaient l'indépendance, contre 41 % et 55 % respectivement en faveur de l'autonomie.
L'approbation des Statuts basque et catalan — et la discussion du Statut galicien — exacerba les attentes de plusieurs régions d'accéder à l'autonomie par la « voie rapide » de l'article 151 de la Constitution et d'atteindre ainsi le niveau de pouvoirs le plus élevé possible dès le premier moment, par exemple en disposant de son propre Parlement et de sa propre Cour de justice, ce qui, par la « voie lente » de l'article 143, ne serait réalisé qu'après cinq ans d'autonomie,. Depuis le début de la Transition, on avait en effet assisté à une croissance rapide d'une conscience régionale, voire « nationale », dans des territoires « où des revendications de cette nature n'étaient guère présentes avant la guerre civile », et pour satisfaire ces aspirations, le gouvernement avait créé des « entités pré-autonomiques » dans chacun d’entre eux tout au long de 1978.
Face à la perspective d'un « manège » de référendums régionaux, le gouvernement décida de « rationaliser » le processus,. Le problème se posa en Andalousie, où les premières mesures établies par l'article 151 avaient déjà été prises — les huit conseils provinciaux et les trois quarts des municipalités avaient demandé le Statut — et le gouvernement fut contraint de convoquer le référendum régional recommandant en même temps l'abstention des électeurs, ce qui provoqua la démission du ministre de la Culture, l'Andalou Manuel Clavero Arévalo. Le PSOE et les andalousistes du PSA, en revanche, firent campagne pour le « oui ». Le référendum eut lieu le 28 février 1980, résultant sur l'approbation de l'initiative autonomique par la majorité absolue des électeurs inscrits dans les huit provinces andalouses, à l'exception d'Almería, ce qui supposa un désastre pour le gouvernement et l'UCD,. Le bénéficiaire en fut le PSOE, qui devint désormais — et resta longtemps — la force politique hégémonique en Andalousie. Il obtint une écrasante majorité absolue lors des premières élections régionales andalouses organisées en 1982.

### Décomposition de l'UCD et démission de Suárez
Au revers subi par l'UCD en Andalousie s'ajouta sa défaite aux élections municipales et régionales en Catalogne et au Pays basque, auxquels s'ajoutaient encore l'aggravation de la situation économique à la suite du « deuxième choc pétrolier » de 1979 — le nombre de chômeurs dépassa le million —, l'intensification des actions terroristes d'ETA qui, en 1979-1980 marqua le pic de son activité — 174 morts dans les attentats perpétrés par l'ETA au cours de ces deux années, dont un bon nombre de militaires —, le croissant « désenchantement » citoyen, etc. ,

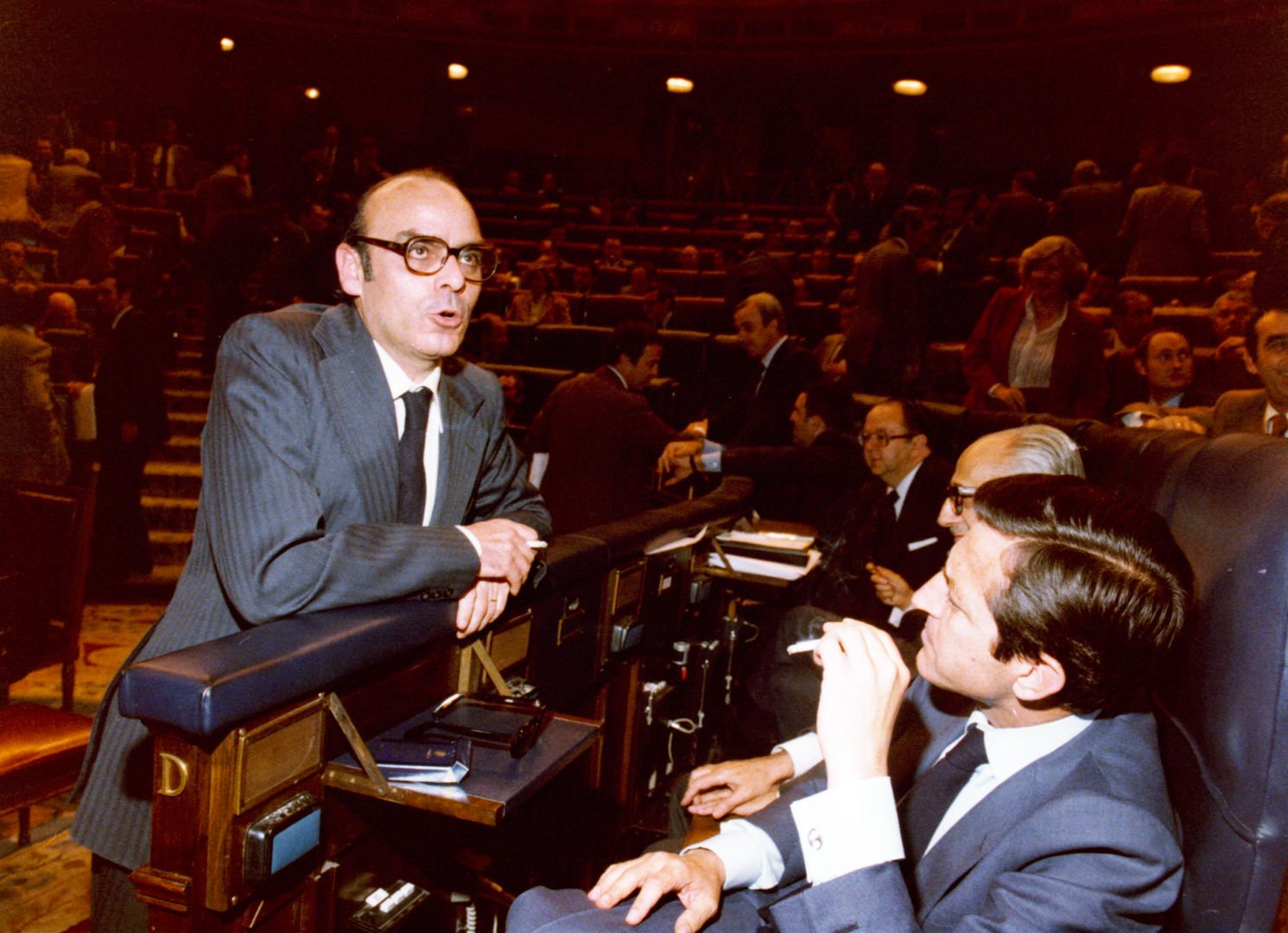
Adolfo Suárez s'entretient au Congrès des députés, avec le vice-président en second aux Affaires Économiques, Fernando Abril Martorell.

Tout cela finit par accentuer les divergences entre les groupes qui composaient l'UCD sur diverses questions, comme la politique étrangère — Suárez semblait vouloir intégrer l'Espagne dans le bloc des pays non alignés et non dans l'OTAN —, l'éducation — sur le financement de écoles religieuses privées —, le divorce — dont la légalisation se heurta à l'opposition du secteur chrétien-démocrate et de l'Église catholique —, l'autonomie universitaire, la télévision privée, etc. Les dissensions qui s'ensuivirent débouchèrent sur une crise gouvernementale à la mi-avril 1980 et finalement la formation d'un nouveau gouvernement dont « l'homme fort » était un ami de Suárez, Fernando Abril Martorell,,. Comme le souligne Xosé Manoel Núñez Seixas, « dès que l'aura du président commença à s'évaporer, conséquence de l'usure subie par son administration et de son incapacité à concevoir un projet politique à long terme, des dissidences internes émergèrent. » L'UCD commença à faire entendre une voix cacophonique, dans laquelle « l'aile démocrate-chrétienne, qui accusait son président de gouverner à gauche avec les voix de la droite, acquit désormais un plus grand [...] protagonisme, face à l'affaiblissement des secteurs sociaux-démocrates et libéraux. »
Lorsqu'au début du mois de mai le nouveau gouvernement allait être présenté aux Cortes, le PSOE, sorti de sa crise interne, présenta une motion de censure en proposant Felipe González pour présider un gouvernement alternatif, avec un programme de consolidation de la démocratie et de réformes sociales. Malgré l'échec de la motion — qui était prévisible étant donné l'état du rapport de forces au Congrès —, González en sortit très renforcé et devint le leader politique le plus populaire dans tous les sondages d'opinion., devançant pour la première fois Adolfo Suárez qui occupait cette place depuis 1976,. Le débat sur la motion du 30 mai — au cours duquel Suárez délégua la défense du gouvernement à Abril Martorell, ce qui détériora considérablement son image[De qui ?] — fut diffusé à la télévision dans tout le pays et le PSOE fut dès lors confirmé comme un véritable alternative gouvernementale. Les sondages placèrent déjà le PSOE devant l'UCD en termes d'intentions de vote.

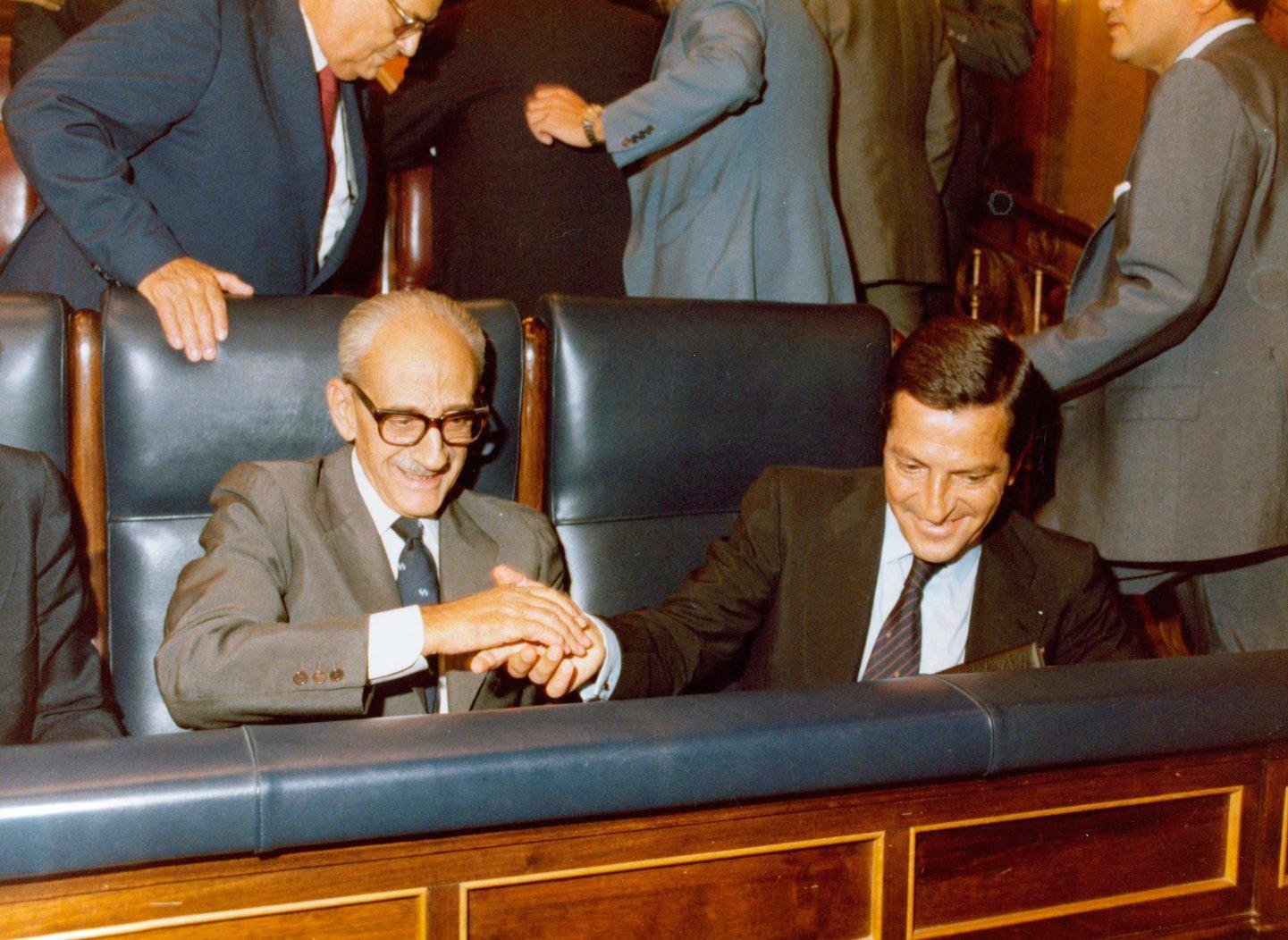
Adolfo Suárez avec le général Manuel Gutiérrez Mellado, vice-président 1. º du Gouvernement aux Affaires de Défense, au Congrès des Députés après avoir voté la motion de confiance en septembre 1980.

Suárez sortit très affaibli de la motion de censure socialiste — « l’opinion publique intéressée a pu contempler en direct l’état politique désastreux dans lequel se trouvait le président Suárez, tandis que Felipe González atteignait des moments remarquables dans ses interventions » — dont profitèrent les « barons » de son propre parti lui pour imposer une participation au gouvernement. C'est ainsi que fut formé en septembre 1980 le troisième gouvernement de Suárez depuis les élections de 1979 et duquel sortit le précédent « homme fort » Abril Martorell. Cependant, le secteur chrétien-démocrate ne fut pas satisfait et commença « une rébellion en toute règle », selon Santos Juliá, comme cela se vérifia lors de l'élection du nouveau porte-parole du groupe parlementaire au Congrès des députés, où ils parvinrent à imposer leur candidat Miguel Herrero et Rodríguez de Miñón sur celui sur le gouvernement, par 103 voix contre 45 ,. Peu avant avait été rendu public le « Manifeste des 200 », signé par les libéraux et les démocrates-chrétiens de l'UCD, qui critiquait la « dénaturalisation gauchiste du parti » et accusait Suárez d'exercer une « direction [caudillaje] arbitraire. »

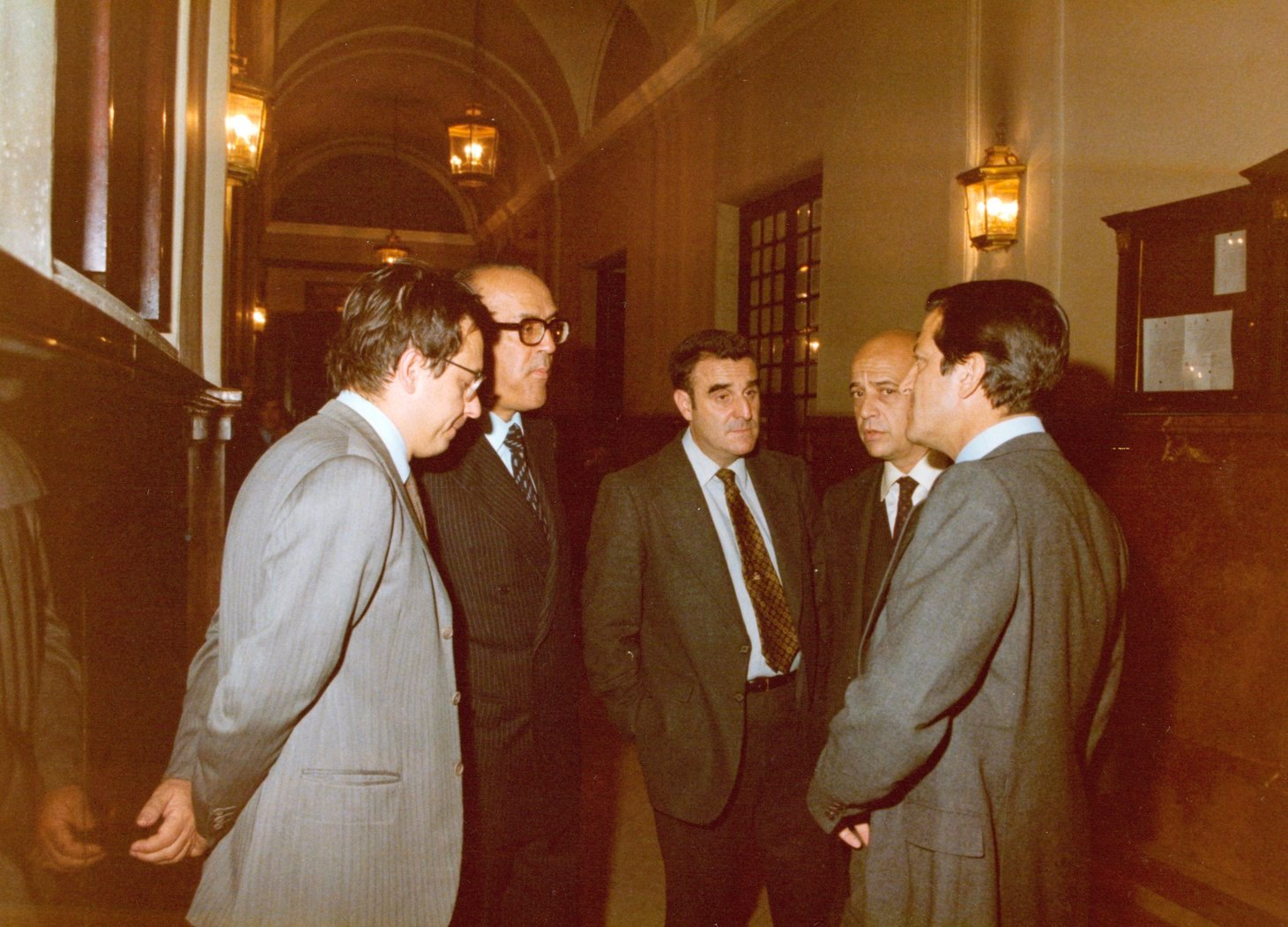
Suárez s'entretient dans les salles du Congrès (de gauche à droite) avec les députés Miguel Herrero et Rodríguez de Miñón, et les ministres Leopoldo Calvo Sotelo, Agustín Rodríguez Sahagún et Francisco Fernández Ordóñez (octobre 1980).

L'élection de Herrero de Miñón révéla la faiblesse de Suárez au sein de son propre parti, coïncidant avec une détérioration de la situation économique, une augmentation soudaine des attaques terroristes d'ETA — en seulement deux semaines d'octobre, trois policiers, trois gardes civils, un soldat, deux civils et un membre de la direction de l'UCD du Guipuscoa furent assassinés —, et les rumeurs d'un possible coup d'État de l'armée, encouragé depuis certains journaux — comme le collectif « Almendros » qui écrivait dans le journal d'extrême droite El Alcázar —  et qui mettaient en exemple le coup d'État militaire qui venait de triompher en Turquie. L'armée qui accompagnait les débuts de la démocratie restait l'armée de Franco, celle de la dictature, et les réformes envisagées par le gouvernement Suárez — renouvelement du commandement et « démocratisation » de sa direction — n'avait pas encore été entreprises. Les réformistes firent le pari « que les forces armées considéraient le roi Juan Carlos comme leur commandant en chef, qu'elles suivaient avec la loyauté que Franco leur avait demandé de maintenir après sa mort. »
Les socialistes proposèrent alors la formation d'un gouvernement de concentration présidé par une personnalité indépendante — deux membres de la direction du PSOE eurent un entretien le 22 octobre 1980 avec le général Alfonso Armada où ils discutèrent de la formation d'un gouvernement de coalition présidé par un indépendant ou un militaire —, et le dit « secteur critique » de l'UCD présenta un document à débattre lors du second Congrès du parti à venir dans lequel ils exigeaient une plus grande démocratie interne, ce qui équivalait à remettre en question le leadership de Suárez. In fine, ce « secteur critique » prétendait que l'UCD abandonnât ses velléités « gauchistes » et forme un gouvernement de coalition avec l'Alliance populaire de Manuel Fraga.

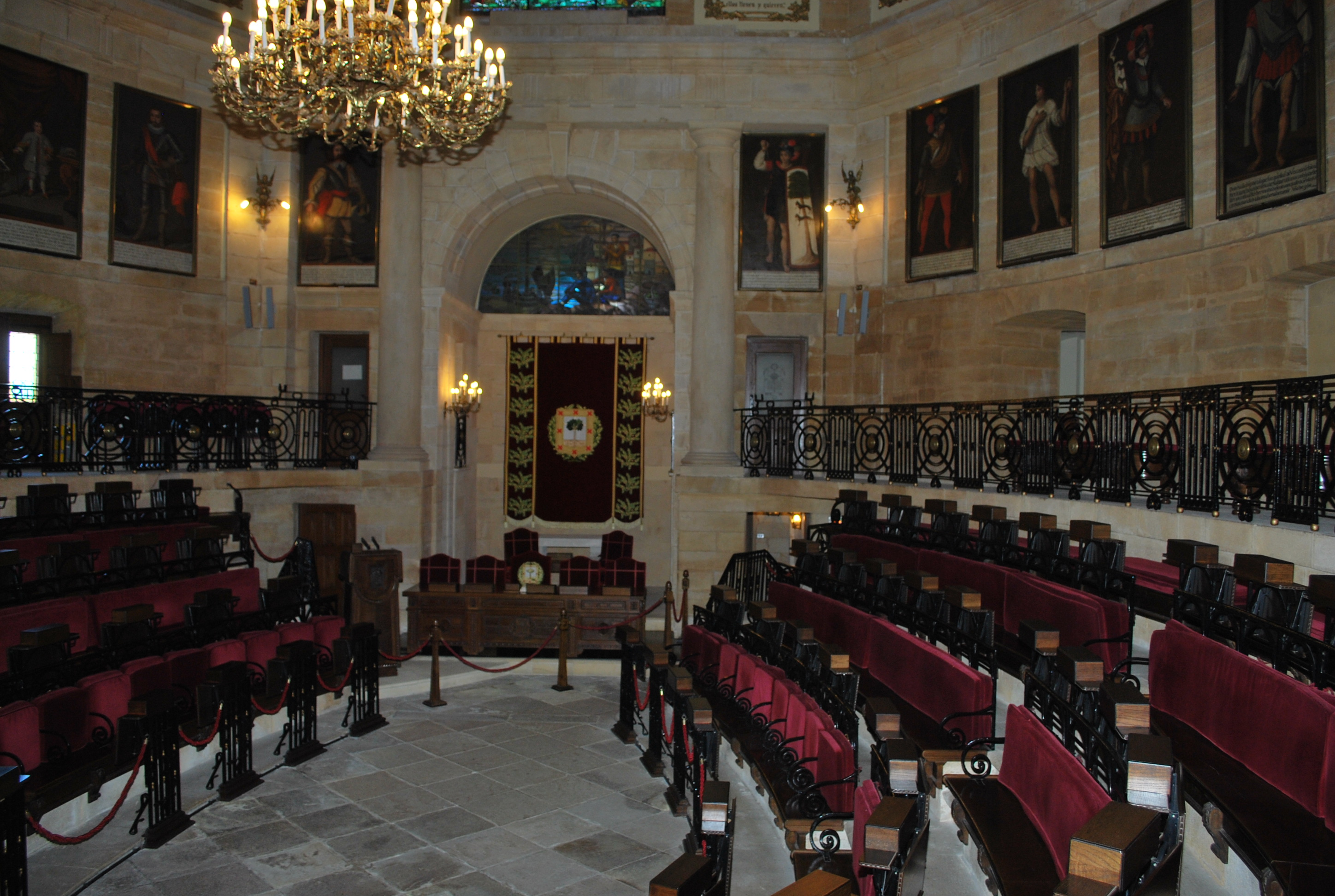
Salle plénière de la maison du Conseil de Guernica où les représentants de Herri Batasuna ont manifesté leur rejet des rois d'Espagne dans l'événement que le gouvernement basque avait organisé à l'occasion de leur visite au Pays basque.

Le 29 janvier 1981, le jour même où le devait commencer Congrès de l'UCD à Majorque, qui avait été suspendu en raison d'une grève des contrôleurs aériens, Adolfo Suárez annonça à la télévision sa décision de démissionner de la présidence du gouvernement et du parti. Il la justifia par une phrase énigmatique : « Je ne veux pas que le système démocratique de cohabitation soit, une fois de plus, une parenthèse dans la vie de l'Espagne,,,. » Deux jours plus tard, Suárez rencontra les « barons » de l'UCD qui acceptèrent de proposer Leopoldo Calvo Sotelo, vice-président du gouvernement et numéro deux du parti, comme candidat à la présidence du gouvernement,,,.
La crise politique que traversait le pays s'aggrava lorsqu'on apprit que l'ETA avait assassiné José María Ryan (es), un ingénieur industriel de la centrale nucléaire de Lemóniz, enlevé quelques jours auparavant, qui coïncida avec la mort à cause de tortures à l'hôpital pénitentiaire de Carabanchel du membre présumé d'ETA José Ignacio Arregui (es),. La tension fut également alimentée par les signes de rejet que le couple royal reçurent de la part des représentants de Herri Batasuna lors de leur visite à la maison des Juntes de Guernica en compagnie du Lehendakari Carlos Garaikoetxea,.
Le 22 février, Calvo Sotelo soumit son programme gouvernemental à l'approbation du Congrès des députés, mais n'obtint pas la majorité absolue, si bien qu'il fallut recommencer le vote le lendemain, et alors une majorité simple suffirait pour obtenir le investiture de la Chambre. Jusque là, Suárez resterait président par intérim du gouvernement.

### Le coup d'État manqué du 23 février 1981

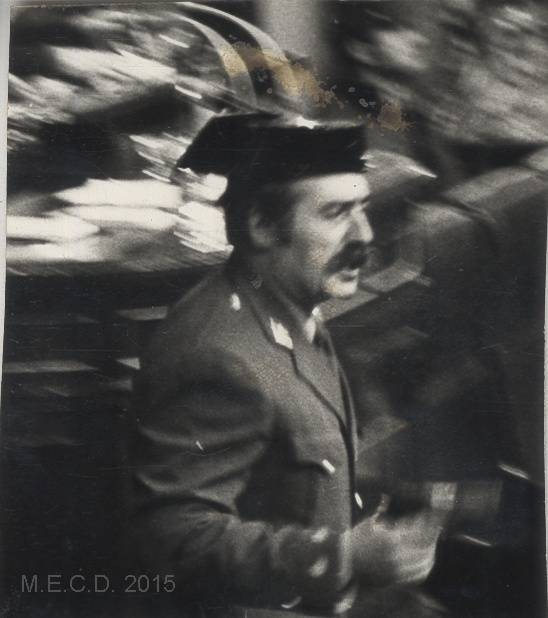
Moment où le lieutenant-colonel Antonio Tejero fait irruption dans la salle du Congrès des députés à la tête d'une centaine de gardes civils et ordonne un fusil à la main : "Au sol tout le monde !".

Le 23 février 1981, un groupe de gardes civils armés dirigé par le lieutenant-colonel Antonio Tejero ait irruption dans la salle du Congrès des députés présidé par Landelino Lavilla, au moment où se tenait le deuxième vote pour l'investiture de Calvo Sotelo. Tejero était un soldat connu pour avoir participé des années auparavant à une conspiration « involutionniste » appelée Opération Galaxia qui prétendait prendre d'assaut le palais de la Moncloa et pour laquelle il n'écopa que d'une peine d'arrestation de sept mois,,,,. Après avoir tiré en l'air, en ordonnant « Au sol tout le monde ! » et en tentant de renverser le lieutenant-général Manuel Gutiérrez Mellado qui lui faisait face, Tejero informa les députés qu'ils étaient tous retenus en attente de l'arrivée de « l'autorité compétente, militaire bien sûr », comme le déclara l'un des gardes civils sous ses ordres.

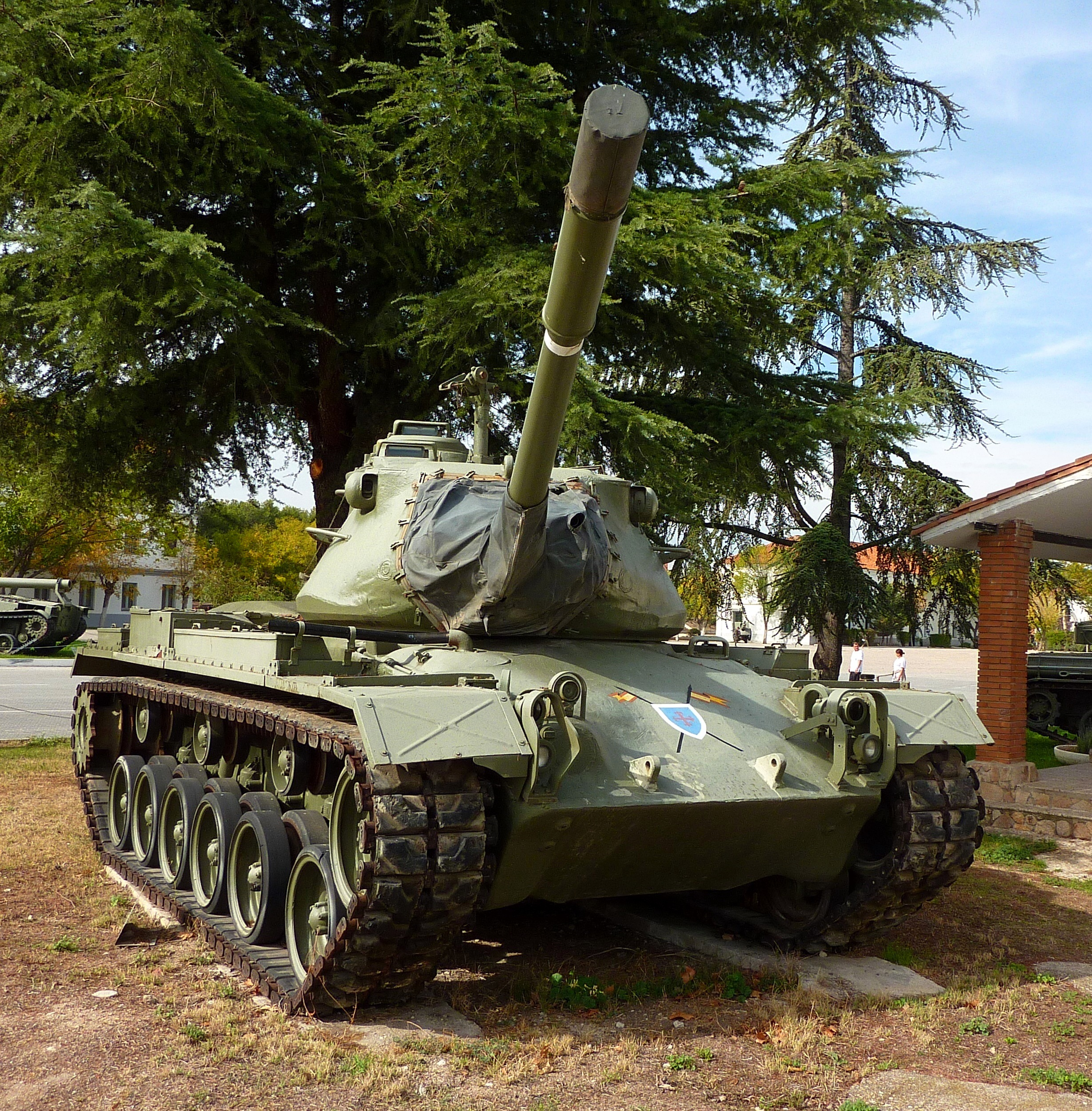
Char M-47 E1 de l'Armée de terre, qui fut le modèle utilisé par la Division d'infanterie motorisée Maestrazgo n. º 3 pour occuper Valence sur ordre du lieutenant général Milans del Bosch.

Simultanément, Jaime Milans del Bosch, déclara l'« état de guerre » dans la III Région militaire dont il était capitaine général en criant « Vive le Roi et vive toujours l'Espagne ! », instaura un couvre-feu et ordonna que des chars de combat occupent la ville de Valence, siège de la capitainerie générale. Milans contacta également le reste des capitaines généraux pour qu'ils suivent son initiative, en alléguant qu'il attendait les ordres du roi. Ainsi se matérialisait un coup d'État qui était en gestation depuis des mois et dans lequel convergeaient deux initiatives différentes : l'une dirigé par le général Alfonso Armada, qui prétendait former un gouvernement de concentration présidé par lui-même (un « coup d'État doux »), et un autre dirigé par Milans del Bosch, dont le bras exécuteur était Tejero, visant à établir une junte militaire qui prenne le pouvoir (un « coup d'État dur »),,.
Lorsque le roi eut vent de ce qui se passait, il ordonna à tous les capitaines généraux de rester à leur poste et de ne pas faire sortir les troupes dans les rues, et à Milans del Bosch d'ordonner aux chars et aux soldats occupaint Valence de regagner leurs casernes. Il appuya également la formation d'un gouvernement d'urgence formé des sous-secrétaires des différents ministères et présidé par le secrétaire d'État à la Sécurité. Le capitaine général de Madrid Quintana Lacazzi refusa de se joindre au soulèvement, ce qui empêcha les golpistes de prendre le contrôle de la stratégique division blindée Brunete, dont le quartier général était très proche de Madrid, ce qui fut crucial pour la suite de la tentative. Le général Gabeiras, chef d'état-major de l'armée, ne le fit pas non plus. Un de ses collaborateurs obtint la libération des installations de TVE occupées par des unités militaires.
Pendant ce temps, le général Armada tenta d'obtenir du roi l'autorisation de comparaître en son nom au Congrès des députés, mais Juan Carlos refusa. Malgré cela, Armada se rendit au Congrès, avec l'autorisation du roi mais à « titre personnel », où il rencontra Tejero, à qui il expliqua son projet de former un gouvernement de concentration présidé par lui-même et lui demanda de le laisser s'adresser aux députés. Tejero refusa catégoriquement parce qu’il souhaitait un gouvernement purement militaire,. À une heure du matin, le roi, vêtu de l'uniforme de capitaine général en tant que chef suprême des forces armées, s'adressa au pays pour condamner le coup militaire et en défense du système démocratique. Ce fut « le moment décisif pour l'échec du coup d'État,. » Deux heures plus tard, Milans del Bosch ordonna le retrait de ses troupes et le lendemain matin, Tejero se rendit, le gouvernement et les députés étant libérés. Le coup d’État qui serait connu comme le « 23-F » avait échoué.
Le 27 février furent convoquées des manifestations pour la défense de la Constitution et de la démocratie, qui furent les plus importantes de celles organisées jusqu'alors, encouragées par le fait que tous les citoyens avaient pu voir à la télévision les événements au Parlement — les putschistes croyaient à tort que les caméras étaient éteintes —, : environ un million de manifestants à Madrid, 500 000 à Barcelone. Même l'ETA sembla emportée par le « climat émotionnel qui suivit le coup d'État » et déclara, au lendemain des manifestations massives, un « cessez-le-feu inconditionnel » et libéra trois consuls qu'elle retenait en otage depuis neuf jours.
Selon David Ruiz , le 23-F fut « un épisode anachronique », mais ce fut aussi un « événement capital de la Transition ». « Le désenchantement politique apparu après le consensus constitutionnel [...] sembla se dissiper soudainement » et, comme le souligne Xosé Manoel Núñez Seixas, « le coup d'État aut sans doute pour effet, non prévu par ses promoteurs, de renforcer le système démocratique » et « contribua également à ce que les institutions européennes repensent les effets de leurs doutes et retards concernant l'incorporation de l'Espagne et du Portugal », qui étaient au point mort sur plusieurs aspects. D'autre part, « la figure du roi Juan Carlos Ier se renforça considérablement après l'échec du coup d'État, car il était considéré par la majorité des citoyens comme un sauveur de la démocratie. Ainsi, naissait le juancarlismo comme support à la légitimité populaire de la monarchie restaurée, qui perdurerait jusqu'au début de la deuxième décennie du XXIe siècle. »

### Gouvernement de Calvo Sotelo (1981-1982): désintégration de l'UCD, crise du PCE et montée du PSOE

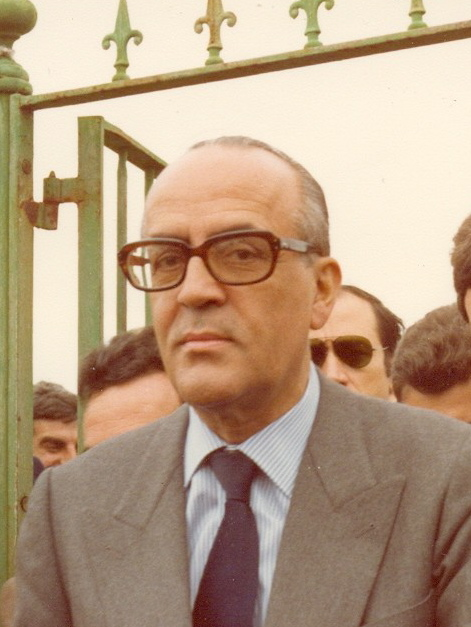
Leopoldo Calvo Sotelo en 1976.

Leopoldo Calvo Sotelo prêta serment comme président du gouvernement par 185 voix pour — celles de son parti l'UCD et celles de la minorité catalane et des andalousistes — et 158 contre, après avoir rejeté l'offre de Felipe González de former un gouvernement de large assise parlementaire. La principale nouveauté présentée par le nouveau gouvernement est que, pour la première fois depuis la République, il ne comptait aucun militaire — le ministère de la Défense étant occupé par Alberto Oliart —,.
Calvo Sotelo entreprit de résoudre les problèmes qui avaient tourmenté le gouvernement précédent et, pour ce faire, il rechercha l'accord avec le PSOE — il eut de fréquentes réunions avec Felipe González —. Sur la question militaire, le leader socialiste accepta que seuls 32 des plus de 200 soldats impliqués dans le coup d'État et un seul civil soient jugés. Il le soutint également plus tard dans le recours que le gouvernement présenta devant le Tribunal suprême pour aggraver les peines auxquelles ils avaient été condamnés par une tribunal militaire,,. Certaines des peines initialement prononcées étaient si légères qu'elles auraient permis aux principaux accusés de continuer à servir dans l'Armée ; le Tribunal suprême condamna Tejero, Armada et Milans del Bosch à la peine maximale de trente ans de réclusion. Le PSOE appuya également la loi de défense de la Constitution visant à empêcher toute nouvelle tentative de coup d'État et prévoyant la suspension des journaux qui les encourageaient. Cependant, dans certains cas, le gouvernement ne se montra pas aussi ferme dans la soumission au pouvoir civil des militaires, comme lorsqu'il le fils de Milans del Bosch, officier de l'armée, fut condamné à seulement un mois d'arrestation après avoir publiquement insulté le roi en le traitant de « porc ».
Le gouvernement de Calvo Sotelo trouva également le soutien des socialistes sur la « question autonomique », avec lesquels il signa le 31 juillet un « pacte autonomique » visant à « réordonner » l'ensemble du processus, fermant la voie de l'article 151 aux régions n'étant pas parmi les quatre qui l'avaient déjà atteinte (Catalogne, Pays basque, Galice et Andalousie). En échange, les statuts d'autonomie étaient généralisés à toutes les régions de l'État — configurant le dénommé « État des autonomies » — et elles seraient nivelées sur le plan institutionnel : toutes les communautés auraient leur propre parlement et leur propre Cour supérieure de justice. De même, on convint que toutes les communautés autonomes acquerraient progressivement des niveaux de compétences similaires à ceux de l'article 151,,. Les nationalistes catalans et basques et d'autres secteurs accusèrent le gouvernement de se soumettre aux goûts des militaires en mettant un frein au processus autonomiquie, qui auraient ainsi imposé une sorte de « démocratie sous surveillance », accusation que Calvo Sotelo rejeta toujours.
L'accord UCD-PSOE se concrétisa dans la Loi organique d'harmonisation du processus autonomique (LOAPA), qui fit l'objet d'un recours devant la Cour Constitutionnelle de la part des partis nationalistes infra-étatiques,. Le 5 août 1983, le Tribunal déclara le titre I de la loi inconstitutionnel parce que les Cortes n'avaient pas le pouvoir d'interpréter la Constitution,. Le reste des articles de la LOAPA fut déclaré constitutionnel, validant la fermeture du processus autonomique. Ainsi, lorsque Calvo Sotelo dissolut les Cortes en août 1982 pour convoquer de nouvelles élections, seuls les statuts des îles Baléares, de Castille-et-León, d'Estrémadure, de Madrid, de Ceuta et de Melilla n'avaient pas été approuvés.
Le gouvernement de Calvo Sotelo obtint également réussi le ralliement du syndicat Comisiones Obreras à la politique de concertation sociale pour affronter la crise, qui jusqu'alors avait toujours refusé de signer avec l'UGT et l'organisation patronale CEOE de l'Accord national pour l'emploi (ANE). Un autre succès du gouvernement fut qu'après les négociations entre le ministre de l'Intérieur Juan José Rosón et Mario Onaindia, ETA politico-militaire abandonna la « lutte armée » en février 1982. Cependant, la branche militaire poursuivit ses activités terroristes.
En revanche, le gouvernement ne bénéficia pas du soutien du PSOE dans sa décision de demander l'adhésion de l'Espagne à l'OTAN, ce qui mettait au supposé « neutralisme » du gouvernement de Suárez. Cependant, dans son discours d'investiture de mars 1979, l'entrée dans l'OTAN avait déjà été défini comme un objectif de la politique étrangère espagnole — sans toutefois en fixer la date — en complément de la demande d'adhésion à la Communauté économique européenne qui avait été présentée deux ans plus tôt, le 28 juillet 1977. Cette même idée avait été présentée par Calvo Sotelo dans son discours d'investiture avant le coup d'État, dans lequel il avait soutenu que la position géopolitique de l'Espagne ne lui permettait pas d'être neutre — de fait l'Espagne était déjà intégrée à la défense occidentale grâce aux accords signés avec les États-Unis, bien que de façon collatérale et sans participation aux décisions — et où il avait lié l'entrée dans l'OTAN à l'entrée dans la CEE à une moment où les négociations étaient paralysées à cause de la pression du président français Giscard d'Estaing. Le coup d'État du 23-F ajouta un nouvel argument : « l'intégration de l'armée espagnole dans une organisation internationale mettrait fin à leurs veilléités putschistes. »
Le PSOE s'opposa à l'intention du gouvernement d'approuver l'entrée de l'Espagne dans l'OTAN par un vote au Congrès et lorsque celui-ci eut finalement le 29 octobre 1981 — 186 députés votèrent pour et 146 contre —, Felipe González promit que lorsqu'il arriverait au pouvoir, il convoquerait un référendum sur le maintien de sa participation. Ainsi, le PSOE lança-t-il la campagne contre la décision du gouvernement avec le slogan équivoque et ambigu : « L'OTAN, d'entrée, non. Exige un référendum,. » Le PCE participa également à la campagne avec son propre slogan : « Pour la paix et le désarmement . » En conséquence le soutien de l'opinion publique à l'OTAN passa de 57 à % à seulement 17 %. Le gouvernement maintint malgré tout son avis et le 6 juin 1982 le Conseil de l'Atlantique nord réuni à Bonn, capitale de la République fédérale d'Allemagne, accepta l'Espagne comme seizième pays membre de l'OTAN.
Au cours des premiers mois, Calvo Sotelo réussit à améliorer la confiance de la population dans le gouvernement par rapport à la dernière période de Suárez, passant de 26 % à 40 % d'opinions favorables, mais à partir de l'automne 1981 elle s'effondra à cause de la sensation d'un « virage à droite » que provoquèrent certaines de ses décisions — comme la nomination de Carlos Robles Piquer à la tête de RTVE — et surtout de la désunion croissante au sein d'UCD, dû d'une part au fait que le « secteur critique » chrétien-démocrate dirigé par Miguel Herrero y Rodríguez de Miñón et Óscar Alzaga (es) se rapprocha d'Alianza Popular et d'autre part au rapprochement du « secteur social-démocrate » avec le PSOE — son leader Francisco Fernández Ordóñez quitta le gouvernement et la majorité des députés de cette tendance rejoignit le groupe mixte en novembre 1981 —,.
La division interne de l'UCD se fit plus visible au moment du traitement de la loi sur le divorce, qui donna lieu au premier cas d'indiscipline parlementaire. Le secteur « social-démocrate », principal promoteur de la loi, vota avec l'opposition au Sénat lorsque les chrétiens-démocrates tentèrent d'introduire une « clause de dureté » qui avait été préalablement convenue — également avec la hiérarchie de l'Église catholique —, qui ne fut donc pas approuvé. L'UCD se montra également complètement divisée lors du débat sur la loi d'autonomie universitaire ou sur celle de la télévision privée, de sorte qu'aucune des deux ne vit le jour,.
Selon Javier Tusell, le déclencheur du démembrement de l'UCD fut l'abandon par Suárez de la présidence du parti, puisque c'est lui qui avait maintenu le parti uni et, après son départ, les différents secteurs de l'UCD « ne trouvèrent pas le moyen d'organiser le consensus interne » et des disputes personnels éclatèrent entre les dirigeants des différents secteurs. «Il y eut des divergences de type idéologique, aucune d'elles insurmontable, mais les divergences personnelles furent bien plus graves. "Ce fut l'inconscience pratiquée dans les disputes internes qui liquida l'UCD en tant que parti. »

Répartition géographique des personnes touchées par le syndrome des huiles toxiques dans les années 1981-1982
plus de cas : Madrid.
- : León et Valladolid.
- : Ségovie et Palencia.
- : Zamora, Salamanque, Ávila, Tolède, Burgos, Soria et Guadalajara.
100 - 51 : Cantabrie.
50 - 11 : Asturies, Orense et Biscaye.

Un événement lié à la santé publique détériora encore davantage la crédibilité du gouvernement, car celui-ci réagit tardivement et mal (le ministre de la Santé démissionna) : l'empoisonnement massif provoqué par le détournement vers la consommation humaine d’un lot d’huile de colza à usage industriel et qui était donc frelaté. Entre 12 000 et 20 000 personnes issues des classes populaires furent affectées et personnes perdurent la vie,,.

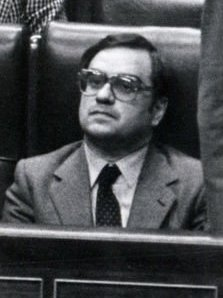
Rodolfo Martín Villa, « l'homme fort » du gouvernement Calvo Sotelo après son remaniement à la fin de 1981.

Les revers électoraux successifs accentuèrent encore la désintégration d'UCD. Aux élections galiciennes du 20 octobre 1981, les centristes furent surpassés par AP, qui obtint 30 % voix,. Calvo Sotelo tenta alors de reconstruire l'unité du parti en assumant personnellement la présidence en remplacement d'Agustín Rodríguez Sahagún, représentant au Congrès de Palma de Majorque, et en remodelant son gouvernement, dans lequel « l'homme fort » devint le vice-président Rodolfo Martín Villa, « la figure la plus marquante des centristes issus du régime précédent », selon Javier Tusell. Toutefois, au début de 1982 commença la « fuite » de députés vers AP. En mai, l'UCD subit un nouveau revers aux élections régionales andalouses, au cours desquelles le PSOE obtint la majorité absolue, et où AP devança de nouveau UCD en termes de voix. Landelino Lavilla prit ensuite la présidence du parti, sans toutefois parvenir à arrêter « l'hémorragie des scissions ». Les démocrates-chrétiens fondèrent un nouveau parti, le Parti Démocratique Populaire, et Suárez lui-même quitta l'UCD pour fonder son propre parti, le Centre Démocratique et Social (CDS),,. De leur côté, les sociaux-démocrates de Francisco Fernández Ordóñez avaient déjà quitté l'UCD pour fonder le Parti d'action démocratique, qui finirait par rejoindre le PSOE. Devant cette situation de parti en débandade, Calvo Sotelo procéda à la dissolution des Cortes en août 1982 et convoqua de nouvelles élections générales pour le 28 octobre,,,.
Au moment même où l'UCD s'effondrait, le PSOE gagnait du terrain grâce à l'image inverse qu'il renvoyait : celle d'un parti uni, sérieux et responsable, le parti du changement. Après le congrès extraordinaire, le PSOE avait abandonné la rhétorique radicale pour adopter « une position réformiste qui rejoignait beaucoup mieux l'attitude majoritaire de la société espagnole ». « Modernisation » fut le nouveau mot clé, au lieu de « socialisme ».
L'unité et le leadership du parti furent confirmés au XXIXe Congrès, tenu à l'automne 1981, lors duquel la gestion de l'exécutif fut approuvée par 99,6 % des délégués et le secrétaire général fut réélu par 100 % des voix ce qui n'était jamais arrivé dans l'histoire du PSOE, pas même du temps de son fondateur Pablo Iglesias. Le Congrès approuva le programme gouvernemental à appliquer lors de l'arrivée au pouvoir du PSOE, caractérisé par sa modération : il ne s'agissait pas de réaliser le socialisme mais de consolider la démocratie, « moderniser » la société, intégrer l'Espagne dans la Communauté économique européenne et affronter la crise économique. Il n’y aurait donc ni nationalisation des entreprises, ni planification de l’économie, ni liquidation de l’enseignement religieux,.
La montée du PSOE fut également favorisée par la crise interne de l'autre grand parti de la gauche espagnole, le Parti communiste espagnol. L'élimination du « léninisme » de ses principes idéologiques au IXe Le congrès tenu en avril 1978 fut l'objet de critiques de la part du dénommé « secteur pro-soviétique » mais, de même qu'au PSOE, la crise éclata après les élections de mars 1979, lorsque les espoirs d'obtenir un résultat bien meilleur qu'en 1977 furent déçus. Les critiques contre la direction, incarnée par le secrétaire général Santiago Carrillo, se renforcèrent, non seulement de la part du « secteur pro-soviétique » mais aussi du dit « secteur rénovateur », mais Carrillo eut paradoxalement recours au vieux principe léniniste du « centralisme démocratique » pour faire taire les voix dissidentes.

### Élections du 28 octobre 1982
Aux élections du 28 octobre 1982 le taux de participation fut le plus élevé : 79,8 %, ce qui représente plus de vingt millions d'électeurs—  ; cela signifie qu'elles eurent donc eu un « effet relégitimant », selon les mots de Santos Juliá, sur la démocratie et le processus de transition politique.

Affiche électorale du PSOE (Slogan : « Vote PSOE Pour le changement »).

Le PSOE fit campagne avec le slogan «Por el cambio» (« Pour le changement »), auquel Felipe González ajoutait «Que España funcione» (« Que l'Espagne fonctionne ») et remporta une victoire éclatante en obtenant plus de dix millions de voix, soit près de cinq millions de plus qu'en 1979, représentant 50 % des votants et la majorité absolue au Congrès (202 députés) et au Sénat. Le deuxième parti le plus voté, Alianza Popular (106 députés), était loin derrière avec 5 millions et demi de voix, malgré une amélioration considérable de ses résultats par rapport à 1979 (passant de 6 % à 26 % des voix), représenta désormais la nouvelle alternative conservatrice au pouvoir socialiste. Le PCE (avec 4 députés) et l'UCD (12) furent pratiquement rayés de la carte, ainsi que le Centre Démocratique et Social de Suárez (seulement 2 députés). L'extrême droite perdit le seul député dont elle disposait — Fuerza Nueva annonça sa dissolution un mois plus tard — et le parti Solidaridad Española, promu par le putschiste Antonio Tejero, récolta moins de 30 000,,,.

Résultats des élections générales de 1982 par provinces.

Avec ce résultat, qualifié d'authentique « tremblement de terre électoral », le système des partis connut un changement radical, puisque le bipartisme imparfait (UCD/PSOE) de 1977 et 1979 passa à un système de parti dominant (le PSOE), qui se trouva confirmé lors des élections municipales et régionales de mai 1983, qui marquèrent une nouvelle fois une victoire écrasante du PSOE, puisque douze des dix-sept communautés autonomes furent gouvernées par des socialistes — avec la majorité absolue aux Parlements de sept d'entre elles —, tout comme les ayuntamientos des principales grandes villes. Seuls les gouvernements autonomes de Galice, de Cantabrie et des Îles Baléares (tenus par AP), ainsi que de Catalogne (CiU) et du Pays basque (PNV), échappèrent au contrôle socialiste. Les élections de 1982 sont considérées par la majorité des historiens comme la fin du processus de transition politique commencé en 1975. En premier lieu en raison de la participation élevée enregistrée, la plus élevée à ce jour (79,8 %), ce qui reconfirma l'engagement des citoyens envers le système démocratique et a démontré que le « retour en arrière » défendu par les secteurs « involutifs » ne bénéficiait d'aucun soutien. En second lieu, parce que pour la première fois, une alternance politique propre des démocraties se produisait, grâce au libre exercice du vote par les citoyens. Troisièmement, parce qu'un parti qui n'avait aucun lien avec le franquisme, car étant l'un des vaincus de la guerre civile, accédait au gouvernement : « L'ultime épreuve pour la consolidation définitive du nouveau système politique formé entre 1976 et 1978 devait être de permettre l'accès au gouvernement de ceux qui venaient de l'opposition démocratique et non des rangs réformistes du régime dictatorial ». « Le retour au pouvoir de la gauche, sans heurts et [dans une] normalité démocratique, mettait en évidence que l'Espagne parvenait à surmonter les années de confrontation, de silence et de répression qui avaient caractérisé la guerre civile et le franquisme résultant de ce dramatique conflit. En dépit de toutes les difficultés rencontrées, l'Espagne avait connu un changement de régime, une transition profonde qui semblait culminer avec cette alternance de la gauche au pouvoir. À partir de ce moment, le chemin incertain de la consolidation démocratique commençait. »

## Premier gouvernement socialiste de Felipe González (1982-1986): consolidation du système démocratique

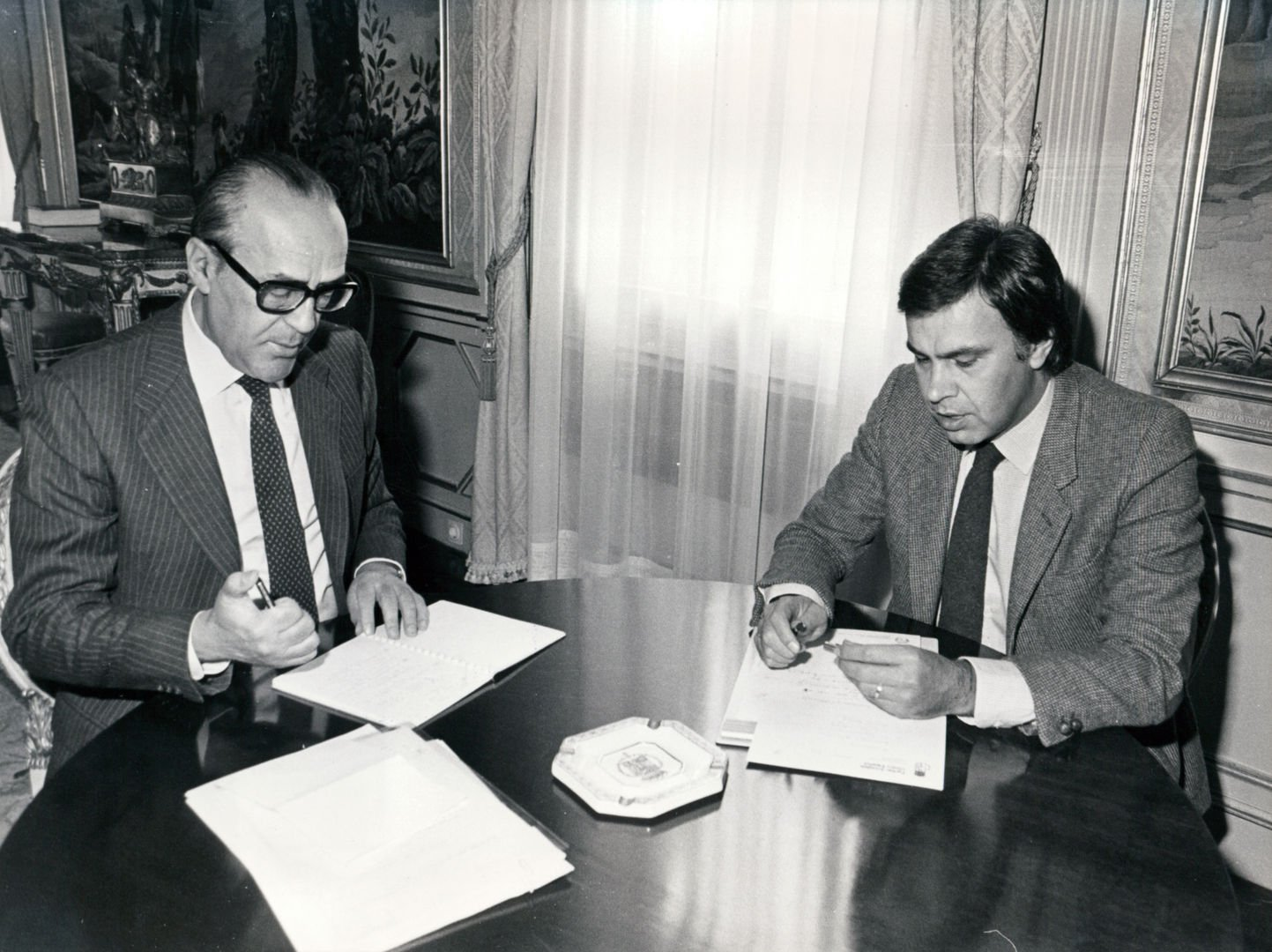
Leopoldo Calvo Sotelo et Felipe González signent le transfert de pouvoirs en novembre 1982.

C'était la première fois que le PSOE revenait au pouvoir depuis la guerre civile, mais contrairement à alors, la majorité absolue dont il disposait le dispensa de devoir passer des accords avec des organisations révolutionnaires à sa gauche ou libéraux à sa droite pour pouvoir gouverner, et n'était plus paralysé par ses divisions internes. La tradition révolutionnaire des socialistes resta donc au second plan et le parti s'incarna dans une voie « réformiste et transformatrice, renforcée par les liens internationaux du PSOE avec le social-démocratie européenne et le prestige étranger croissant » de son leader Felipe González. Selon Núñez Seixas, « si une devise pouvait désormais résumer le projet socialiste, ce serait celle devenir l'artisan de la définitive modernisation de l'Espagne à l'intérieur du contexte européen. »
Contrairement à la période républicaine, la tradition révolutionnaire est restée dans l'ombre et est désormais devenue une vocation réformiste et transformatrice, renforcée par les liens internationaux du PSOE avec la social-démocratie européenne et le prestige étranger croissant de Felipe González . Si une devise pouvait désormais résumer le projet socialiste, ce serait celle de devenir l’architecte de la modernisation définitive de l’Espagne dans le contexte européen. »

### Fin de la menace golpiste

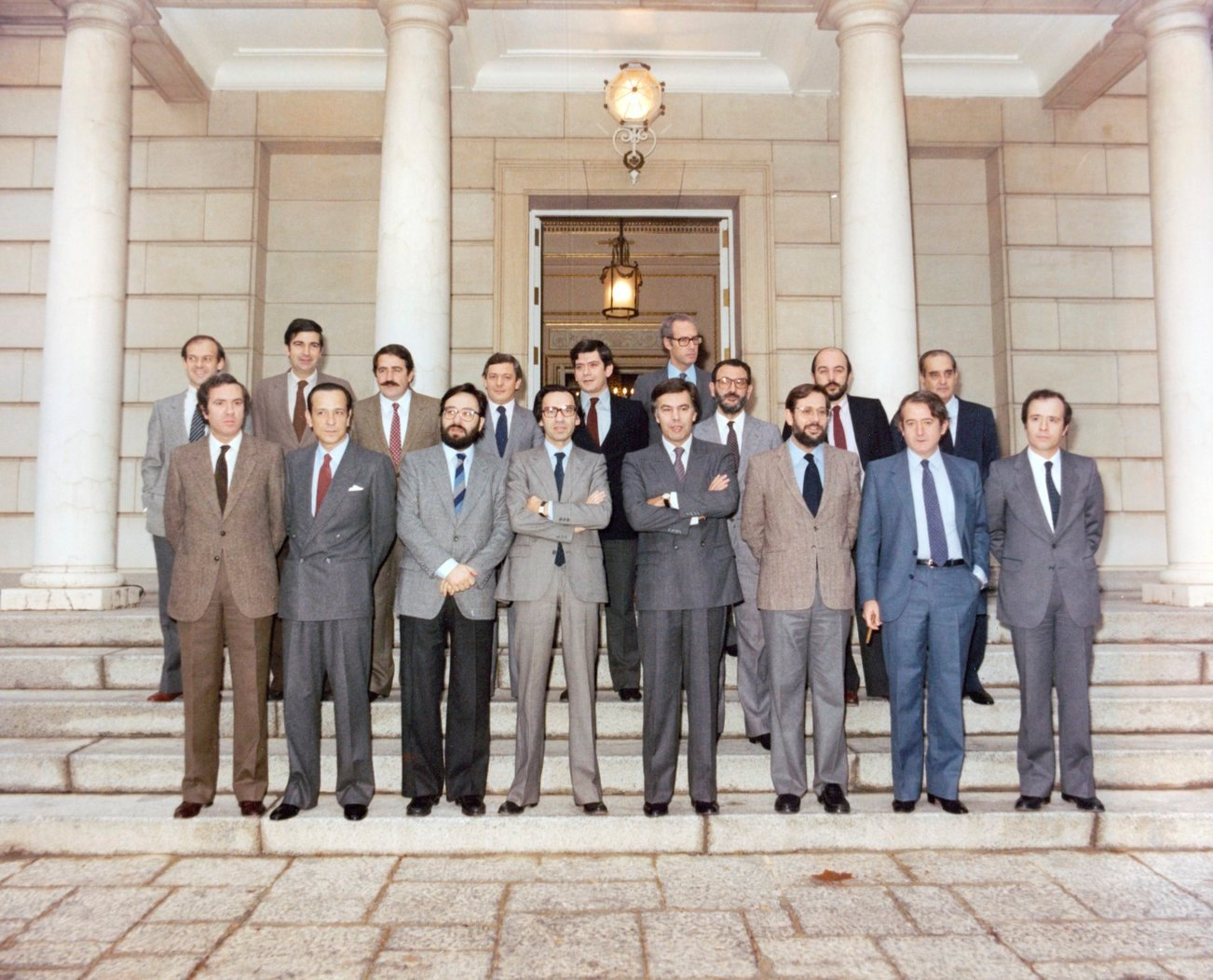
Premier gouvernement de Felipe González (1982). Le troisième en partant de la gauche au premier rang est Narcís Serra, ministre de la Défense.

Le gouvernement socialiste comprit que pour consolider le régime démocratique en Espagne, il fallait mettre un terme au « golpisme ». Ainsi, une série de mesures furent mises en œuvre visant à la « professionnalisation » de l'armée et à sa subordination au pouvoir civil, écartement totalement l'idée d'un pouvoir militaire « autonome ». Ainsi, dans les mots de Santos Juliá, « l'ombre du coup d'État militaire cessa de peser sur la politique espagnole pour la première fois depuis le début de la transition. »
Le ministre de la Défense du premier gouvernement socialiste, Narcís Serra, présenta aux Cortes une loi sur les effectifs de l'Armée de terre prévoyant la réduction progressive de 20 % du nombre de généraux, chefs, officiers et sous-officiers. À l'instar de la réforme militaire d'Azaña sous la Seconde République, elle cherchait à créer une armée plus professionnelle et plus efficace, en mettant fin au mal endémique du nombre excessif de postes de commandement — on passa de 66 000 en 1982 à 57 600 en 1991 —. Serra présenta également en 1984 une loi organique de défense et d'organisation militaire, qui plaçait le Collège des chefs d'État-major sous l'autorité directe du ministre et intégrait dans un même organigramme la Marine, l'Armée de l'Air et l'Armée de terre par la création de la nouvelle figure du chef d'état-major de la Défense, directement subordonné au ministre,. Il intégra également la juridiction militaire à la juridiction civile en créant une Chambre spéciale du Tribunal suprême et en réduisant le nombre de régions militaires historiques de neuf à six.
Le gouvernement socialiste dut encore faire face à un dernier projet de coup d'État en juin 1985, qui fut démantelée par les services d'information et dont l'opinion publique ne fut informée que plus de dix ans plus tard. Le plan consistait à activer une charge explosive sous la tribune présidentielle du défilé de la « Journée des Forces armées » qui devait avoir lieu le premier dimanche de juin à La Corogne et d'en accuser ETA. Ce fut le dernier exemple de coup d’État qui marqua la vie politique espagnole,.

### Intégration dans la Communauté européenne et maintien dans l'OTAN
Un autre grand objectif du gouvernement socialiste fut la pleine intégration de l’Espagne en Europe. En 1985, les négociations d'adhésion à la Communauté économique européenne (CEE, alors composée de dix membres) s'achèvèrent et le 12 juin l'acte d'adhésion fut signé à Madrid. Le 1er janvier 1986, l’Espagne — avec le Portugal — entra effectivement dans la CEE. Cependant, l'autre grand pari de la politique étrangère socialiste, le maintien de l'Espagne dans l'OTAN sous certaines conditions, « déclencha la plus grande confrontation politique des années 1980. »

#### Entrée dans la Communauté économique européenne

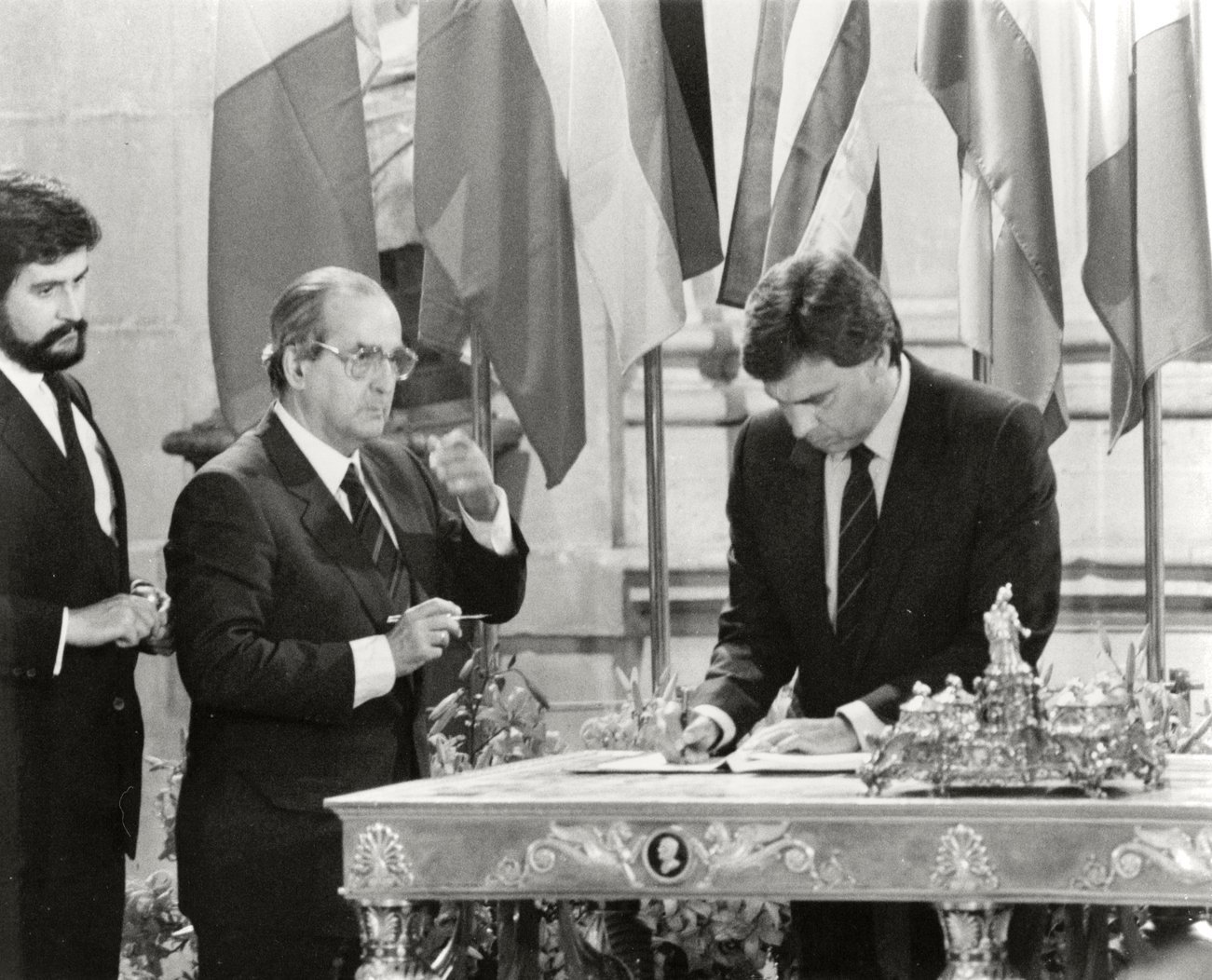
Le président du gouvernement Felipe González signe l'acte d'adhésion de l'Espagne aux Communautés européennes le 12 juin 1985 au Palais Royal de Madrid. À ses côtés, Fernando Morán, ministre des Affaires étrangères, et Manuel Marín, secrétaire d'État à la CEE.

Lorsque les socialistes arrivèrent au pouvoir, les négociations pour l'entrée dans la Communauté économique européenne stagnaient à cause de la « pause » dans l'élargissement imposée par le président français Giscard d'Estaing, qui craignait la concurrence des produits agricoles espagnols — la demande d'entrée avait été présentée par le gouvernement d'Adolfo Suárez en juillet 1977, un mois seulement après la tenue des premières élections démocratiques —,,. Pour accélérer le processus, le gouvernement de Felipe González chercha à assouplir les relations avec la France, dont la présidence était désormais occupée par le socialiste François Mitterrand, ce qui permit des progrès rapides dans les négociations et, fin mars 1985, le ministre des Affaires étrangères, Fernando Morán, et le secrétaire d'État à la Communauté, Manuel Marín, annoncèrent leur fin. Ainsi, le 12 juin 1985, le traité d'adhésion à la CEE fut signé et le 1er janvier 1986, l'Espagne rejoignit effectivement, avec le Portugal, la CEE, qui passa ainsi de 10 à 12 membres. Cette adhésion fut d'une grande importance, y compris sur le plan symbolique, car « elle mettait fin à l'isolement séculaire de l'Espagne. »

#### Référendum sur l'adhésion à l'OTAN
Après l'entrée de l'Espagne dans la CEE, le moment vint de convoquer le référendum sur le maintien de l'Espagne dans l'OTAN qui avait été promis. González et son gouvernement annoncèrent finalement qu'ils allaient défendre le maintien, sous trois conditions : la non incorporation à la structure militaire, l'interdiction d'installer, de stocker ou d'introduire des armes nucléaires et la réduction de bases des États-Unis en Espagne. Auparavant, González avait dû convaincre son propre parti lors du XXXe Congrès tenu en décembre 1984. En outre, le revirement concernant l'OTAN provoqua la démission du ministre des Affaires étrangères Fernando Morán, les deux hommes étant en désaccord,.
Selon Santos Juliá, les principaux facteurs qui influencèrent le changement du gouvernement PSOE furent : « la pression des États-Unis et de plusieurs pays européens ; la relation entre le maintien dans l'OTAN et l'incorporation de l'Espagne dans la CEE et l'attitude favorable au rapprochement avec l'Alliance [Atlantique] adoptée très tôt par le ministère de la Défense. » À cela s’ajoute l’idée qu’il était imprudent de quitter l’OTAN alors que les tensions de la Seconde Guerre froide s’intensifiaient. » Núñez Seixas souligne pour sa part que le maintien dans l'OTAN permit également à mettre fin à la tentation putschiste au sein des forces armées, en leur offrant un nouvel objectif : la participation à la défense du bloc occidental.

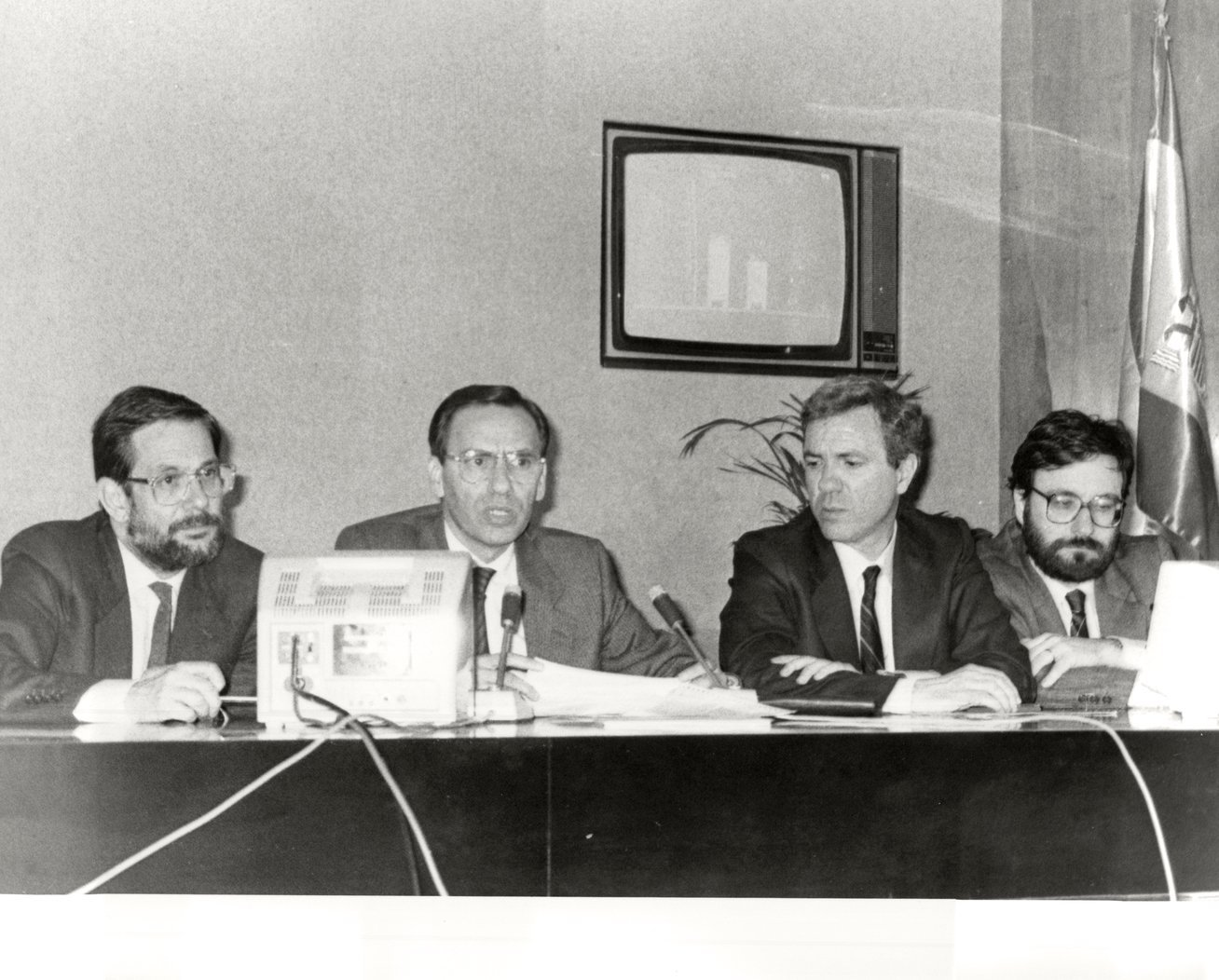
Le vice-président du gouvernement Alfonso Guerra (deuxième en partant de la gauche) apparaît lors d'une conférence de presse pour donner les résultats du référendum sur le maintien de l'Espagne dans l'OTAN. Il est accompagné des ministres Javier Solana, à sa droite, et José Barrionuevo et Narcís Serra, à sa gauche.

Devant le « virage » du PSOE sur la question, le rejet de l'OTAN fut repris par le Parti communiste espagnol — désormais dirigé par l'Asturien Gerardo Iglesias remplaçant Santiago Carrillo qui finit par quitter le PCE pour fonder Mesa de Unidad Comunista — qui forma une grande coalition d'organisations et de partis de gauche — y compris des socialistes qui, en désaccord avec son revirement, abandonnèrent le PSOE —, qui se matérialisa sous la forme d'Izquierda Unida, qui se présenta à partir des élections générales d'octobre 1986. De son côté, l'Alliance populaire « pro-atlantique » opta paradoxalement pour l'abstention — elle jugeait le référendum inutile — laissant le gouvernement seul pour défendre le « oui », une stratégie coûteuse et difficile qui finit par « discréditer la figure de son fondateur Manuel Fraga en tant que candidat potentiel au gouvernement de l'État,. »
Contrairement à ce qui était attendu, Felipe González — qui annonça qu’il démissionnerait si le « non » l’emportait, ce qui semble avoir influencé de nombreux électeurs —, réussit à renverser la tendance des sondages et le « oui » finit par remporter le référendum du 12 mars 1986, quoiqu'avec une faible marge. 11,7 millions d'électeurs votèrent en faveur du maintien (52 %) et 9 millions contre (40 %), avec 6,5 % de votes blancs. Le « non » a triomphé dans quatre communautés autonomes : Catalogne, Pays basque, Navarre et Canaries,. Au Pays basque, la campagne anti-OTAN favorisa Herri Batasuna, parti nationaliste de gauche, qui remporta cinq sièges aux élections d'octobre 1986.
Le résultat du référendum, « l'épreuve la plus dure de son long mandat » renforça le leadership de Felipe González, au sein de son parti comme dans l'ensemble du pays, comme on le constata lors des élections générales organisées la même année, où le PSOE renouvela sa majorité absolue, bien qu'avec 18 députés de moins qu'en 1982. Deux facteurs contribuant à expliquer ce succès sont que la crise économique avait été surmontée et que l'Espagne entra dans une phase d'intense développement qui dura jusqu’en 1992,,.